# Main
Der Main ist mit 527 Kilometern Fließstrecke der längste rechte Nebenfluss des Rheins.
Die Quellflüsse des Mains entspringen im Fichtelgebirge (Weißer Main) und in der Fränkischen Alb (Roter Main). Am westlichen Rand der Stadt Kulmbach im Stadtteil Melkendorf nahe dem Schloss Steinenhausen vereinigen sich die beiden Quellflüsse zum eigentlichen Main. Der Flusslauf hält trotz vieler markanter Richtungswechsel seine – in Mitteleuropa seltene – Hauptfließrichtung von Ost nach West bei und berührt dabei mehrere fränkische Mittelgebirge. Am Main liegen große Teile des fränkischen Weinbaugebiets und zahlreiche, teils gut erhaltene historische Stadtkerne. Große Ballungsräume durchfließt der Main um Würzburg und Frankfurt. Gegenüber der Mainzer Altstadt – zwischen Ginsheim-Gustavsburg und der Maaraue in Mainz-Kostheim – mündet er in den Rhein. Von dort (Kilometer 0) flussaufwärts bis oberhalb der Eisenbahnbrücke bei Hallstadt (Kilometer 387,69) ist der Main (Ma) Bundeswasserstraße.
Der Main ist nicht ausnehmend lang, aber gleichwohl ein historisch und geografisch bedeutender Fluss. In der Spätantike bildete sein Unterlauf zwischen Miltenberg und Großkrotzenburg ein kurzes Stück der Außengrenze der Provinz Obergermanien des Römischen Reichs. Die Mainlinie trennte im 19. Jahrhundert die Einflusssphären der beiden deutschen Großmächte Österreich und Preußen innerhalb des Deutschen Bundes mit seinem Sitz in Frankfurt unmittelbar am Main. Der tatsächlich über weite Strecken innerhalb Oberdeutschlands verlaufende Main ist zwar weder eine Dialekt-, noch eine Kulturgrenze, doch gliedert nach häufigem Verständnis die Mainlinie Deutschland in einen nördlichen und südlichen Teil. Das Rhein-Main-Gebiet ist verkehrsgeographisch die Mitte Deutschlands und Europas.

## Daten
Für den Main werden verschiedene Längen genannt. Die Ursache ist, dass dem Fluss jeweils andere Ursprünge und damit Oberläufe zugerechnet werden. Zusammen mit dem längeren Quellfluss, dem Roten Main, ergibt sich eine Fließlänge von 527 km, zusammen mit dem wasserreicheren, aber kürzeren Quellfluss Weißer Main eine von 518 km. Der Main hat ab der Vereinigung dieser beiden Oberläufe eine Länge von 472 km. Rund 81 km unterhalb der Vereinigung mündet die Regnitz ein, die dort deutlich mehr Wasser führt als der Main. Betrachtet man den Gewässerweg aus dem Lauf der Regnitz mitsamt deren Hauptoberlauf Rednitz und wiederum deren eigenem Hauptoberlauf Fränkische Rezat als Quellfluss, so ergibt sich eine Gesamtlänge von 573 km . Die Länge des Gewässerwegs über Regnitz, Pegnitz und Fichtenohe, die in unmittelbarer Nähe der Quelle des Roten Mains entspringt, beträgt sogar 576 km. Der Hauptstrang ist also länger als die Mosel (544 km).

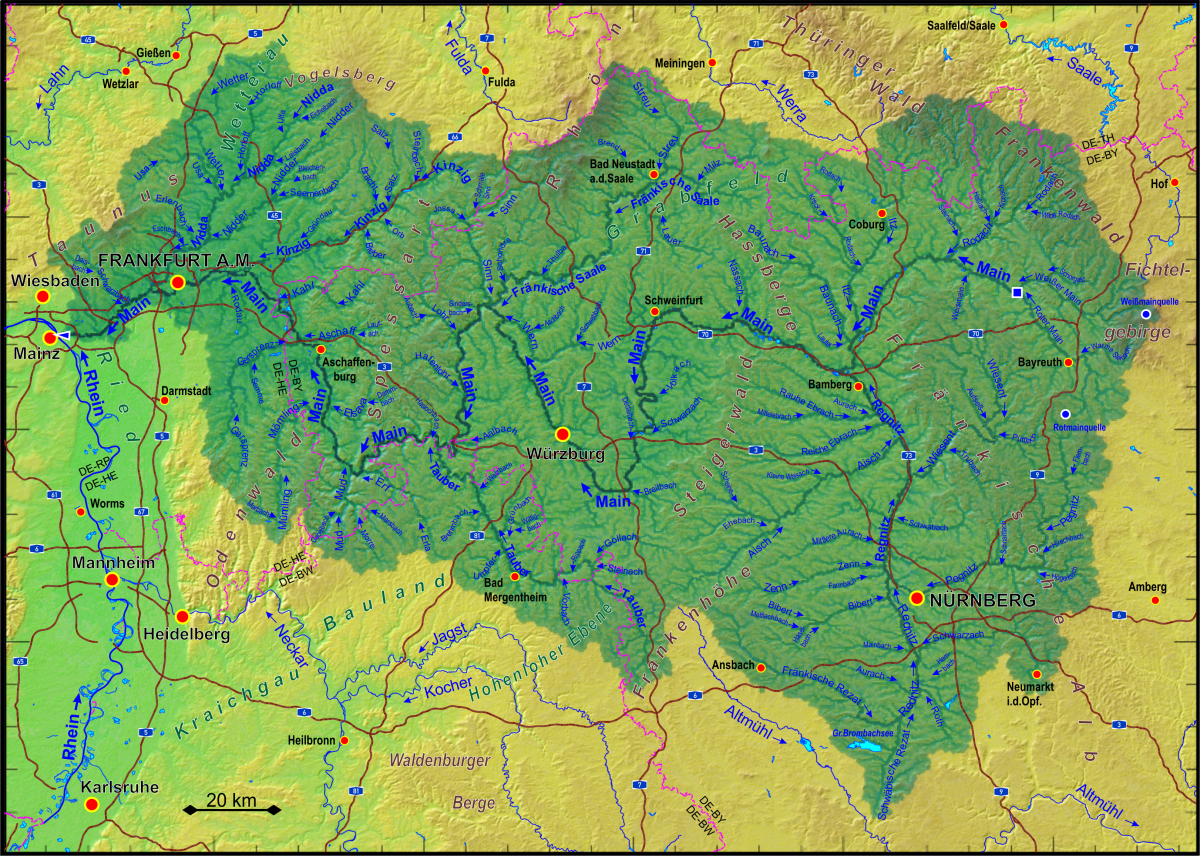
Einzugsgebiet des Mains

Das Einzugsgebiet des Mains und seiner Nebenflüsse umfasst 27.292 km² und erstreckt sich über den größten Teil Frankens, den nordöstlichsten Teil Baden-Württembergs und den Norden Südhessens. Es grenzt im Süden an das Einzugsgebiet der Donau (wenige hundert Meter südlich der Weißmainquelle liegt die Quelle der Fichtelnaab, die über Naab und Donau ins Schwarze Meer abfließt); die Grenze zwischen beiden ist Teil der Europäischen Hauptwasserscheide.
Der Main ist mit einem mittleren Abfluss von 211 m³ pro Sekunde an der Mündung in den Rhein nach Aare (560 m³/s), Maas (357 m³/s) und Mosel (315 m³/s) der viertgrößte Nebenfluss des Rheins.
Die 388 km lange schiffbare Strecke reicht von der Mündung in den Rhein flussaufwärts bis kurz vor Bamberg. Sie ist seit 1992 über den 171 km langen Main-Donau-Kanal mit der Donau verbunden.
Der Main verläuft durch die Bundesländer Bayern und Hessen. Baden-Württemberg hat im Bereich der Städte Freudenberg und Wertheim auf rund 25 km Länge Anteil am linken Ufer. Der Main bildet in dem Bereich die Grenze zwischen Bayern und Baden-Württemberg.
Siehe auch: Liste von Städten und Orten am Main

## Name
Der Name Main ist keltischen Ursprungs; die Kelten nannten den Fluss (rekonstruiert) *Moinos (oder *Moginos). Als die Römer zu Beginn des 1. Jahrhunderts n. Chr. in das Gebiet kamen, latinisierten sie den Namen zu Moenus. Den ältesten Beleg (als Moenis) lieferte Pomponius Mela (kurz nach 43/44 n. Chr.). Spätere Erwähnungen finden sich z. B. bei Plinius (Naturalis historia) oder Tacitus (Germania). Flüsse ähnlichen Namens gibt es in Irland (Maoin) und Britannien (Meon, lateinisch Maionus). Für den Ursprung des Namens werden mehrere Erklärungen erwogen. Einige Autoren führen ihn auf ein indogermanisches Wort mei mit der Bedeutung Wasser zurück (vgl. lettisch maina oder litauisch maiva ‚Sumpf‘), andere auf eine Mauer oder einen Zaun (vgl. lat. moenia ‚Ringmauer‘). Im Mittelalter wurde der Fluss zumeist als Moyn oder Moyne überliefert, der Name Meyn erschien erstmals im 14. Jahrhundert.
In den am Main (vom 17. bis 19. Jahrhundert auch „Main-Fluß“ genannt) gesprochenen Mundarten führt der Fluss folgende Namen:
- Maa in Oberfranken,
- Mee im östlichen Unterfranken,
- Moa Wertheimer Gegend, Miltenberger Gegend, Raum Aschaffenburg (Landkreis)
- Mää Stadt Aschaffenburg, Main-Spessart
- Maa (lokal teils nasalisiert, teils verdumpft), Raum Seligenstadt, Raum Frankfurt

## Geographie

### Flusslauf
Der Main fließt von Ost nach West durch Oberfranken, Unterfranken, das nördliche Baden-Württemberg sowie Südhessen und durchquert dabei die Städte Bayreuth (am Roten Main), Kulmbach (am Weißen Main), Lichtenfels, Haßfurt, Schweinfurt, Kitzingen, Würzburg, Gemünden, Lohr, Wertheim, Miltenberg, Aschaffenburg, Hanau, Offenbach und Frankfurt, dann mündet er an der Mainspitze gegenüber von Mainz in den Rhein.
Während der Main vor allem im unterfränkischen Abschnitt durch siedlungsarmes Gebiet fließt, ist die Untermainebene von Aschaffenburg bis zur Mündung von den großen Siedlungsflächen und vielen Verkehrswegen der Rhein-Main-Region bestimmt.

#### Quellflüsse
Der Main hat zwei Quellflüsse, den Weißen und den Roten Main.

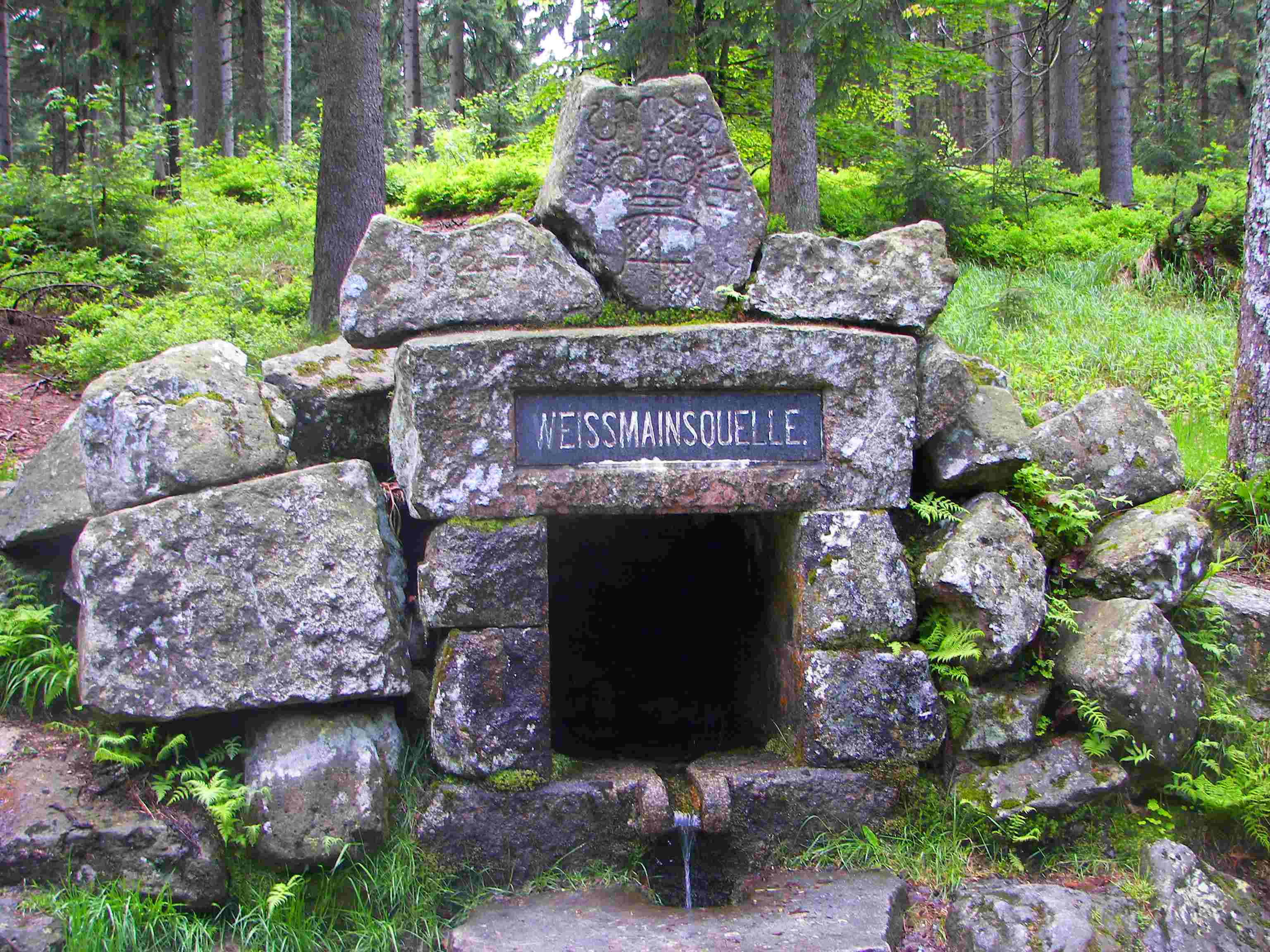
Weißmainquelle

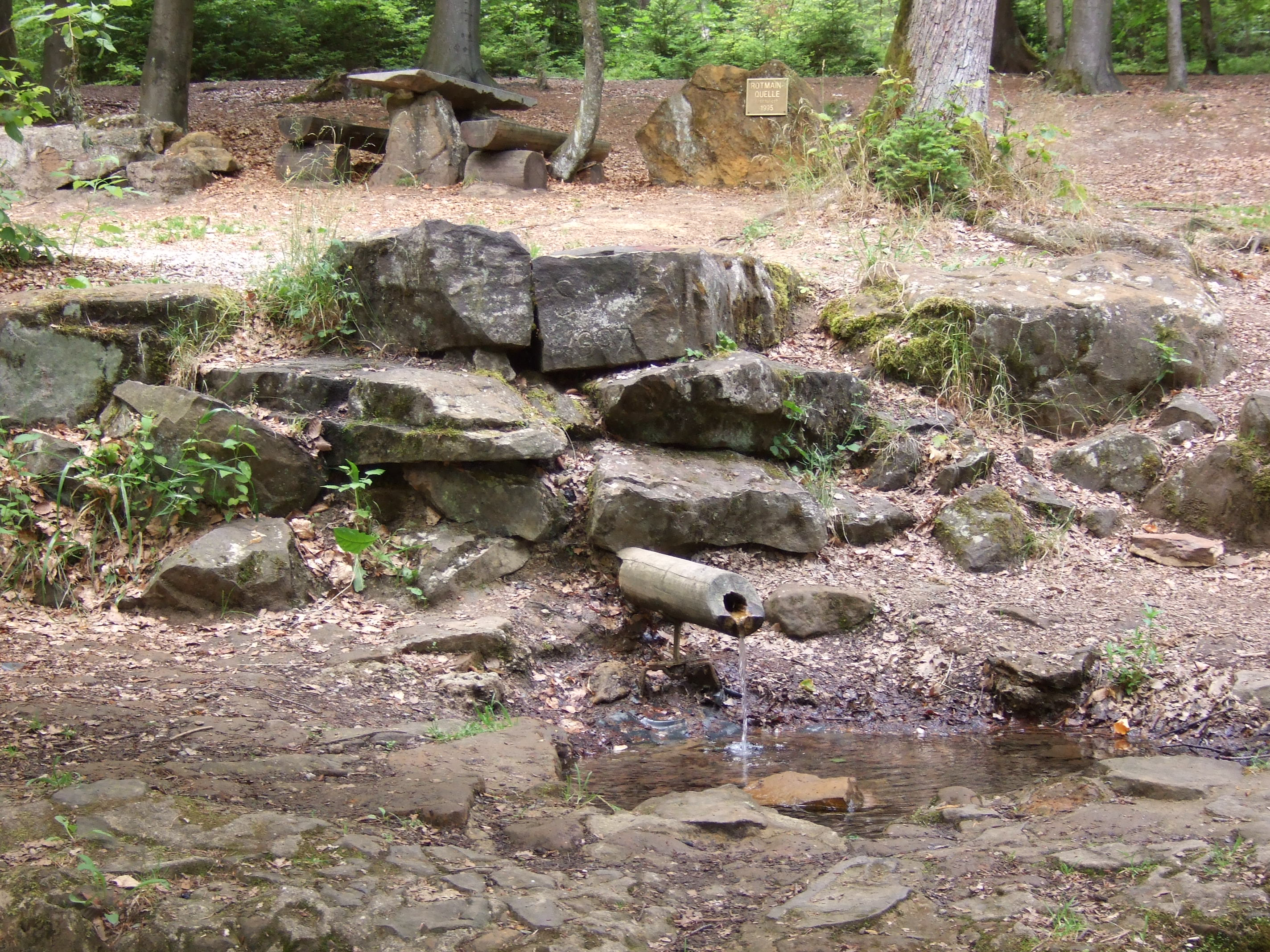
Rotmainquelle

##### Weißer Main
Der 52 km lange Weiße Main ist der rechte und nördliche Quellfluss des Mains. Er entspringt im Fichtelgebirge – 20 km Luftlinie nordöstlich von Bayreuth, nordwestlich von Fichtelberg. Seine in Granit gefasste Quelle liegt auf 887 m ü. NN am Osthang des 1024 m hohen Ochsenkopfs. Der Weiße Main durchfließt zunächst das 679 m hoch gelegene Bischofsgrün, dann das Heilbad Berneck, das durch sein Zisterzienserinnenkloster bekannte Himmelkron und schließlich nördlich der Plassenburg die Bierstadt Kulmbach. Hier verläuft er in einer bereits in den 1930er Jahren zum Schutz vor Hochwasser angelegten Flutmulde.
Der Weiße Main verdankt seinen Namen dem hellen Granitgestein seines Quellgebiets, das sein Wasser weißlich erscheinen lässt.

##### Roter Main
Der 72 km lange Rote Main ist der linke und südliche Quellfluss des Mains. Er entspringt in der Fränkischen Alb – 10 km südlich von Bayreuth, 5 km westlich von Creußen. Seine ungefasste Quelle (hölzernes Rohr) liegt im Lindenhardter Forst knapp 2 km nordwestlich von Hörlasreuth. Der Fluss führt Sediment aus dem lehmigen Grund seines Einzugsgebiets mit, was ihm eine rötliche Farbe gibt und seinen Namen bestimmte.
Hörlasreuth ist das erste Dorf, das der Rote Main berührt, das Städtchen Creußen der erste größere Ort. Der Rote Main fließt weiter in nördlicher Richtung bis Bayreuth und dann in zahlreichen Mäandern nordwestwärts durch ein weites Tal.
Die beiden Quellflüsse vereinigen sich am westlichen Stadtrand von Kulmbach bei Schloss Steinenhausen. An dieser Stelle beginnt der als Main bezeichnete Flussabschnitt (50° 5′ 12,9″ N, 11° 23′ 52,2″ O). Hier endet die flussaufwärts laufende Zählung der Flusskilometer.

#### Der Obermain

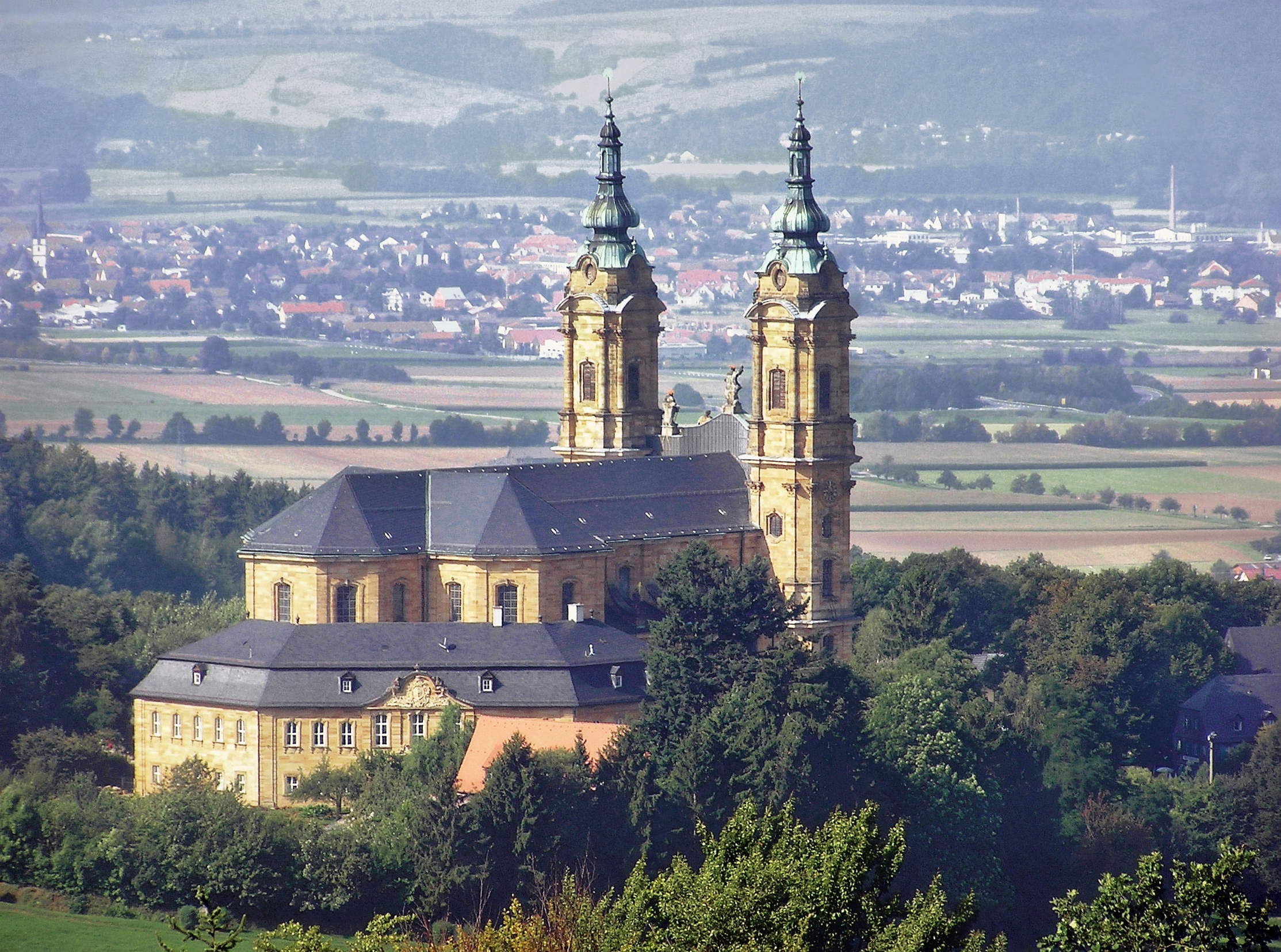
Basilika Vierzehnheiligen hoch über dem Maintal

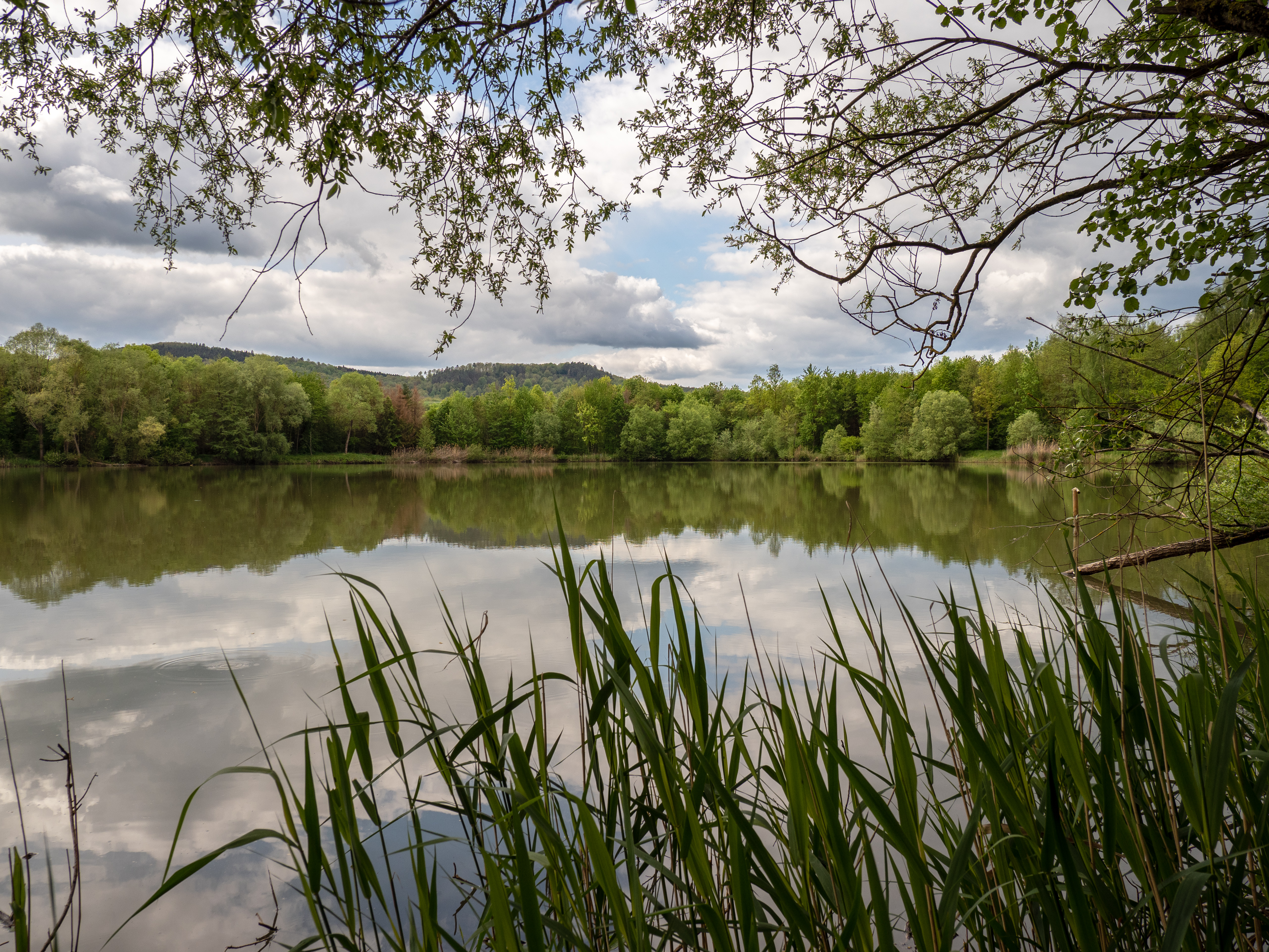
Mainaue bei Oberau

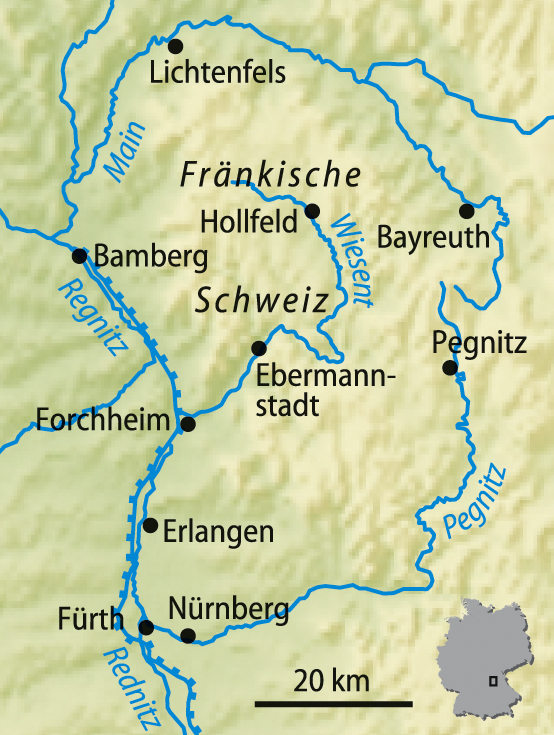
Zufluss der Regnitz

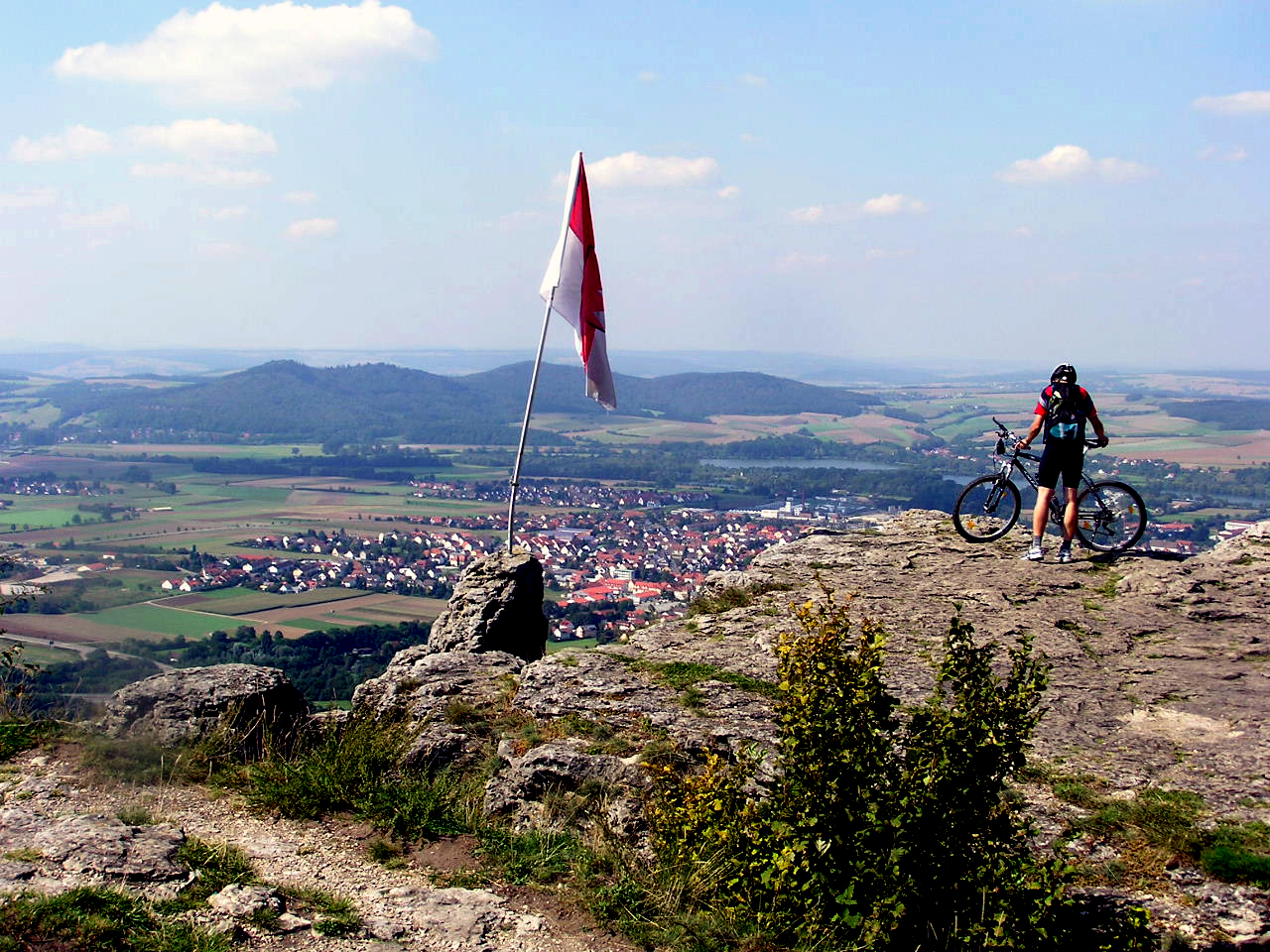
Bad Staffelstein und das Maintal, Blick vom Staffelberg

Das Gebiet von den Quellflüssen Weißer Main und Roter Main bis Bamberg wird als Obermainland bezeichnet. Ab dem Zusammenfluss der beiden Quellflüsse in Kulmbach am Schloss Steinenhausen fließt der Obermain westwärts durch ein weites Tal am Nordrand der Fränkischen Alb. Zwischen den zwei Mittelstädten Bayreuth und Kulmbach an seinen Quellflüssen berührt er zwei Kleinstädte mit gut erhaltenem historischem Stadtbild: das aus einer karolingischen Burg hervorgegangene Burgkunstadt und Lichtenfels (Rathaus 1740 von Heinrich Dientzenhofer, Stadtschloss, Pfarrkirche, Tortürme).
In Burgkunstadt mündet als linker Nebenfluss die Weismain, nicht zu verwechseln mit dem Weißen Main, der auch Weißmain genannt wird.
Zwischen Lichtenfels und der Kleinstadt Bad Staffelstein durchfließt der Main einen kulturell reichen, weiten Talraum. Hier steht auf einer Anhöhe über dem linken Ufer eines der bedeutendsten Bauwerke des deutschen Barocks, die nach Plänen von Balthasar Neumann erbaute Wallfahrtskirche Vierzehnheiligen. (Flussabwärts gibt es weitere Bauwerke Neumanns, besonders in und um Würzburg.) Das gegenüberliegende Ufer wird überragt von den Barockbauten des im 11. Jahrhundert gegründeten Benediktinerklosters Banz.
Oberhalb von Bad Staffelstein mit historischem Stadtbild und großem Fachwerkrathaus aus dem 17. Jahrhundert liegt der 540 m hohe Staffelberg, dessen felsiges Gipfelplateau seit der Steinzeit besiedelt war. Dort befand sich im 2./1. Jahrhundert v. Chr. das keltische Oppidum auf dem Staffelberg.
In von nun an südlicher Richtung durchzieht der Main in zahlreichen Flussschlingen eine Auenlandschaft, nimmt bei Breitengüßbach von rechts die Itz auf und erreicht nach einigen Kilometern die nordwestliche Stadtgrenze von Bamberg. Dort strömt ihm als weitaus größter Nebenfluss die Regnitz zu, deren nordwestliche Fließrichtung der Main nun aufnimmt.
Bis Bamberg ist der Obermain ein beliebter Fluss zum Kanuwandern. Aus diesem Grund wurde 1934 am Wehr in Hausen das weltweit erste Faltboot-Hebewerk gebaut.
Nach der Gründung des Bistums Bamberg 1007 war der Main zwischen Hallstadt und Michelau rund 800 Jahre Grenze zum Bistum Würzburg.
In Bamberg beginnt der 1992 fertiggestellte Main-Donau-Kanal, über den seit 1972 die Industrieregion um Nürnberg an das deutsche Binnenschifffahrtsnetz angeschlossen ist. Seine Kilometerzählung beginnt an der Mündung der Regnitz in den Main (Main-km 384,07) bei Bischberg. Etwa 2 km oberhalb der Regnitzmündung liegt am Nordufer der 1962 eröffnete Hafen Bambergs. Bereits 1846 war der Ludwig-Donau-Main-Kanal zwischen Bamberg am Main und Kelheim an der Donau eröffnet worden. Der im Zweiten Weltkrieg beschädigte Kanal wurde 1950 aufgegeben.
Unterhalb von Bamberg fließt der nun schiffbare Main rund 50 km weit relativ geradlinig in westliche Richtung bis nach Schweinfurt. Er trennt rechts die Haßberge vom Steigerwald links. Auch dort liegen Kleinstädte mit gut erhaltenen historischen Kernen wie die Burgstadt Eltmann, Zeil mit seinem Fachwerk-Marktplatz oder Haßfurt mit der gotischen Ritterkapelle und dem Mariaburghausen am Ufer. In Limbach und Zeil gibt es bekannte Wallfahrtskirchen. Kurz vor Schweinfurt erhebt sich über Weinbergen das mächtige Schloss Mainberg. In Schweinfurt erreicht der Main das Maindreieck, der erste – vor dem Mainviereck – von zwei in der Landschaft auffälligen, geometrischen Verlaufsabschnitten des Flusses in Unterfranken.

#### Maindreieck

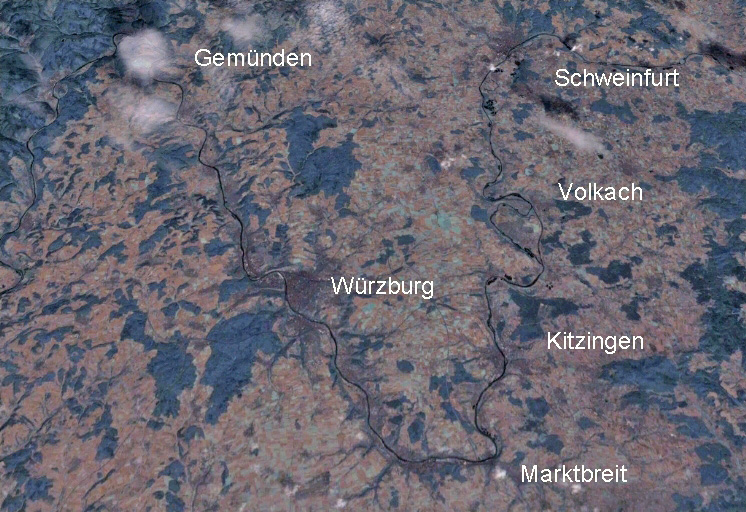
Das Maindreieck, rechts mit Volkacher Mainschleife

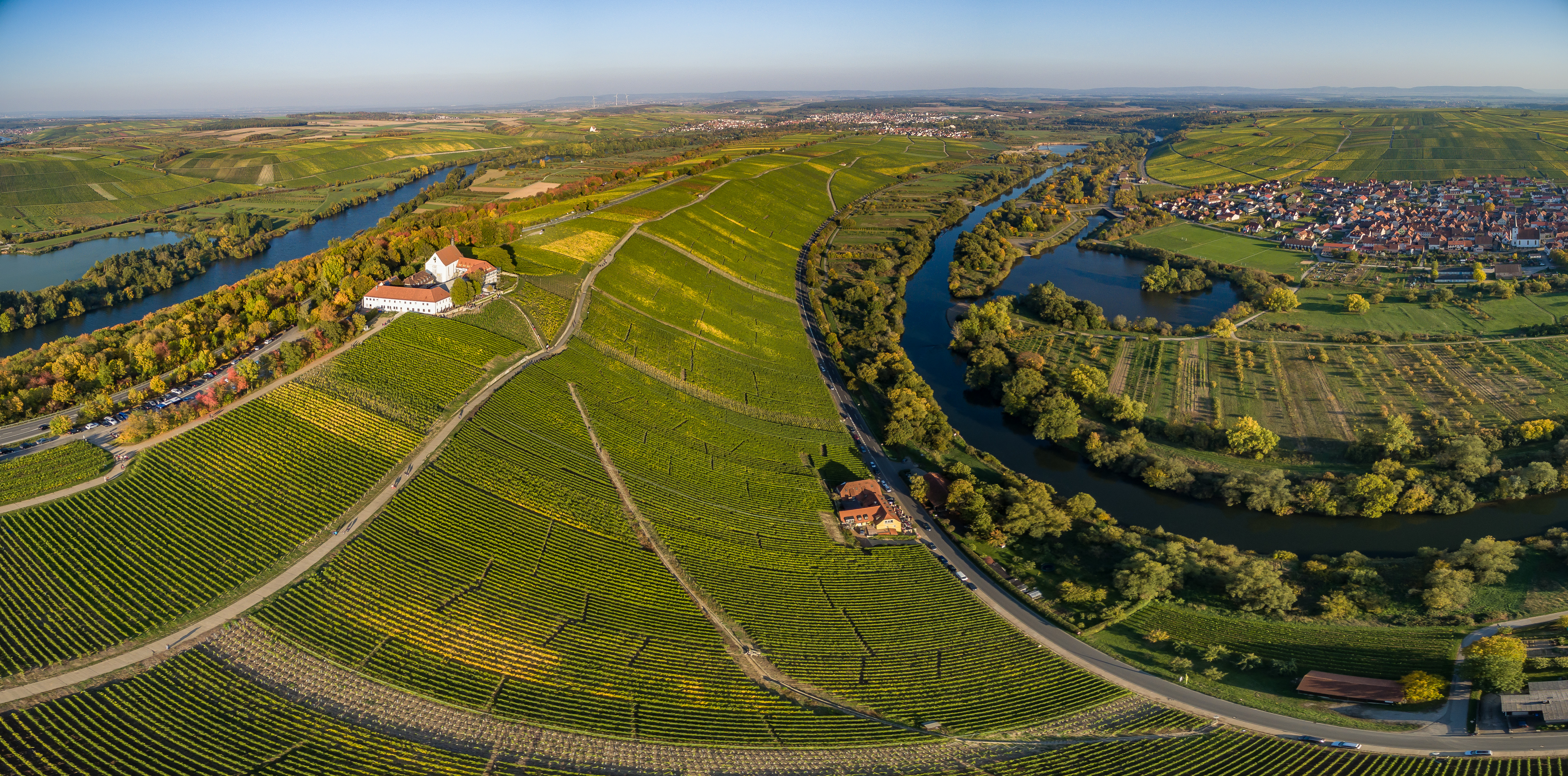
Die Volkacher Mainschleife,
am Horizont der Steigerwald

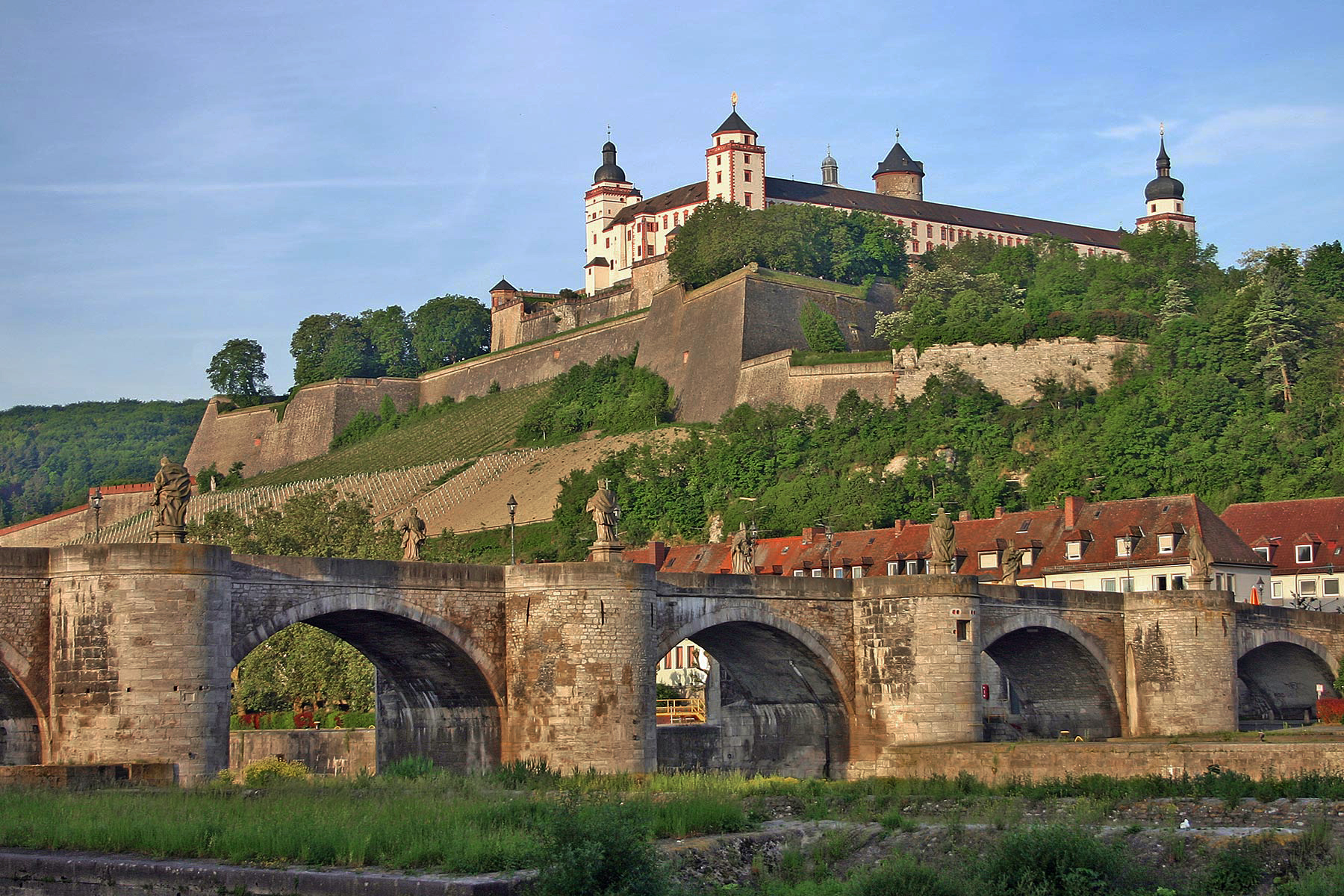
Alte Mainbrücke und Festung Marienberg in Würzburg

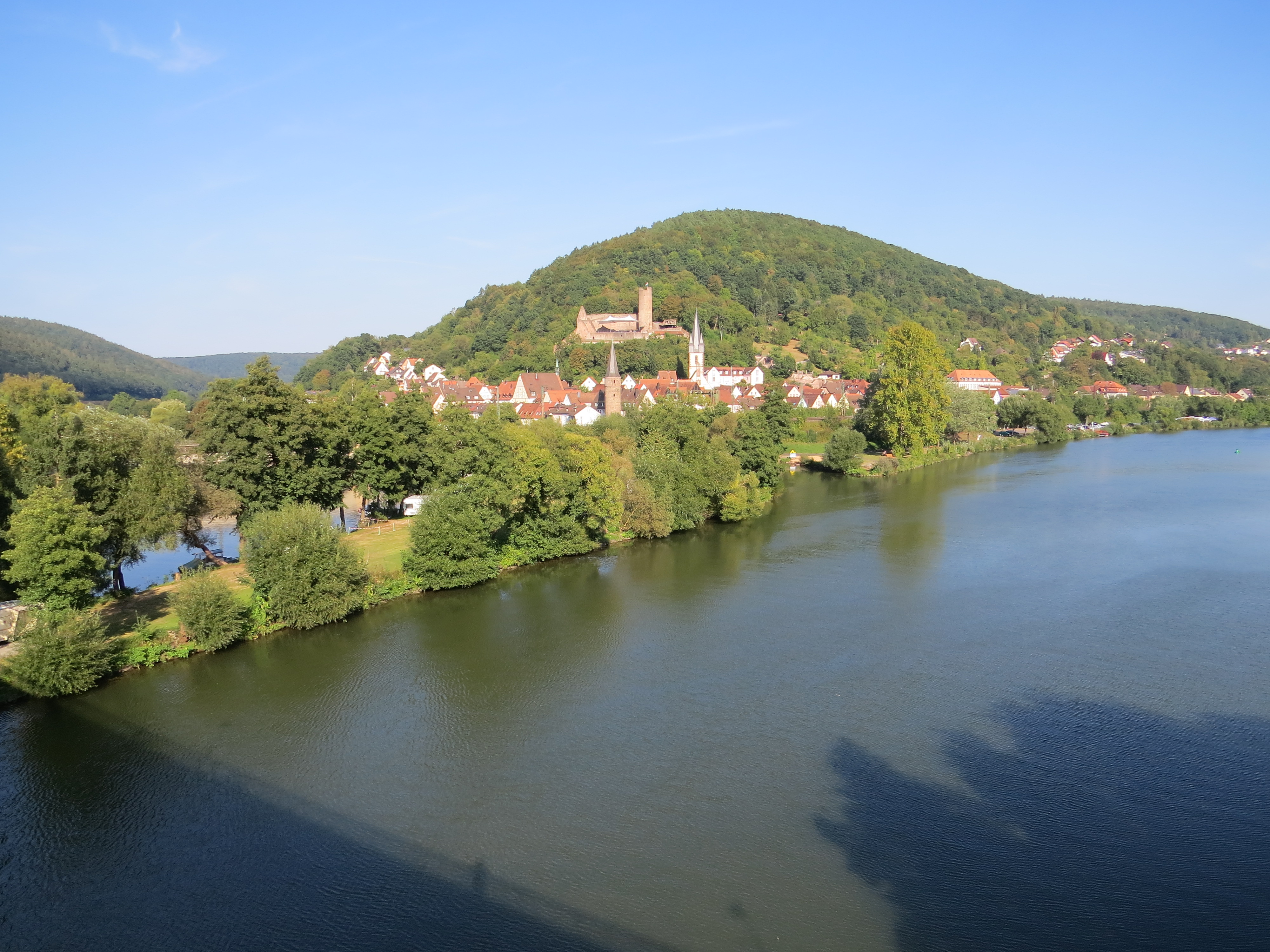
Gemünden am Main am Übergang vom Maindreieck zum Mainviereck

Die beiden Schenkel des Maindreiecks spannt der Main zwischen den Städten Schweinfurt und Marktbreit sowie dem nahen Ochsenfurt und Gemünden auf, sie bilden auf der Landkarte ein nach Norden offenes abgestumpftes Dreieck.

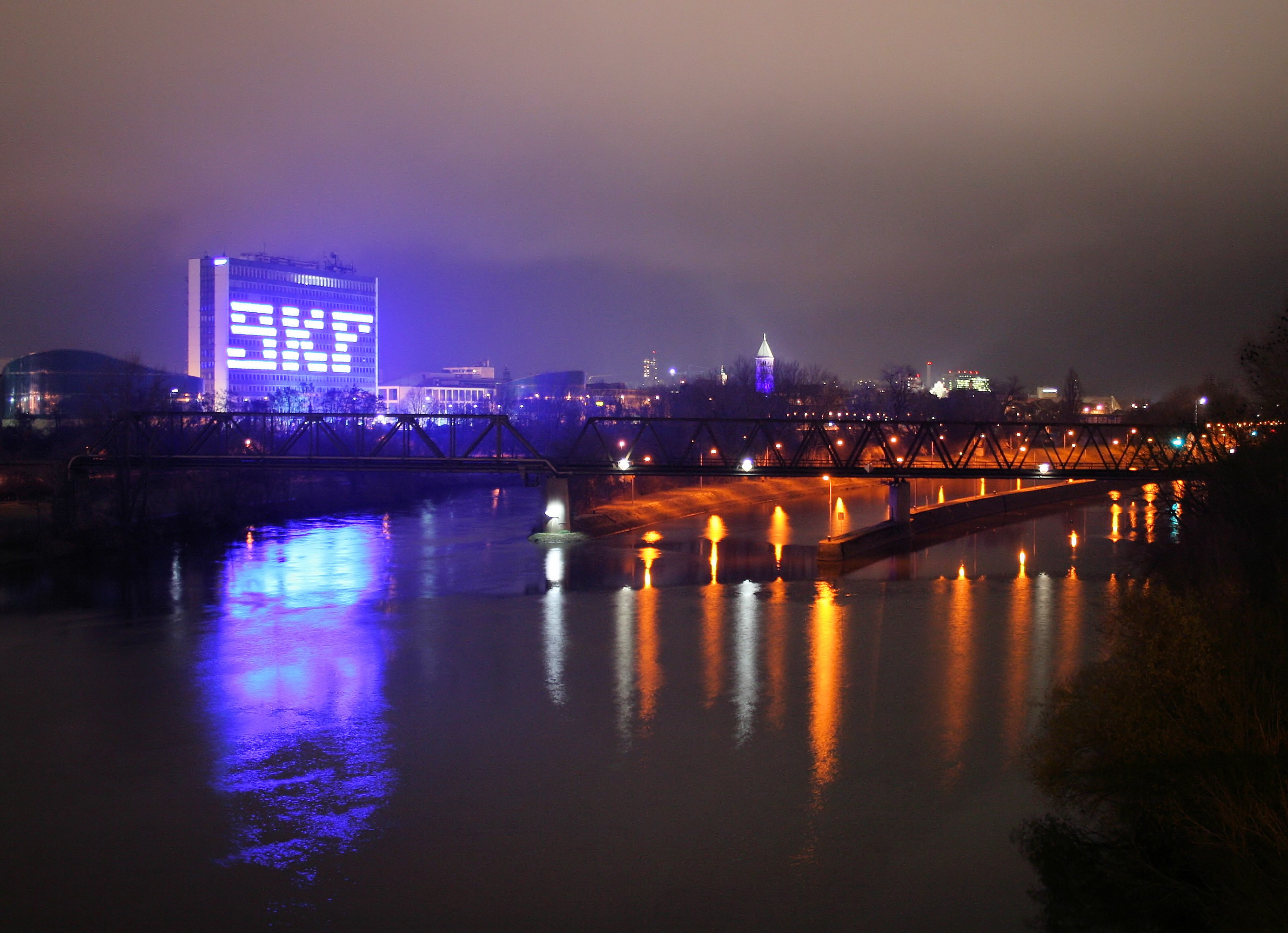
Schweinfurt am Beginn des Maindreiecks, mit nächtlicher Skyline und Maininseln

Am Maindreieck und seiner Umgebung liegt ein großer Teil der Anbaufläche des Weinbaugebietes Franken. Es beginnt mit der ehemaligen Reichsstadt Schweinfurt, der ersten größeren Stadt, die der hier bis zu 170 Meter breite Main in einen nördlichen und südlichen Bereich teilt, verbunden durch große und vielbefahrene Brücken. Schweinfurt besitzt drei Maininseln, ein großes Hafen- und Industriegebiet, ist Zentrum der europäischen Wälzlagerindustrie und Gründungsort der Leopoldina, der heutigen Nationalen Akademie der Wissenschaften. Zu den Kunstschätzen der Stadt gehören das Alte Rathaus (1572), die St.-Johannis-Kirche und das Museum Georg Schäfer mit der weltweit größten Gemäldesammlung von Carl Spitzweg. Wenige Kilometer südlich von Schweinfurt steht am linken Mainufer das 2015 abgeschaltete Kernkraftwerk Grafenrheinfeld, dessen beide jeweils 143 m hohe Kühltürme das Landschaftsbild bis zu ihrer Sprengung im August 2024 beherrschten.

Nach rund 20 km auf dem südwärtigen Schenkel legt sich der Fluss in die Volkacher Mainschleife, an deren Scheitelpunkt die Stadt Volkach liegt, bekannt durch ihren Weinbau und die Wallfahrtskirche Maria im Weingarten. Der Main umläuft hier in weitem Bogen einen Bergsporn mit der Vogelsburg auf der Höhe, von wo aus einst der Schiffsverkehr auf dem Fluss kontrolliert werden konnte. Der südliche Teil der Mainschleife ist bis Gerlachshausen wegen der engen Flusskrümmungen bei Escherndorf durch den Schleusen- und Kraftwerkskanal Gerlachshausen (Mainkanal) für die Schifffahrt abgeschnitten. Der 6 km lange und 30 m breite, tief eingeschnittene Kanal wurde von 1950 bis 1957 im Rahmen der „Notstandsmaßnahme der wertschaffenden Arbeitslosenfürsorge“ angelegt. Dadurch entstand die sogenannte Weininsel mit den Weinorten Nordheim und Sommerach sowie dem Volkacher Ortsteil Hallburg. Die Volkacher Mainschleife ist vom Bayerischen Landesamt für Umwelt als Geotop und Landschaftsschutzgebiet ausgewiesen. 
Rund 10 km flussabwärts liegt auf dem linken Ufer die von Benediktinermönchen bewohnte Abtei Münsterschwarzach mit monumentaler Kirche. Kurz darauf folgt gegenüber das Weinstädtchen Dettelbach mit Stadtbefestigung und mittelalterlichem Erscheinungsbild. Kitzingen, weiter südlich an der östlichen Flanke des Maindreiecks, hatte früher bedeutenden Weinhandel und ist heute mit der Gebietswinzergenossenschaft Franken noch immer ein bedeutendes Zentrum für diesen Wirtschaftszweig. In Kitzingen steht neben vier weiteren eine der wenigen erhaltenen mittelalterlichen Mainbrücken, sie stammt aus dem 13. Jahrhundert. Beherrscht wird die Silhouette der rechtsmainischen Altstadt durch sieben Türme aus unterschiedlichen Epochen, von denen der Falterturm der bekannteste ist. Im Stadtteil Etwashausen auf der gegenüberliegenden Flussseite befindet sich direkt am Mainufer die bedeutende Kreuzkapelle von Balthasar Neumann.
Südlich von Kitzingen folgen der bedeutende Weinort Sulzfeld (rechtes Ufer) mit seiner komplett erhaltenen Ortsbefestigung und die kleine Stadt Marktsteft mit dem ältesten Binnenhafen Bayerns. Hier wurde im Juli 2024 die Umweltstation des Landkreises Kitzingen sowie ein Inklusionsbetrieb mit Gastronomie und Beherbergung im restaurierten Industriedenkmal neu eröffnet (linkes Ufer).
An der Mainspitze liegen am linken Ufer die Städte Marktbreit (Renaissance-Rathaus, barocke Weinhandelshäuser, Römerlager Marktbreit) und Ochsenfurt (gotisches Rathaus und teilweise erhaltene Mainbrücke von 1519). Das Dorf Segnitz gegenüber von Marktbreit ist mit seinem Namen das westlichste Zeugnis der Mainslawen am Main, aber nicht die westlichste einst slawische Siedlung in Süddeutschland.
Auf dem westlichen Schenkel des Maindreiecks folgen Winterhausen, Sommerhausen, Eibelstadt und Randersacker. Beiderseits des Flusses erstreckt sich dann Würzburg, die drittgrößte Stadt Frankens. In der im Zweiten Weltkrieg stark zerstörten Altstadt sind bedeutende Bauwerke, wie der romanische Dom oder die Festung Marienberg, erhalten geblieben oder wiederhergestellt worden. Die als Weltkulturerbe ausgewiesene barocke Residenz und die Sommerresidenz der Würzburger Fürstbischöfe mit einer Rokoko-Gartenanlage im benachbarten Veitshöchheim sind Werke Balthasar Neumanns.
Der westliche Schenkel des Maindreiecks ist ansonsten weniger dicht besiedelt; nordwestlich von Würzburg gibt es an größeren Siedlungen nur die Kleinstädte Karlstadt und Gemünden, wo mit der Südwendung des Flusses das Maindreieck in das Mainviereck übergeht.

#### Mainviereck
Eckpunkte dieses nach Norden hin offenen Vierecks sind nacheinander die Städte Gemünden, Wertheim, Miltenberg und Aschaffenburg. Der Main umfließt in diesem Abschnitt auf etwa 100 km den südlichen Teil des Spessarts.
In Gemünden mündet von Nordosten der größte rechte Nebenfluss des Mains, die Fränkische Saale, und in Lohr der größte Fluss aus dem Spessart, die Lohr. Ab hier wird das nun in Richtung Süden verlaufende Maintal enger, waldreich und siedlungsarm.

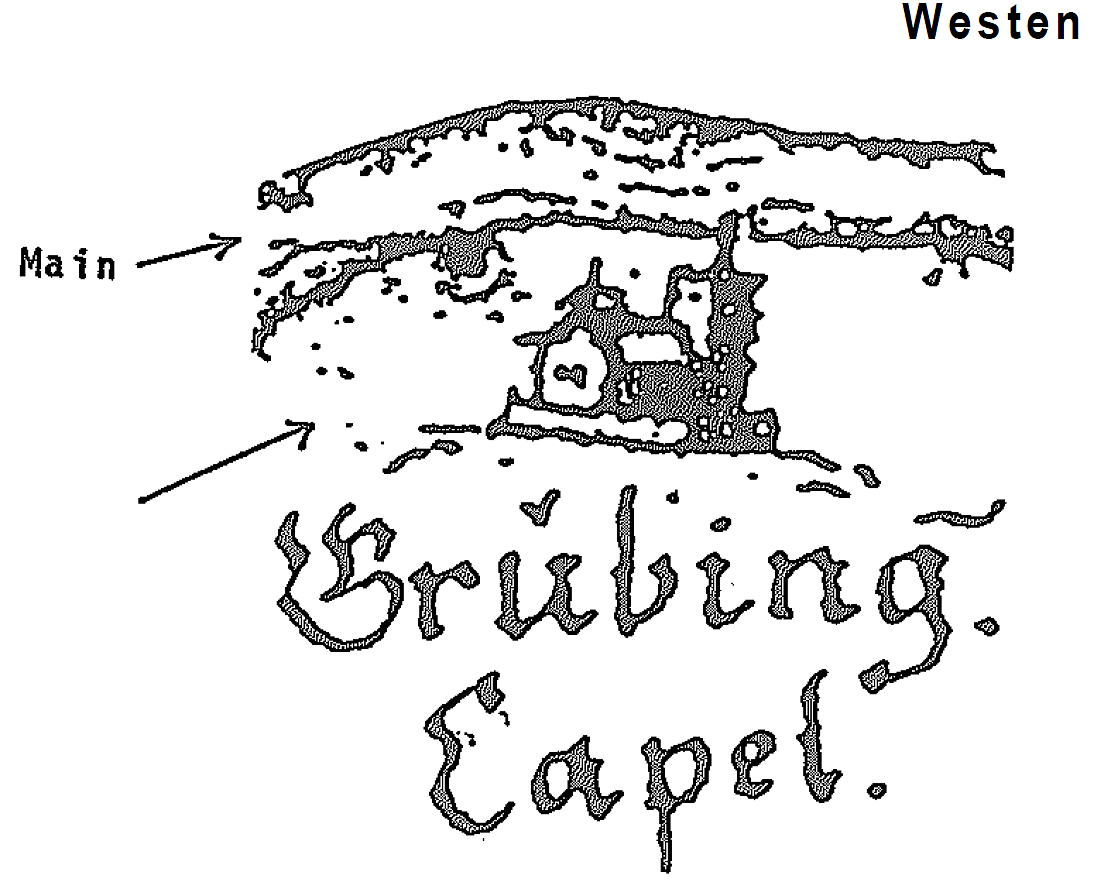
Kirche in Grubingen in der Karte des Spessart von Paul Pfinzing (1594)

Acht Kilometer südlich von Lohr liegt auf der rechten Seite Neustadt am Main mit einem 1250 Jahre alten ehemaligen Benediktinerkloster. Von ihm und von Würzburg ging die Christianisierung Ostfrankens im 8. Jahrhundert aus. Eine Fußgängerbrücke verbindet Neustadt mit seinem Ortsteil Erlach, einer ehemaligen Schiffersiedlung. Rothenfels zu Füßen der romanischen gleichnamigen Burg ist mit etwa 1000 Einwohnern die kleinste Stadt Bayerns. Erst am südöstlichen Eckpunkt des Mainvierecks folgen mit Marktheidenfeld und Wertheim wieder zwei Kleinstädte. Unmittelbar oberhalb Wertheims bildet der Main wiederum eine lange Schlinge, die Upharer Mainschleife. Dort umfließt er auf fünf Kilometer Länge einen südlich auslaufenden Sporn, das sogenannte Himmelreich, der an seiner schmalsten Stelle nur 400 m breit ist.

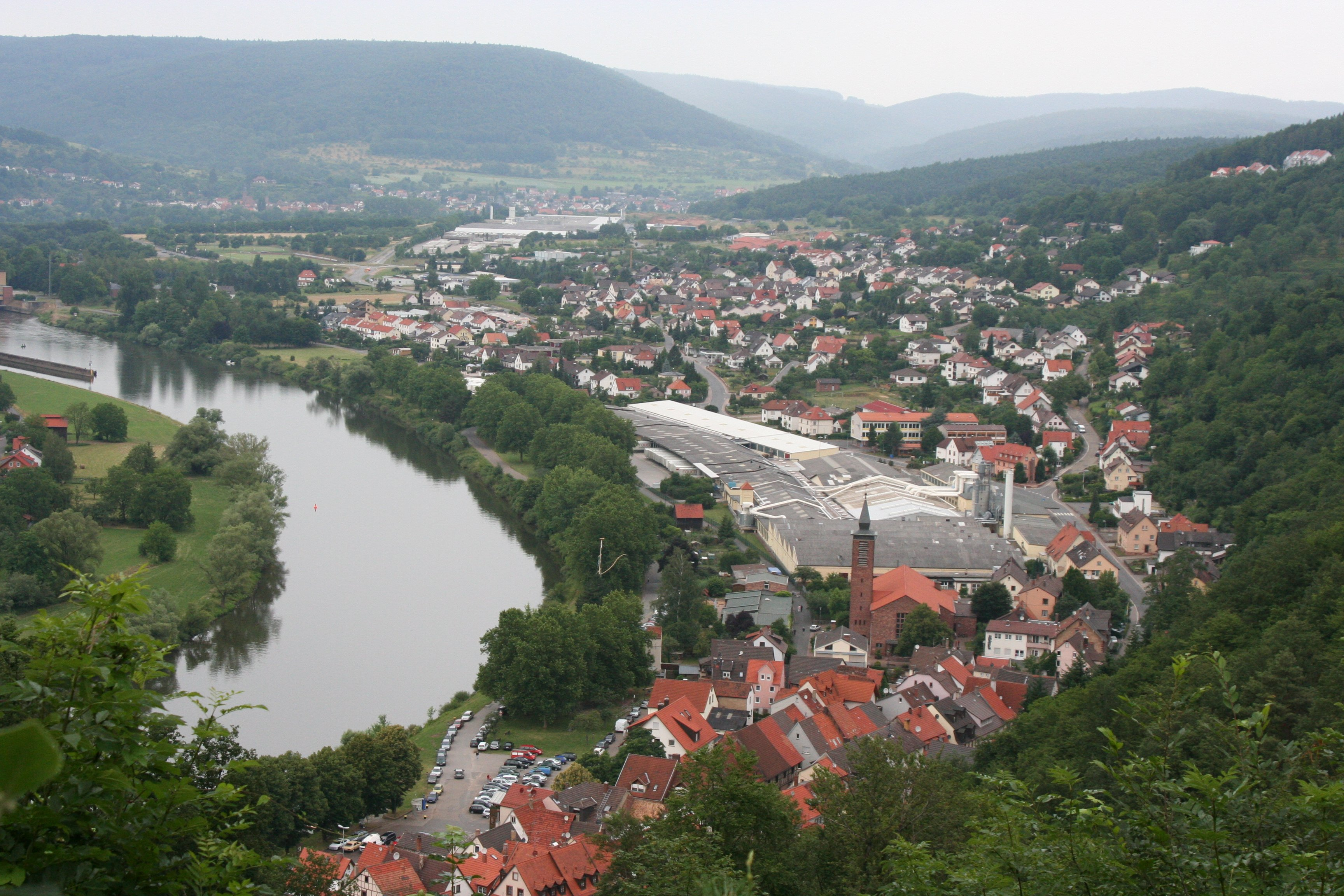
Freudenberg

In Wertheim mit mittelalterlichem Stadtbild und Burgruine mündet von Süden die Tauber in den Main. Ab Wertheim fließt der Main in Mäandern nach Westen, wobei er die Länder Baden-Württemberg und Bayern trennt. Wertheim am linken Mainufer war badisch und gehört heute zu Baden-Württemberg, das rechtsmainische und wesentlich ältere Kreuzwertheim ist dagegen bayerisch.

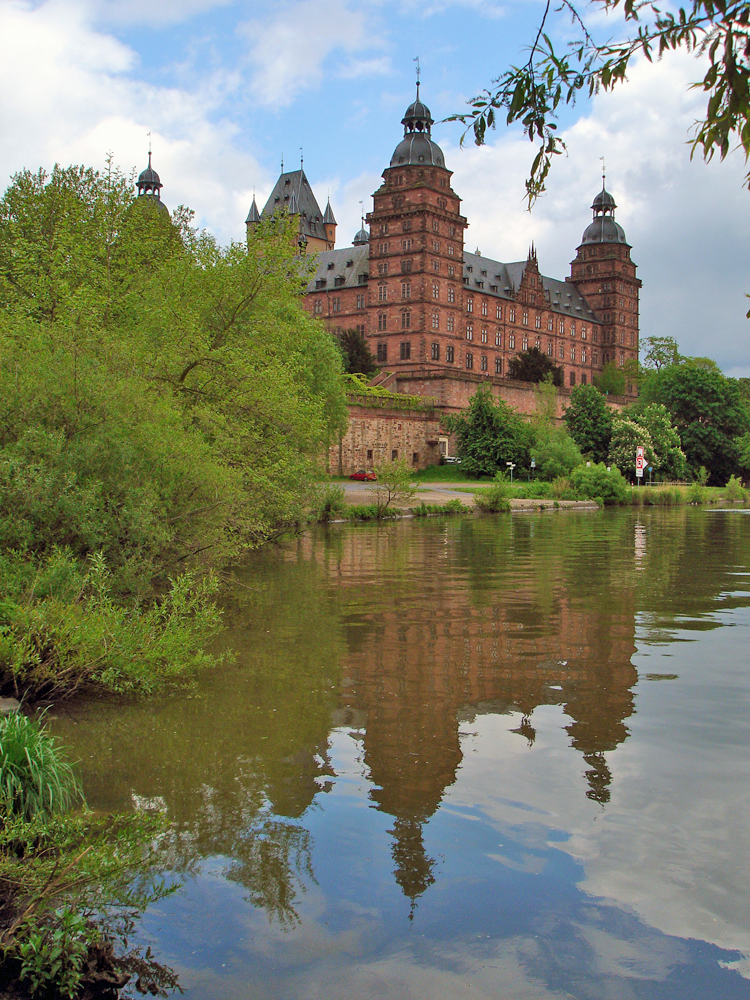
Schloss Johannisburg, Aschaffenburg

Das Landschaftsbild ähnelt nun dem an der östlichen Seite des Vierecks. Im gewundenen, waldreichen Tal, das den Spessart im Süden begrenzt, liegen die zwei von Burgen überragten Städtchen Stadtprozelten und Freudenberg, sowie die älteste Siedlung der Gegend, Dorfprozelten.
Die südwestliche Ecke des Mainvierecks markiert die Fachwerkstadt Miltenberg an der Mündung der Mud. Das südliche Mainviereck ist berühmt für den Roten Mainsandstein, der seit der Römerzeit bis ins 19. Jahrhundert das bevorzugte Baumaterial für repräsentative Bauten im Rhein-Main-Gebiet war. Er wurde in den Steinbrüchen der umliegenden Gegend gebrochen und auf dem Main zu den Baustellen verschifft.
In nun wieder nach Norden gerichteten Tal zwischen Odenwald und Spessart lag die im 17. Jahrhundert verschwundene alemannische Siedlung Grubingen, deren Kirche St. Michaelis noch bis 1778 am Mainufer stand. Es folgen weitere Kleinstädte mit gut erhaltenen Ortskernen, wie Klingenberg und Obernburg. Die Siedlungsdichte entlang des Mains nimmt nun deutlich zu.
In Aschaffenburg ist der Ballungsraum Rhein-Main erreicht, die zweitgrößte deutsche Metropolregion. Das Wahrzeichen der ehemaligen kurmainzischen Residenzstadt, das Renaissanceschloss Johannisburg, liegt rechts über dem Prallufer eines weit nach Osten ausgreifenden Mainbogens; ein Wenig unterhalb das von König Ludwig I. erbaute Pompejanum.

#### Der Untermain
Als Bayerischen Untermain bezeichnet man die Landkreise Miltenberg und Aschaffenburg sowie die Kreisfreie Stadt Aschaffenburg. Die auch als Bachgau bezeichnete Gegend am linken Ufer gehörte bis 1803 zu Kurmainz. Der untermainländische Dialekt gehört bereits zum südhessischen Dialektgebiet.

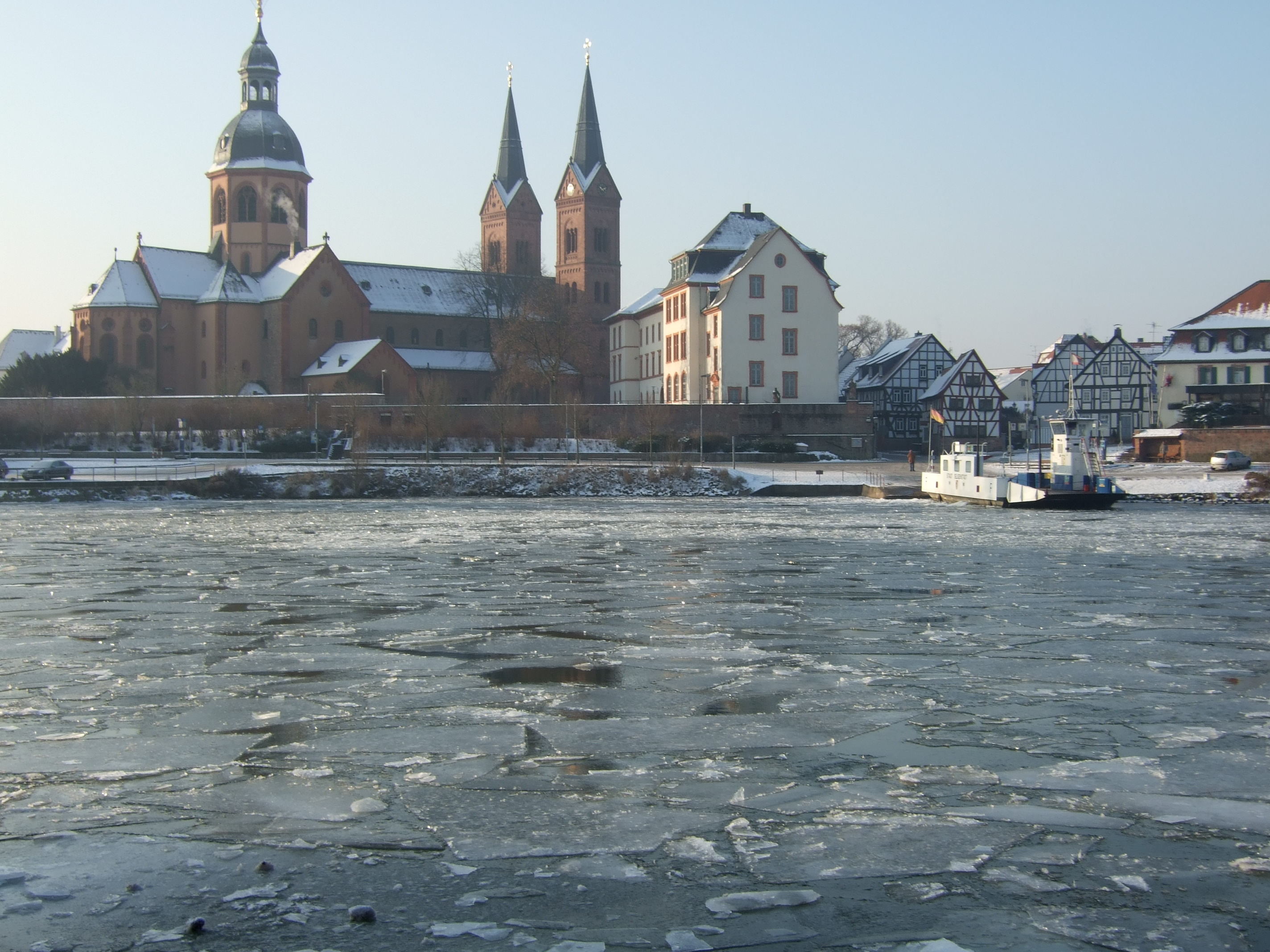
Eisgang auf dem Main bei Seligenstadt

Von Seligenstadt bis zur Mündung, also im gesamten hessischen Abschnitt, fließt der Main durch eine dicht bebaute Stadtlandschaft. Nur vereinzelt finden sich über mehrere Kilometer unbebaute Uferstrecken.
Am nun frei mäandrierenden, allmählich nach Nordwesten einschwenkenden Flusslauf liegt links die auf ein römisches Kastell zurückgehende Stadt Seligenstadt mit der karolingischen Einhard-Basilika und einer staufischen Pfalz. Gegenüber liegt das zu Bayern gehörende Karlstein.
Auf dem rechten Ufer, in Karlstein, entstand 1961 das erste Atomkraftwerk der Bundesrepublik. Der Versuchsreaktor wurde 1985 stillgelegt und bis Ende des Jahres 2008 abgebaut. In Kahl, der tiefst gelegenen Gemeinde in Bayern, mündet das gleichnamige Flüsschen auf 103 m ü. NN von rechts in den Main.

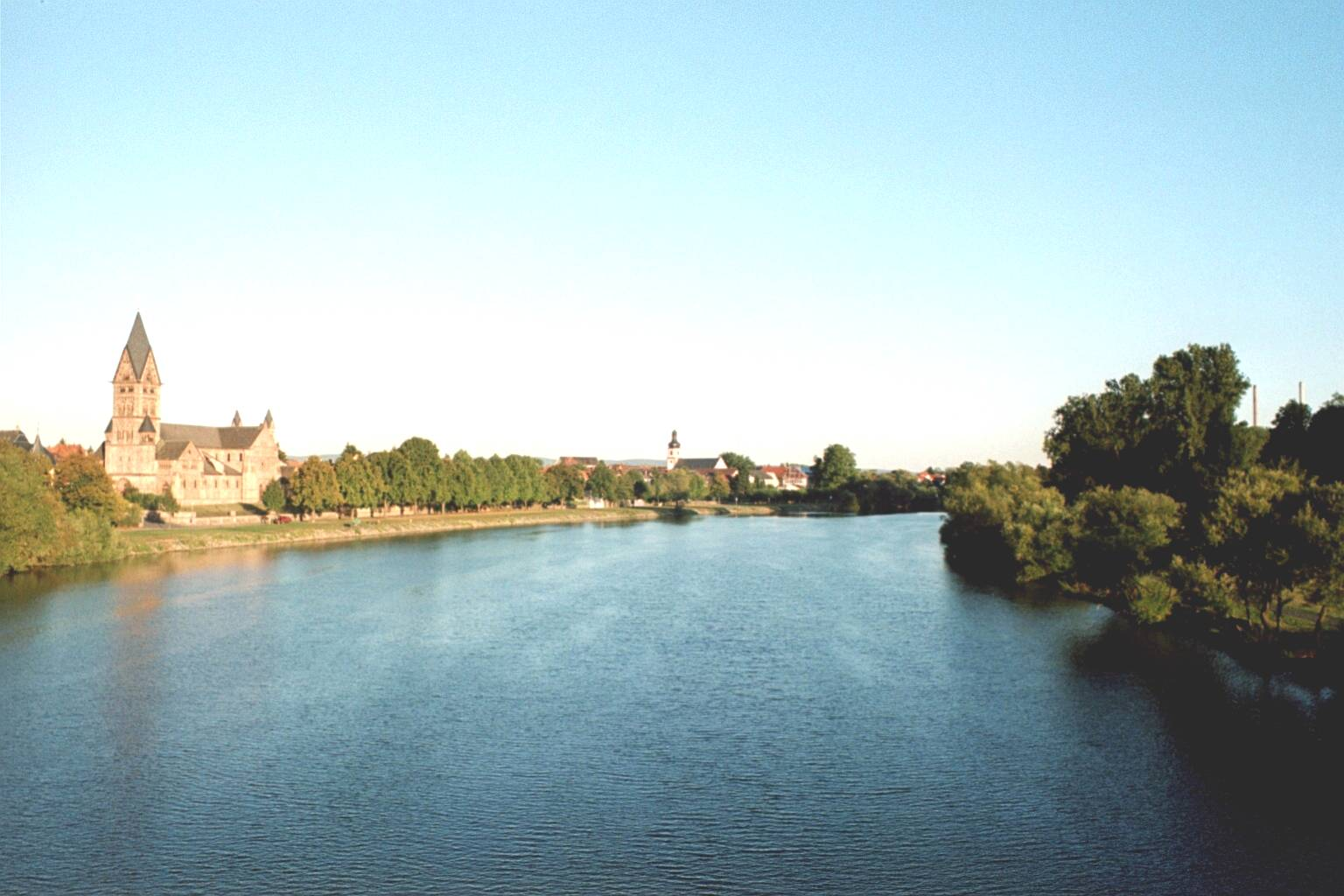
Mainufer in Großauheim

Die erste hessische Gemeinde auf dem rechten Mainufer ist Großkrotzenburg mit dem weithin sichtbaren Kraftwerk Staudinger. Auf dem gegenüberliegenden Ufer liegt Hainburg. Beide Ufer verbindet unterhalb des Kraftwerks eine moderne Straßenbrücke, die Limesbrücke.
Auf dem rechten Ufer folgt Großauheim, heute ein Stadtteil der knapp 100.000 Einwohner zählenden Industriestadt Hanau. Linksmainische Stadtteile sind Klein-Auheim und Steinheim, dem der Hanauer Mainhafen gegenüberliegt, einer der größten Binnenhäfen am Main.

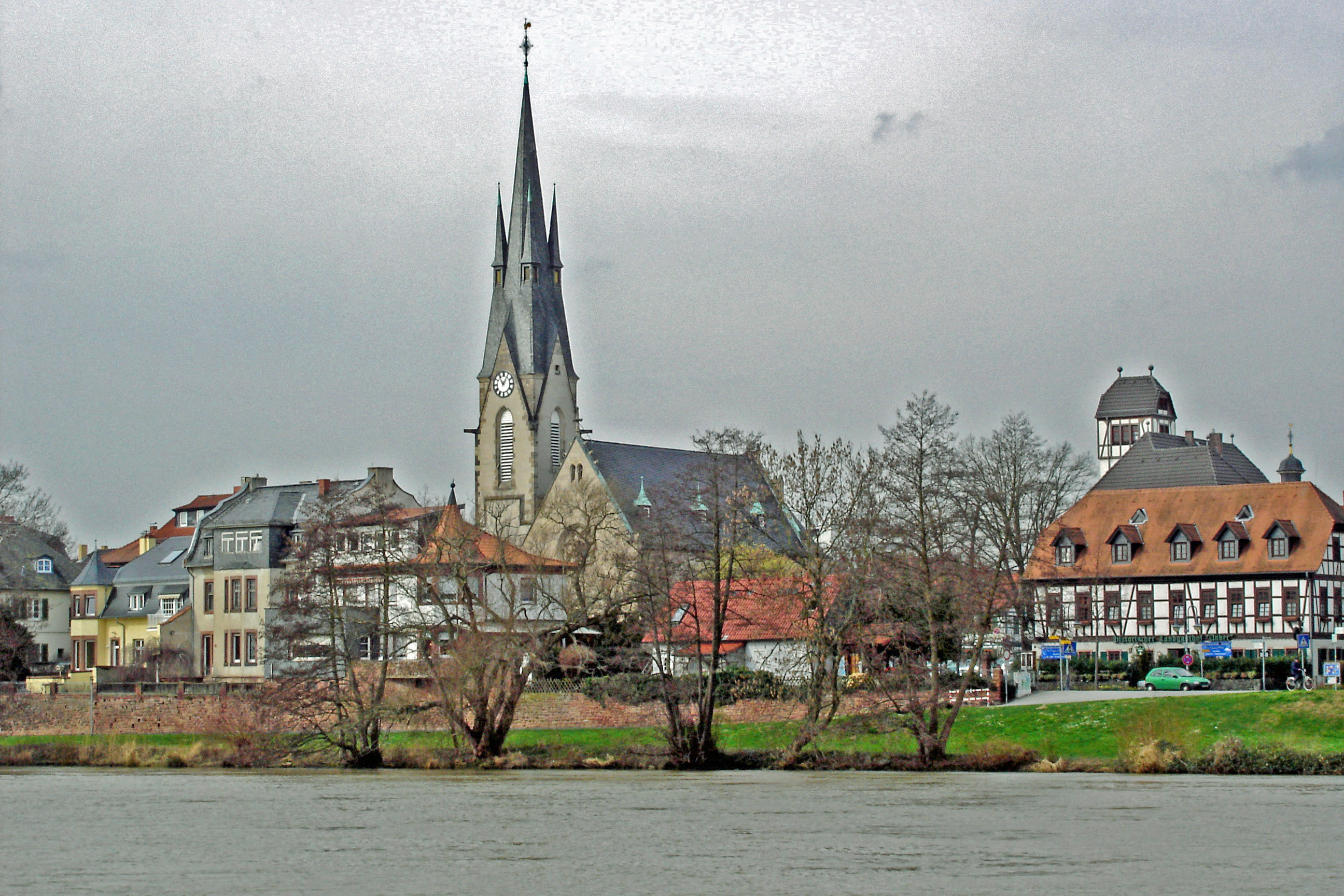
Friedenskirche, Hanau

Der historische Kern der ehemaligen Residenz- und Garnisonsstadt liegt auf dem rechten Ufer. Er wurde 1945 bei mehreren Luftangriffen fast ganz zerstört. Zur Neustadt Hanau führte der historische Mainkanal, dessen flussnächsten Abschnitt heute noch das Wasserstraßen- und Schifffahrtsamt Main als Diensthafen nutzt. Zwischen der Neustadt Hanau und dem barocken Schloss Philippsruhe in Kesselstadt verläuft parallel zum Fluss die Philippsruher Allee, zugleich ein Maindamm, der in der Mitte des 18. Jahrhunderts errichtet wurde. Unterbrochen wird die Allee von der Mündung der Kinzig, die in einem weiten Bogen fast die gesamte Hanauer Altstadt umfließt.
Den Main überspannen im Bereich der Stadt Hanau insgesamt drei Brücken.

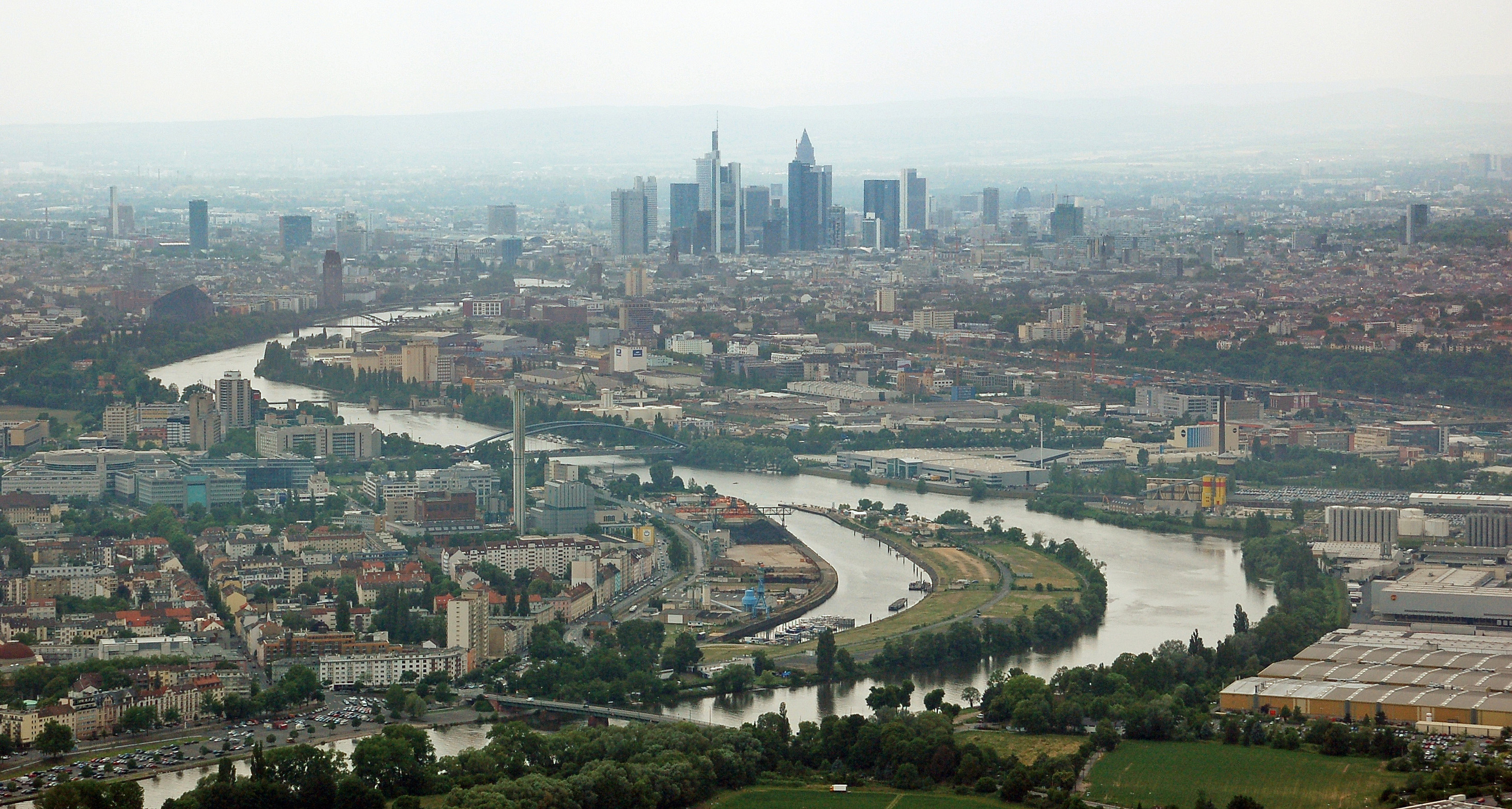
Der Main bei Offenbach mit dem Hafen im Vordergrund und der Skyline von Frankfurt darüber

Westlich von Hanau folgen am rechten Mainufer Maintal, am linken Mainufer zunächst Dietesheim, ein Stadtteil von Mühlheim am Main, und anschließend die Kernstadt Mühlheim am Main. Überregional bekannt in Mühlheim sind die Dietesheimer Basaltsteinbrüche, ein Naturschutzgebiet mit den beiden verbundenen Seen mit dem Namen Vogelsberger See und Oberwald. Die Seen sind im Zuge der Renaturierung nach Beendigung des Basaltabbaus entstanden und bieten idyllische Perspektiven von den bis 12 Meter hohen Klippen des Sees. Am Mühlheimer Mainufer bei Dietesheim befindet sich die Mühlheimer Mainschleuse. Zudem verkehrt zwischen Mühlheim am Main und dem Maintaler Stadtteil Dörnigheim die Mainfähre Mühlheim. Von Hanau die fließt der Main nach Westen und erreicht kurz darauf den S-förmigen Mainbogen zwischen Maintal und Frankfurt rechts und Offenbach links. Dort liegen am südlichen Ufer die Offenbacher Stadtteile Rumpenheim mit dem Rumpenheimer Schloss und Bürgel. Dazwischen liegt in der Aue das Naturschutzgebiet Schultheis-Weiher. Eine Autofähre verbindet den Offenbacher Stadtteil Rumpenheim mit dem Maintaler Ufer bei Maintal-Bischofsheim.
Auf dem Prallufer der anschließenden Schlinge liegt linksufrig das Zentrum der 120.000 Einwohner zählenden Industrie- und Lederwarenstadt Offenbach am Main. Das markanteste Bauwerk an der Offenbacher Mainfront ist das Isenburger Schloss.
Von der Schlinge eingefasst liegt gegenüber der Frankfurter Stadtteil Fechenheim. Dort tritt der Main in eines der größten zusammenhängenden Gewerbegebiete Deutschlands ein, es reicht vom Frankfurter Stadtteil Bergen-Enkheim über Fechenheim und das Ostend bis auf die südliche Mainseite nach Offenbach. In ihm befinden sich drei Mainhäfen: der Hafen Offenbach, der Frankfurter Oberhafen und der Osthafen, mit insgesamt fünf großen Hafenbecken. Im Zuge des Strukturwandels wurde der Offenbacher Hafen Anfang des 21. Jahrhunderts stillgelegt. Seit 2019 ist das im Hafengebiet entstandene Neubauviertel ein eigener Stadtteil.
Kurz unterhalb der Staustufe Offenbach liegt auf dem linken Ufer die Frankfurter Gerbermühle, ein beliebter Ausflugsort. Dort trafen sich im September 1815 Johann Wolfgang von Goethe und Marianne von Willemer zum Tête-à-Tête.
Der nun folgende Flussabschnitt in der Frankfurter Innenstadt bietet zwischen der Osthafenbrücke und der Main-Neckar-Brücke eine großstädtische Szenerie, die mit ihren Uferpromenaden in einer Reihe steht mit den Rheinfronten von Köln und Düsseldorf, dem Dresdner Terrassenufer oder der Binnenalster in Hamburg.

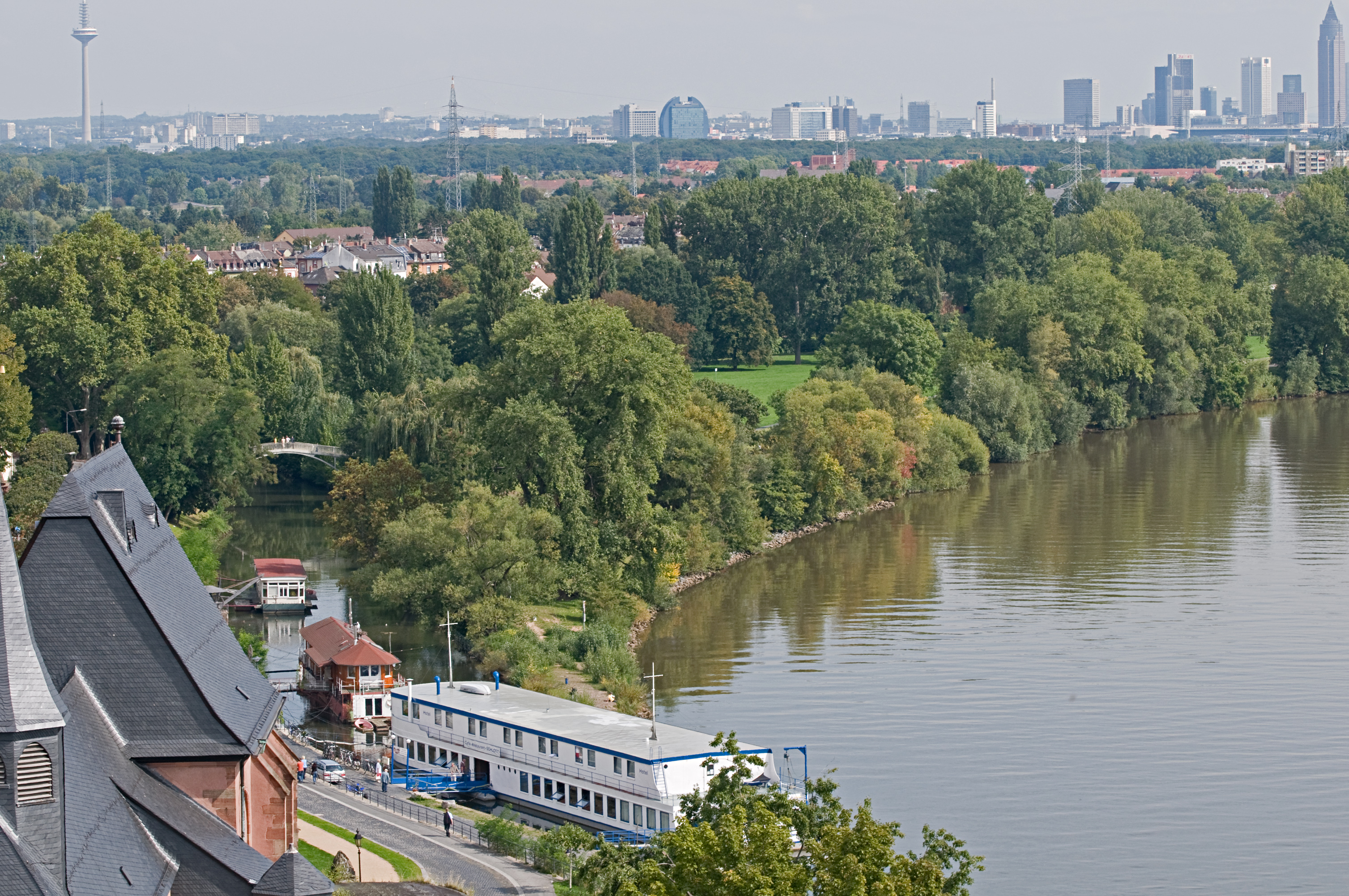
Niddamündung in Höchst

Neun Brücken überspannen auf diesen gut vier Kilometern den Fluss, und zwei Strecken der S-Bahn Rhein-Main und der U-Bahn Frankfurt unterqueren ihn in den beiden einzigen Maintunneln. Bei Annäherung von Osten bietet sich das bekannte Bild mit den Türmen des Kaiserdoms und der Altstadtkirchen im Vorder- und den Hochhäusern der Skyline im Hintergrund. Auf dem rechten Ufer liegt die Altstadt, auf dem linken der Bezirk Sachsenhausen mit dem Museumsufer. Auf Höhe der historischen Alten Brücke liegt eine Insel im Main; zwischen dem Saalhof am Fahrtor und der Sachsenhäuser Dreikönigskirche kreuzt ihn der Eiserne Steg. Kurz vor Ende des Innenstadtabschnitts liegt auf der rechten Seite das inzwischen als Yachthafen dienende Becken des stillgelegten Frankfurter Westhafens; auf dem ehemaligen Hafengelände entstand ein neues Wohn- und Gewerbegebiet.
Einige Kilometer nach der Innenstadt, an der Mündung der Nidda, liegt die heute zu Frankfurt gehörende alte Stadt Höchst erhöht über dem rechten Mainufer. Der Renaissanceturm des erzbischöflichen Schlosses, die Justinuskirche und der erhaltene Teil der Stadtbefestigung sind dort sichtbar. Unmittelbar westlich der Höchster Altstadt folgt an beiden Ufern der vier Quadratkilometer große Industriepark Höchst, das ehemalige Stammwerk des Chemiekonzerns Hoechst, dort befinden sich der Trimodalport, ein Gewerbehafen mit Containerumschlag und Bahnanschluss. Auf der rechten Seite erscheint der Stadtteil Sindlingen, nach einer Linkskurve folgt links die Stadt Kelsterbach.

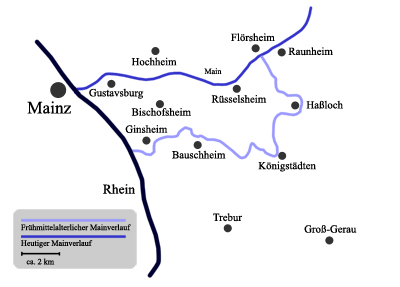
Untermain im Frühmittelalter mit südlichem Seitenarm (Horlache)

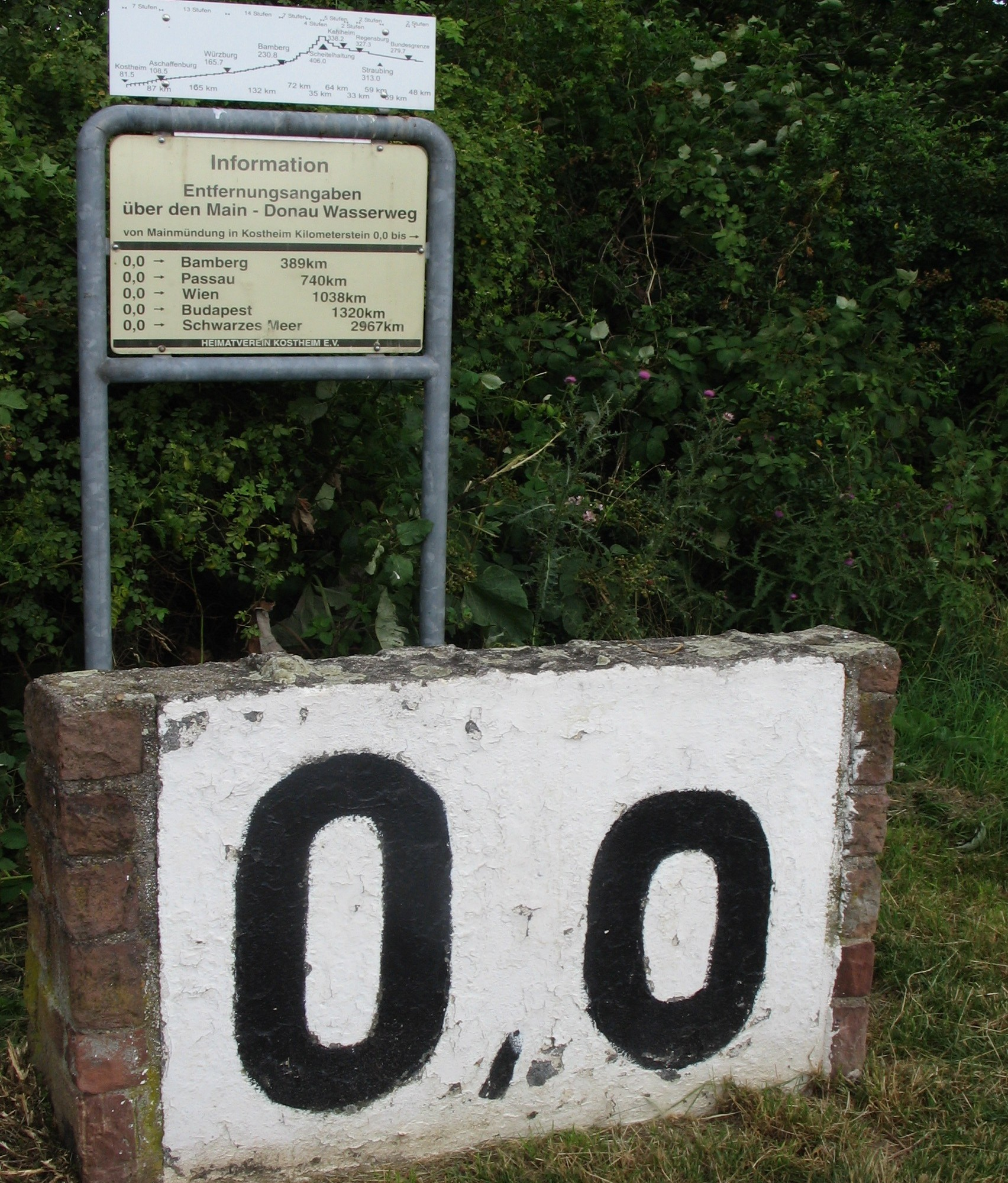
Kilometerstein Null an der Mainmündung auf der Maaraue in Mainz-Kostheim

Am weiten Kelsterbacher Bogen liegt links ein Ölhafen (genutzt unter anderem für den Frankfurter Flughafen) und Anlegestellen für Güterschiffe. Etwas erhöht über dem rechten Ufer liegt Hattersheim-Okriftel mit einem kleinen Fähranleger (Okriftel–Kelsterbach, Personen und Fahrräder, Sommerbetrieb; Möglichkeit, Boote zu Wasser zu lassen), der ehemaligen Fabrik Phrix (Teil der Route der Industriekultur Rhein-Main), sowie einer Kies- und Sandverladestelle. Auch der Fachwerkort Eddersheim unterhalb der gleichnamigen Staustufe liegt etwas erhöht am rechten Ufer.
Nach Unterquerung der A 3 und der Neubaustrecke Frankfurt-Köln befindet sich links ein Ölhafen der Firma Shell Oil GmbH. Die beidseits nun wieder ländlicher geprägten Ufer sind baumbestanden; einige sandige Abschnitte werden zum Baden genutzt. Bei Raunheim verläuft auf dem linken Ufer die B 43. Die ehemalige Staustufe Raunheim ist Quartier des Yachtclubs Untermain mit Hafen und Schiffsanlegern.
In der Literatur gibt es Hinweise auf einen alten Mainarm, der sich zwischen Raunheim und Rüsselsheim am Main vom Hauptarm trennte, entlang der Rüsselsheimer Stadtteile Haßloch und Königstädten floss und schließlich, mit dem früheren Neckarlauf vereint, bei Ginsheim in den Rhein mündete. Der Horlachgraben, östlich und südlich von Haßloch, lässt dies noch heute erahnen.
Rechts des Mains liegt die Stadt Flörsheim mit Schiffsanleger und Bootshaus des Ruderclubs, einem Hafen für Kiesumschlag und dem Hafen des Shell-Tanklagers, links des Mains die großzügig angelegte Stadt Rüsselsheim am Main mit dem Stammwerk der Adam Opel AG.

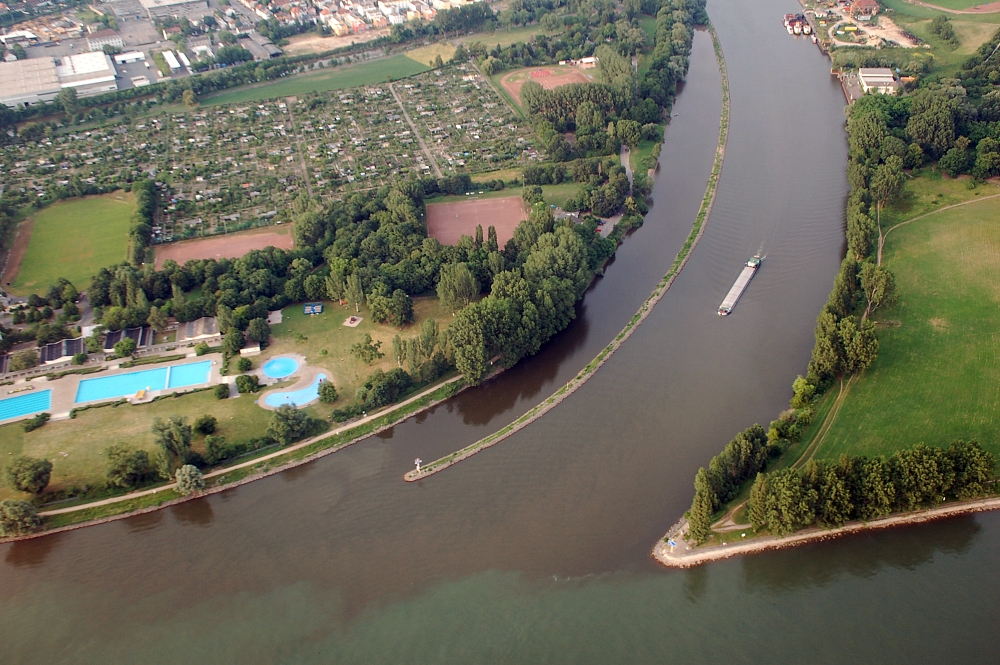
Die Mainmündung

Kurz vor der Mündung, bei Hochheim, ziehen sich Weinberge bis ans rechte Ufer; diese bekannten Hochheimer Weingärten zählen bereits zum Weinbaugebiet Rheingau.
Stromabwärts Hochheims und der gegenüber liegenden Gemeinde Bischofsheim überqueren die Mainbrücke Hochheim als Teil des Mainzer Rings und die Eisenbahnbrücke Hochheim den Main.
Die letzten Orte am Main sind Kostheim auf dem rechten und Gustavsburg auf dem linken Ufer, beide waren zusammen mit Bischofsheim rechtsrheinische Stadtteile von Mainz, die 1945 durch eine alliierte Zonengrenze von der Stadt Mainz getrennt wurden. Seitdem ist Kostheim ein Stadtteil von Wiesbaden und Gustavsburg gehört zur Stadt Ginsheim-Gustavsburg. In Höhe von Gustavsburg liegt die Staustufe Kostheim als letzte Staustufe des Mains.
Die Mündung in den Rhein, Mainspitze genannt, liegt gegenüber der Mainzer Zitadelle, ein anderer ehemaliger Mündungsarm wurde zum Kostheimer Floßhafen, der mit dem Main und dem Rhein zusammen die Insel Maaraue einschließt.

### Nebenflüsse
Die längsten Nebenflüsse des Mains sind die Fränkische Saale (rechts, 125 km), die Tauber (links, 114 km), die Nidda (rechts, 90 km), die Kinzig (rechts, 86 km) und die Regnitz (links, 59 km).
Zusammen mit ihrem Quellfluss Pegnitz ist die Regnitz allerdings 162 km lang und damit der längste Nebenfluss. Zudem führt die Regnitz an der Mündung deutlich mehr Wasser (56,6 m³/s) als der Main (44,7 m³/s), so dass sie hydrographisch sogar als der Hauptfluss des Mainsystems gelten kann. An der Pegnitz liegt Nürnberg, die mit Abstand größte Stadt an einem Main-Zufluss.
Eine besondere Bedeutung kommt dem größten Nebenfluss des Mains, der Regnitz, zu. Sie kann nach gewässerkundlichen Merkmalen als eigentlicher Oberlauf des Mains gelten. Die folgende Tabelle lässt die Dominanz der Regnitz am Punkt des Zusammenflusses erkennen:
| Name    | Wasser- führung | Einzugs- gebiet | Länge    |
| ------- | --------------- | --------------- | -------- |
| Main    | 42,1 m³/s       | 4416 km²        | 142,8 km |
| Regnitz | 51,2 m³/s       | 7523 km²        | 162,1 km |

Diagramm der Zuflüsse
| Die Zuflüsse des Mains ab 40 km Länge – mit Quellflüssen –        | Die Zuflüsse des Mains ab 40 km Länge – mit Quellflüssen – | Die Zuflüsse des Mains ab 40 km Länge – mit Quellflüssen – | Die Zuflüsse des Mains ab 40 km Länge – mit Quellflüssen – | Die Zuflüsse des Mains ab 40 km Länge – mit Quellflüssen – |
| ----------------------------------------------------------------- | ---------------------------------------------------------- | ---------------------------------------------------------- | ---------------------------------------------------------- | ---------------------------------------------------------- |
| Quelle                                                            |                                                            |                                                            |                                                            |                                                            |
| Weißer Main                                                       | Weißer Main                                                |                                                            | 51,7 km                                                    | 51,7 km                                                    |
| Roter Main                                                        | Roter Main                                                 |                                                            | 55,1 km                                                    | 55,1 km                                                    |
| Rodach                                                            | Rodach                                                     |                                                            | 53,0 km                                                    | 53,0 km                                                    |
| Itz                                                               | Itz                                                        |                                                            | 65,1 km                                                    | 65,1 km                                                    |
| Baunach                                                           | Baunach                                                    |                                                            | 53,9 km                                                    | 53,9 km                                                    |
| Regnitz                                                           | Regnitz                                                    |                                                            | 162,1 km                                                   | 162,1 km                                                   |
| Wern                                                              | Wern                                                       |                                                            | 63,5 km                                                    | 63,5 km                                                    |
| Fränkische Saale                                                  | Fränkische Saale                                           |                                                            | 140,0 km                                                   | 140,0 km                                                   |
| Tauber                                                            | Tauber                                                     |                                                            | 130,6 km                                                   | 130,6 km                                                   |
| Mümling                                                           | Mümling                                                    |                                                            | 49,7 km                                                    | 49,7 km                                                    |
| Gersprenz                                                         | Gersprenz                                                  |                                                            | 62,2 km                                                    | 62,2 km                                                    |
| Kinzig                                                            | Kinzig                                                     |                                                            | 86,0 km                                                    | 86,0 km                                                    |
| Nidda                                                             | Nidda                                                      |                                                            | 89,7 km                                                    | 89,7 km                                                    |
| Mündung – dunkelblau: linke Zuflüsse, hellblau: rechte Zuflüsse – |                                                            |                                                            |                                                            |                                                            |

Liste der Quell- und Nebenflüsse
Im Folgenden sind die Nebenflüsse des Mains mit mehr als 20 km Länge aufgelistet.

(Zur besseren Übersicht und zur Sortierung flussabwärts sind in die GKZ-Ziffern nach der 24 – Main – Bindestriche eingefügt!):
| Name                            | Lage   | Länge [km] | EZG [km²] |               | Abfluss (MQ) [m³/s] | Mündung [Main-km] | Mündung Höhe [m. ü. NN] | Mündung Ort               | Abschnitt | GKZ    |
| ------------------------------- | ------ | ---------- | --------- | ------------- | ------------------- | ----------------- | ----------------------- | ------------------------- | --------- | ------ |
| Weißer Main                     | rechts | 051,7      | 0636,50   | [ 18 ] [ 19 ] | 09,2                | 472,0             | 293                     | Kulmbach-Melkendorf       | QF        | 24-111 |
| Roter Main                      | links  | 055,1      | 500,40    | [ 19 ]        | 04,9                | 472,0             | 293                     | Kulmbach-Melkendorf       | QF        | 24-120 |
| Rodach                          | rechts | 053,0      | 1009,90   |               | 13,4                | 440,1             | 269                     | Marktzeuln                | OM        | 24-140 |
| Itz                             | rechts | 065,1      | 1029,00   |               | 09,7                | 395,7             | 238                     | Baunach                   | OM        | 24-160 |
| Baunach                         | rechts | 053,9      | 426,20    |               | 02,4                | 394,4             | 236                     | Baunach                   | OM        | 24-180 |
| Leitenbach (mit Ellernbach)     | links  | 022,3      | 116,18    |               | 00,9                | 390,0             | 234                     | Hallstadt                 | OM        | 24-192 |
| Regnitz (mit Rednitz)           | links  | 162,1      | 7523,30   |               | 56,6                | 384,1             | 232                     | Bamberg/Bischberg         | OM        | 24-200 |
| Nassach (mit Höllschwärzgraben) | rechts | 023,9      | 140,50    |               | 00,9                | 354,4             | 216                     | Haßfurt                   | OM        | 24-320 |
| Unkenbach                       | links  | 025,7      | 110,90    | [ 20 ]        |                     | 321,3             | 200                     | Röthlein-Hirschfeld       | MD        | 24-334 |
| Volkach (mit Aubach)            | links  | 026,6      | 127,80    | [ 21 ]        | 00,7                | W 310,8           | 191                     | Volkach                   | MD        | 24-336 |
| Schwarzach                      | links  | 021,4      | 179,10    |               | 01,0                | 299,1             | 188                     | Schwarzach am Main        | MD        | 24-340 |
| Pleichach                       | rechts | 032,4      | 128,50    | [ 22 ]        | 00,4                | 252,4             | 167                     | Würzburg                  | MD        | 24-376 |
| Wern                            | rechts | 063,5      | 601,70    |               | 02,6                | 215,6             | 153                     | Gemünden am Main-Wernfeld | MD        | 24-380 |
| Fränkische Saale                | rechts | 140,0      | 2764,80   |               | 24,2                | 211,1             | 153                     | Gemünden am Main          | MV        | 24-400 |
| Lohr (mit Lohrbach)             | rechts | 023,2      | 235,50    |               | 03,2                | 198,2             | 148                     | Lohr am Main              | MV        | 24-520 |
| Hafenlohr                       | rechts | 024,8      | 147,40    |               | 01,7                | 182,3             | 143                     | Hafenlohr                 | MV        | 24-560 |
| Aalbach (mit Franzosengraben)   | links  | 026,1      | 140,40    |               | 00,5                | 165,5             | 139                     | Wertheim-Bettingen        | MV        | 24-580 |
| Tauber                          | links  | 130,6      | 1809,50   |               | 09,8                | 156,5             | 136                     | Wertheim                  | MV        | 24-600 |
| Erf                             | links  | 038,3      | 254,70    | [ 23 ]        | 01,9                | 125,9             | 125                     | Bürgstadt                 | MV        | 24-712 |
| Mud                             | links  | 023,8      | 402,10    |               | 03,4                | 123,3             | 125                     | Miltenberg                | MV        | 24-720 |
| Mümling                         | links  | 049,7      | 377,40    |               | 04,0                | 105,7             | 117                     | Obernburg am Main         | MV        | 24-740 |
| Elsava (mit Kaltenbach)         | rechts | 024,7      | 156,50    |               | 01,3                | 104,1             | 116                     | Elsenfeld                 | MV        | 24-752 |
| Aschaff (mit Kleinaschaff)      | rechts | 021,5      | 167,90    |               | 01,5                | 84,1              |                         | Aschaffenburg             | UM        | 24-754 |
| Gersprenz (mit Mergbach)        | links  | 062,2      | 513,00    |               | 03,5                | 77,1              | 105                     | Stockstadt am Main        | UM        | 24-760 |
| Kahl                            | rechts | 032,4      | 198,40    |               | 02,0                | 66,8              | 101                     | Kahl am Main              | UM        | 24-772 |
| Kinzig                          | rechts | 086,0      | 1058,30   |               | 10,8                | 55,5              | 099                     | Hanau                     | UM        | 24-780 |
| Rodau                           | links  | 027,6      | 163,90    |               | 00,6                | 49,9              |                         | Mühlheim am Main          | UM        | 24-792 |
| Nidda                           | rechts | 089,7      | 1942,40   |               | 13,1                | 24,9              | 088                     | Frankfurt-Höchst          | UM        | 24-800 |
| Liederbach (mit Reichenbach)    | rechts | 020,9      | 37,50     |               | 00,3                | 24,1              | 088                     | Frankfurt-Höchst          | UM        | 24-920 |
| Schwarzbach (mit Dattenbach)    | rechts | 031,4      | 134,80    |               | 01,1                |                   |                         | Hattersheim am Main       | UM        | 24-960 |
| Wickerbach                      | rechts | 023,8      | 64,90     |               | 00,4                | 8,1               | 083                     | Flörsheim am Main         | UM        | 24-980 |
| Main                            |        | 5270       | 272920.0  |               | 2110.0              | 0,0               | 082                     | Mainz-Kostheim            | UM        | 24000  |

1. ↑  Die Abkürzungen in der Spalte Abschnitt bedeuten: QF = Quellfluss, OM = Obermain, MD = Maindreieck, MV = Mainviereck, UM = Untermain.
2. ↑  Die Volkach mündet nach Führung in einem Düker unter dem von der Schifffahrt benutzten linken Mainkanal von Volkach nach Schwarzach hindurch in den natürlichen rechten Arm des Mains.

## Geomorphologie und Hydrologie

### Geologie

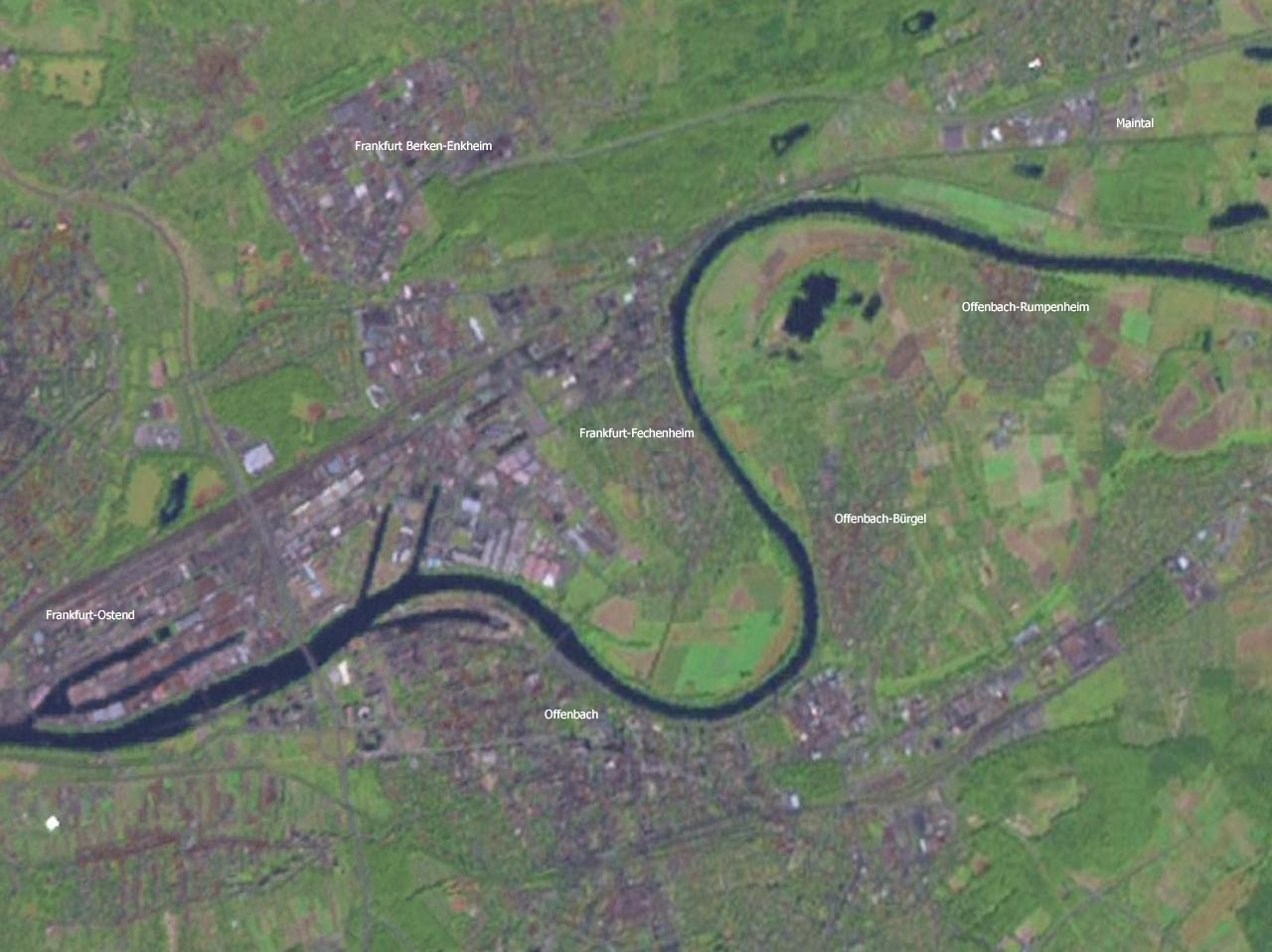
Einer der zahlreichen Mäander des Mains, der Mainbogen zwischen Offenbach und Fechenheim

Das heutige Flussbett des Mains entstand vor etwa einer Million Jahren. Der älteste nachgewiesene Vorläufer des Mains existierte schon im frühen Oligozän vor rund 35 Millionen Jahren. Er floss allerdings damals nur bis Bamberg wie der heutige Main von Osten nach Westen, von da ab jedoch im heutigen Regnitz/Rednitz-Tal nach Süden und mündete etwa bei Augsburg in das zu jener Zeit im Alpenvorland sich ausbreitende Meer, einen Rest der Tethys. Vor etwa 14,7 Millionen Jahren wurde der Urmain durch Trümmermassen eines Meteoriteneinschlags (Nördlinger Ries) nördlich von Treuchtlingen zu einem riesigen See aufgestaut, der später wieder auslief.
Noch gegen Ende des Tertiärs vor etwa 2,6 Millionen Jahren wurde das Maingebiet durch mehrere Flussläufe nach Süden zur Donau hin entwässert. Erst mit der Entstehung des Oberrheingrabens verschob sich die Wasserscheide nach Südosten. Dementsprechend kehrte zunächst der westlichste dieser Donaunebenflüsse seine Fließrichtung nach Westen zum Untermain um, später geschah Ähnliches auch am östlichen Mainviereck und am Maindreieck, beides Zeugen der alten donauwärtigen Fließrichtungen. Der heutige Obermain durchbrach dagegen erst in der Donau/Günz-Interglazialzeit die Haßfurter Keuperstufe und floss von da an ebenfalls nach Westen.
Zu Beginn des Pleistozäns entsprach das Flusssystem des Mains weitgehend dem heutigen Zustand. Seither konnten sich die heutigen Talformen ausbilden. Dabei schnitt sich der Main in relativ kurzer Zeit um mehr als 100 m ein. Durch den Wechsel zwischen Warmzeiten und Kaltzeiten entstanden zunächst relativ breite und flache Täler, die später enger und tiefer eingeschnitten wurden. In den Kaltzeiten lagerten sich durch Frostverwitterung große Mengen Schutt ab, die in den Warmzeiten wieder ausgeräumt wurden. Durch den mehrfachen Wechsel von Klima und Wasserführung bildeten sich in den Tälern meist mehrere Terrassenstufen.
Innerhalb dieser Terrassenstufen ist das Phänomen der Talverschüttung zu beobachten. Gegen Ende des Altpleistozäns schüttete der Main sein Tal mit bis zu 60 m mächtigen Sedimenten zu. Die Ursache ist bis heute nicht eindeutig geklärt. Die Phase dieser Akkumulation hielt über mehrere Kalt-Warm-Wechsel an und gegen Ende des Mittelpleistozän (wahrscheinlich Cromer III) begann der Main wieder zu erodieren, bis er sein heutiges Talniveau erreichte.
Charakteristisch für den Main sind die Talmäander, die sich dort bildeten, wo der Main durch Muschelkalk und Buntsandstein fließt. Mehrfach kam es dabei zu Mäanderdurchbrüchen und zur Entstehung von sogenannten Umlaufbergen, z. B. der Romberg in Sendelbach, der Achtelsberg zwischen Hafenlohr und Windheim, der Rainberg in Kreuzwertheim und der Grohberg bei Faulbach. Die Mainschleife von Volkach und die Mainschleife bei Urphar/Kreuzwertheim, das sogenannte „Himmelreich“, ist ein Beispiel eines noch nicht vollständig durchbrochenen Mäanders.
Der obere Main durchfließt die nach ihm benannten Kulturlandschaften, das Obermainland nebst dessen Kern, dem Obermainischen Hügelland

### Wasserführung
Die mittlere Wasserführung des Mains beträgt in Schweinfurt 112 m³/s, in Würzburg 120 m³/s, in Aschaffenburg 155 m³/s, in Frankfurt 200 m³/s und an der Mündung in den Rhein ca. 211 m³/s. Die Wasserführung unterliegt im Jahresverlauf starken Schwankungen. Die Höchstabflüsse werden für gewöhnlich im Frühjahr erzielt, zwischen Januar und März, die niedrigsten gegen Ende des Sommerhalbjahres.
Seit den 1970er-Jahren bis ins Jahr 2000 wurde in Bayern an der sogenannten Donau-Main-Überleitung gebaut. Dabei wird die Niedrigwasserführung der Regnitz um bis zu 15 m³/s erhöht, indem Wasser aus der Altmühl und über den Main-Donau-Kanal in das Einzugsgebiet des Mains geleitet wird. Über das Fränkische Seenland gelangen so etwa 150 Millionen m³ Wasser pro Jahr in das wasserarme Franken und in den Main. Die Überleitung ist das größte wasserwirtschaftliche Projekt des Freistaates Bayern. Es wurde 1970 einstimmig im Bayerischen Landtag beschlossen, doch werden von Kritikern ökologische Bedenken geäußert. Die Überleitung erheblicher Wassermengen über die europäische Wasserscheide aus dem Einzugsgebiet der Donau in das des Rheins bedeutet für sie einen unzulässigen Eingriff in den natürlichen Wasserhaushalt. Die Befürworter des Projektes argumentieren dagegen, dass durch das Projekt die Ökologie des Mainsystems verbessert wird (durch Verbesserung der Wasserqualität in den Sommermonaten), während im Altmühltal und an der Donau die Gefahr sommerlicher Hochwässer vermindert wird.

### Hochwasser

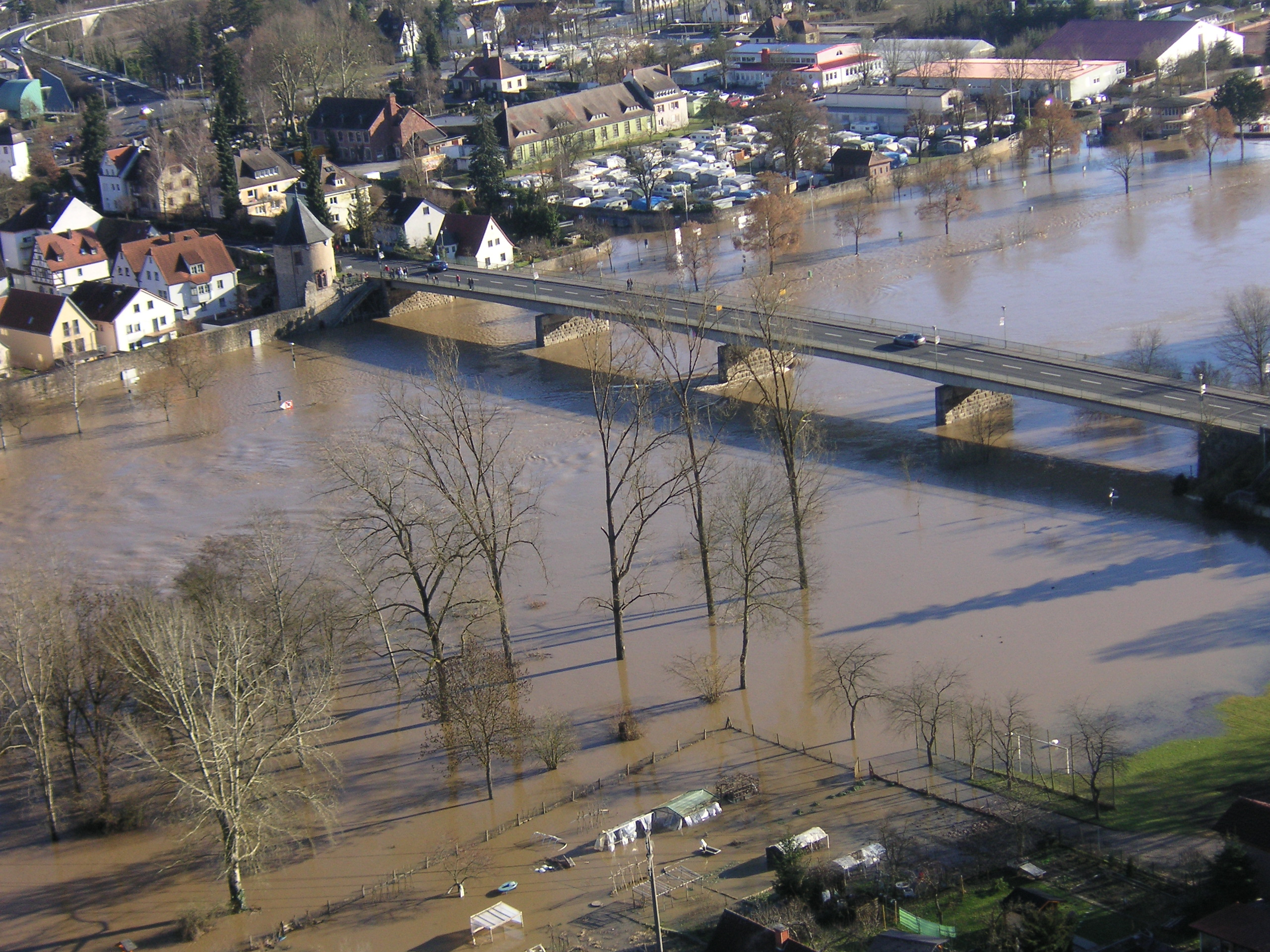
Hochwasser Januar 2011, Karlstadt

Mainhochwässer treten fast ausschließlich im Winterhalbjahr auf, häufig nach einer Niederschlagsperiode in Verbindung mit der Schneeschmelze. Besonders hohe Schäden waren stets dann zu verzeichnen, wenn das Hochwasser mit Eisgang einherging, so z. B. 1306, 1784 und 1882. Im Laufe der Jahrhunderte sind zahlreiche Überschwemmungen des Mains dokumentiert, die große Schäden anrichteten oder Menschenleben forderten. Die Mainbrücken in Würzburg und Frankfurt wurden etliche Male durch Hochwasser zerstört.

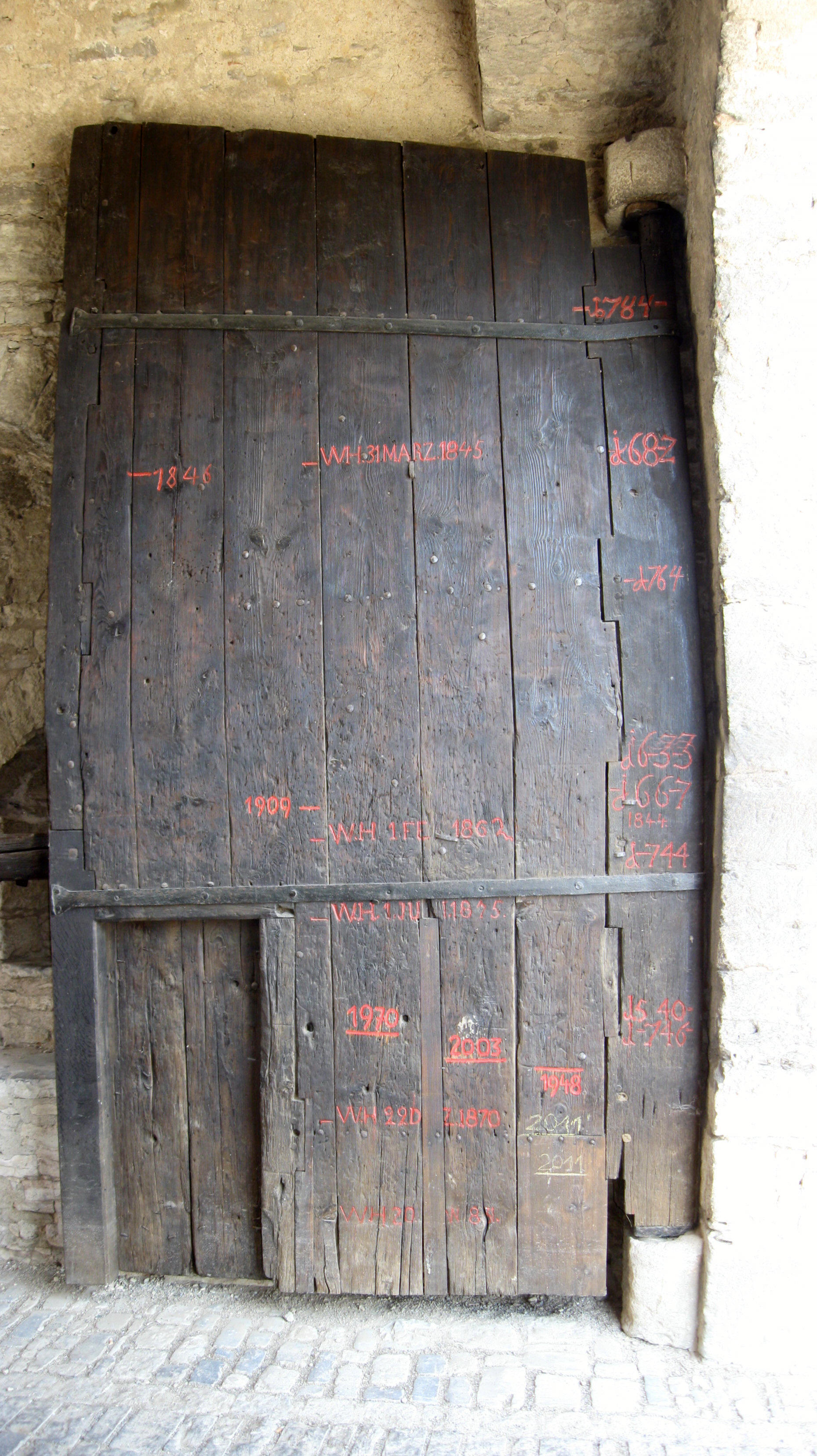
Hochwassermarken am Stadttor von Sulzfeld am Main

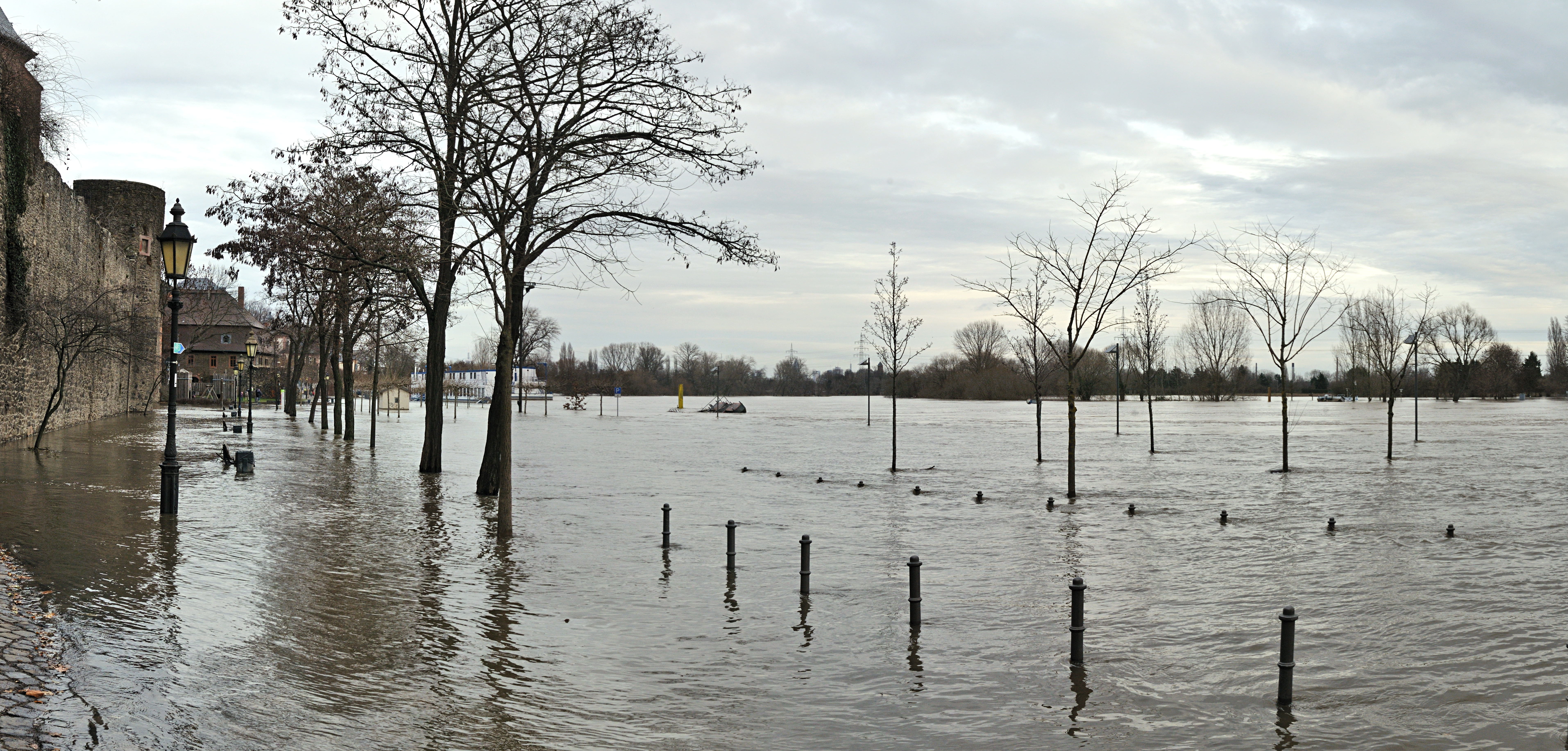
Hochwasser in Frankfurt-Höchst, Januar 2011

Über Hochwasserereignisse aus dem Mittelalter gibt es keine zeitgenössischen Dokumente, sondern nur Berichte in Chroniken des 16. oder 17. Jahrhunderts. So gibt es über die von Lersner aufgezählten Überschwemmungen der Jahre 855, 874, 879, 880 und 1174 keine schriftlichen Belege. Erste Dokumente, die indirekte Rückschlüsse auf Hochwasserschäden zulassen, stammen aus dem 13. Jahrhundert in Form von kaiserlichen Privilegien. So gewährte am 10. Mai 1235 König Heinrich VII. den Frankfurtern, die Hälfte der Erlöse der hiesigen Münze auf ewige Zeiten für die Wiederherstellung und Erhaltung der Mainbrücke zu verwenden und das dazu erforderliche Holz dem Reichsforst zu entnehmen. Aufgrund der großen Bedeutung der Frankfurter Mainbrücke für den Verkehr finden sich in den ältesten Berichten immer wieder Hinweise über Hochwasserschäden, z. B. 1192, 1235 und 1306: Anno domini da man zält nach gepurt Unsers Herrn Jesu Christi Tausent Dreihundert und sechs Jar, an unser Frauen Lichtmeß abendt (1. Februar), Ist geweß zu Frankfurt der Main von Eys und gewesser so groß das es die Zwen Thürm, und den Mehrern theil an der Brücken hat hinweg gestoßen, darzu Ist ein groß volk von Mann und Frawen bei fünfhundert Mensch uf der Brücken gestanden der sindt Zehen umbkommen.
In Würzburg liegen seit dem 14. Jahrhundert Informationen über die wichtigsten Hochwasser in Würzburg vor. Der Schadensverlauf eines Hochwassers kann entlang des Mains sehr unterschiedlich sein. So lag zum Beispiel der Wasserstand am Pegel Würzburg beim Januarhochwasser 2003 um ca. 30 cm über dem von Januar 1995, während es in Frankfurt genau umgekehrt war. Die folgenden Ausführungen beziehen sich auf den Pegel Frankfurt. Bei Mittelwasser beträgt der Wasserstand am Pegel Frankfurt am Main 177 cm, bezogen auf den Pegelnullpunkt am Frankfurter Osthafen (+90,64 m ü. NN). Erreicht oder überschreitet der Wasserstand 300 cm (Hochwassermarke I), wird die Schifffahrt eingeschränkt, ab 370 cm, dem Höchsten Schifffahrtswasserstand (HSW) – Hochwassermarke II, ist kein Schiffsverkehr mehr möglich. Dies gilt für die Strecke Hafen Aschaffenburg bis Staustufe Griesheim, für die Frankfurt der Richtpegel ist. Dann kommt es auch zu ersten Ausuferungen. Solche Überschwemmungen ereignen sich im Mittel etwa alle drei Jahre.
Seit 1826 werden die Wasserstände in Frankfurt regelmäßig gemessen, zunächst durch den Physikalischen Verein, seit 1845 durch das Stadtvermessungsamt. Im 19. Jahrhundert traten in 40 Jahren Überschwemmungen auf, darunter in mehreren Jahren zweimal und 1845 sogar dreimal.
Die höchsten Wasserstände:
| 19. Jahrhundert - 31. März 1845: ca. 640 cm - 21. Februar 1876: 620 cm - 27. November 1882: 633 cm - 31. Dezember 1882: 570 cm | 20. Jahrhundert - Februar 1909: 596 cm - 16. Januar 1920: 618 cm - 27. Februar 1970: 540 cm - 30. Januar 1995: 547 cm |

Die Höchststände im 21. Jahrhundert waren im Januar 2003 (519 cm) und im Januar 2011 (485 cm). Insgesamt ist seit der Stauregelung des Mains und der damit verbundenen Vertiefung des Flusses der Schutz gegenüber kleineren Hochwässern verbessert worden.
Aus früheren Jahrhunderten sind weitaus größere Hochwasserstände überliefert. Das schlimmste je registrierte Hochwasser ereignete sich im Juli 1342, das so genannte Magdalenenhochwasser. Damals stand das Wasser in der Weißfrauenkirche sieben Schuh hoch, das sind ca. 2 m. Dies entspricht einem niemals sonst erreichten Wasserstand von etwa 785 cm am Pegel. Das Hochwasser vom 17. Januar 1682 war mit ca. 690 cm eines der größten und zugleich das erste, über das ein gedruckter Augenzeugenbericht vorliegt. Demnach war die Frankfurter Altstadt vom Fahrtor bis zur Neuen Kräme überflutet, Römerberg, Großer Hirschgraben, Fahrgasse und zahlreiche andere Gassen mit dem Nachen befahrbar und das Wasser stand in mehreren Kirchen. Das Hochwasser 1784 dauerte vom 27. Januar bis 4. März 1784. Es gehört mit der Höhe von ca. 659 cm ebenfalls zu den größten Hochwasserereignissen und ist zudem durch zeitgenössische Berichte ausführlich dokumentiert. Anders als in früheren Beschreibungen wird das Hochwasser nicht mehr als Gottesgericht geschildert, sondern der Verlauf wird sachlich beschrieben, ebenso wie die vom Frankfurter Rat getroffenen Schutzvorkehrungen und die Hilfsmaßnahmen für die notleidenden Flutopfer.

### Eisgang

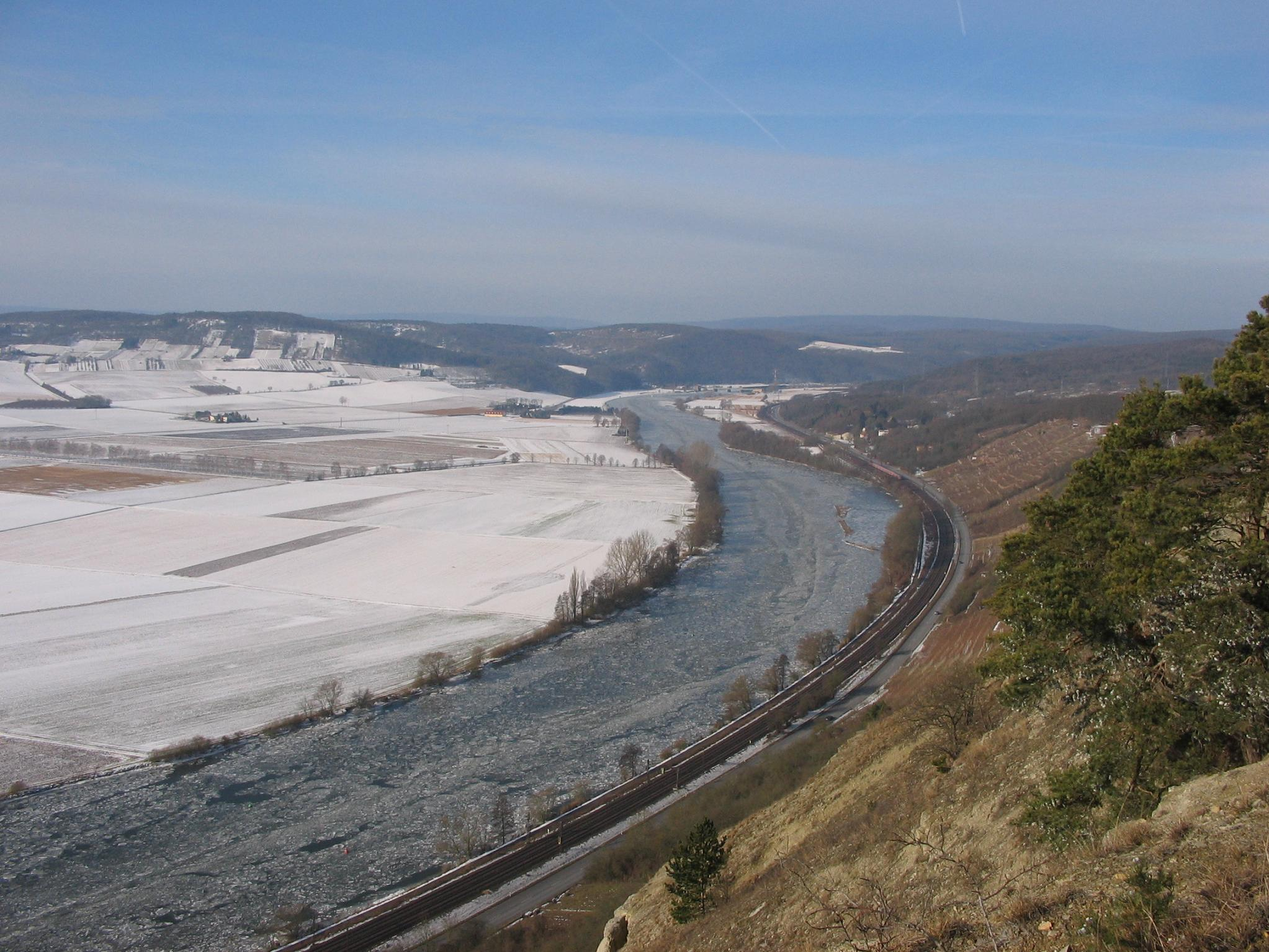
Eis auf dem Main bei Karlburg am 5. Februar 2006. Deutlich zu erkennen ist die Durchbruchslinie des Eisbrechers

Bis Ende des 19. Jahrhunderts fror der Main etwa in jedem zweiten Jahr über seinen gesamten Lauf zu, frühestens im November (1513 am 13. November) und spätestens im Januar. Das Eis brach im Allgemeinen zwischen Ende Januar und Ende März (spätester Termin: 25. März 1845). Der Eisgang richtete oft verheerende Schäden an Brücken und Ufern an.
Die längste Vereisung im Jahr 1768 dauerte 79 Tage (vom 3. Januar bis zum 22. März). Somit war der Fluss zu Ostern fast immer vom Eise befreit, wie von Johann Wolfgang von Goethe im Osterspaziergang beschrieben (Faust. Der Tragödie erster Teil. Vor dem Tor).
Im 20. Jahrhundert führten die Aufheizung durch Kraftwerke und Industrieanlagen, verbunden mit der Stauregelung, dazu, dass sich auf dem Fluss selbst in strengen Wintern immer seltener eine geschlossene Eisdecke bildete. In Frankfurt fror der Main zum letzten Mal im Winter 1962/1963 zu. Am Oberlauf kam es besonders in den strengen Wintern 1984/1985 und 1995/1996 noch zu starken Vereisungen, so dass die Schifffahrt eingestellt werden musste. Zuletzt kam es im Januar 2002, Januar und Februar 2006 sowie im Januar 2009 nach längeren Kälteperioden zu Behinderungen der Schifffahrt wegen Eisgangs.

## Natur und Umwelt

### Wassergüte
Bis ins 20. Jahrhundert war der Main einer der fischreichsten Flüsse Mitteleuropas. Mit der zunehmenden Industrialisierung und dem Bevölkerungswachstum verschlechterte sich die Wasserqualität zunehmend. Auch der Bau des Klärwerks Niederrad in Frankfurt, 1887 als erste Kläranlage Deutschlands in Betrieb gegangen, sowie zahlreicher weiterer kommunaler und industrieller Abwasserreinigungsanlagen änderte daran nichts.
Nach dem Zweiten Weltkrieg mussten die Strandbäder nach und nach geschlossen werden. Seit den 1960er Jahren traten vermehrte Fischsterben auf und in den 1970er Jahren lag die Wasserqualität des Untermains in Gewässergüteklasse III–IV oder IV (schlechter Zustand). Der Höhepunkt der Verschmutzung des Untermains war im besonders heißen Sommer 1976 erreicht. Erhebliches Aufsehen erregte damals ein Experiment, das Frankfurter Schüler angestellt hatten. Die Projektgruppe hatte Goldfische in Wasserproben gesetzt, die an verschiedenen Stellen im Frankfurter Stadtgebiet dem Fluss entnommen worden waren. Einer der Goldfische, dessen Aquarium mit Wasser gefüllt worden war, das aus einer Stelle unterhalb des Werkes Höchst stammte, hatte das Experiment nicht überlebt.
Der Aus- und Neubau von kommunalen und industriellen Kläranlagen sowie Verfahrensverbesserungen der Industrie sorgten dafür, dass sich die Wasserqualität allmählich wieder verbesserte. Nach dem aktuellen Bericht zur Biologischen Gewässergüte der Fließgewässer in Hessen entsprach die Wasserqualität des Mains im Jahr 2010 im gesamten hessischen Abschnitt der Güteklasse II (guter Zustand). Die verbleibende Wasserbelastung ist zu einem erheblichen Teil auf Oberflächenabflüsse, zum Beispiel nach starken Regenfällen, oder auf Belastungen aus der Landwirtschaft zurückzuführen und nur schwer weiter zu verringern.
Es wird trotzdem weiterhin davon abgeraten, im Main zu baden, da mikrobielle Verunreinigungen nicht ausgeschlossen werden können. Nach den Empfehlungen des Hessischen Ministeriums für Umwelt, Klimaschutz, Landwirtschaft und Verbraucherschutz sind Flüsse generell als Badegewässer ungeeignet. Im Jahr 2004 wurde diskutiert, die Wasserqualität auf dem Flussabschnitt zwischen den Staustufen Offenbach und Griesheim durch Einleitung von mehreren 100.000 m³ Trinkwasser zeitweise so zu verbessern, dass der Schwimmwettbewerb des Triathlon Ironman Germany im Main ausgetragen werden kann statt wie bisher im Langener Waldsee. Die Pläne waren jedoch in der Öffentlichkeit umstritten und wurden bislang nicht realisiert.
Im April 2011 wurden vom VSR-Gewässerschutz e. V. erhöhte Nitratwerte im Main festgestellt. Die Messpunkte des Vereins wiesen zwischen 13,7 mg/l und 25,4 mg/l Nitrate auf. Nach den Vorgaben der Bund/Länder-Arbeitsgemeinschaft Wasser (LAWA) dürfte der Main für einen „guten Zustand“ nur 11 mg/l Nitrat aufweisen. Dieser Wert wird an allen Messstellen überschritten. Als Hauptgründe nennt der Verein stark belastete Neben- und Quellflüsse sowie belastetes Grundwasser im Einzugsgebiet. Er fordert eine Ausweitung des ökologischen Landbaus, um der Nitratbelastung entgegenzuwirken.

### Flora und Fauna

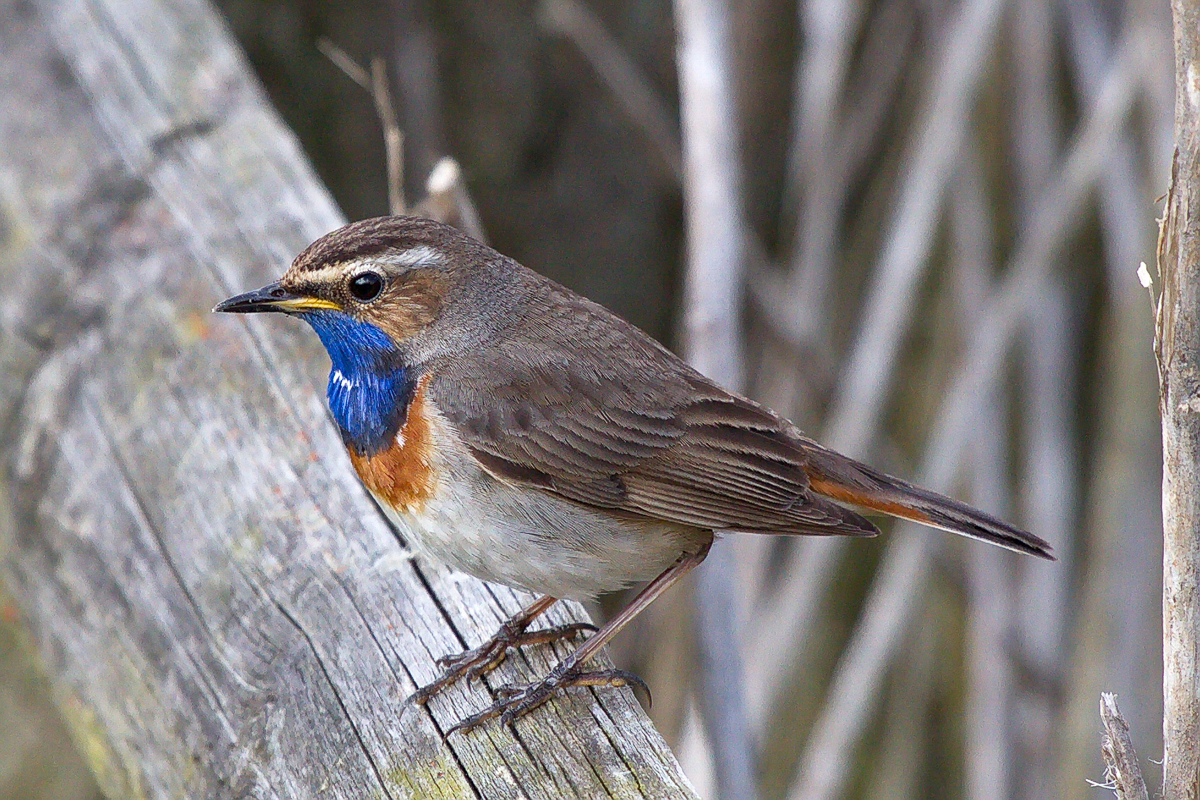
Blaukehlchen

Noch im 19. Jahrhundert gehörte der Main zu den artenreichsten Gewässern Deutschlands. An vielen Orten gab es seit dem Mittelalter bestehende Fischerzünfte, in Frankfurt am Main zum Beispiel seit dem Jahr 945. Die Flussregulierung, verbunden mit den wegen der Schifffahrt erforderlichen Gewässerstrukturveränderungen (zum Beispiel Uferbefestigungen), führte zusammen mit der bereits erwähnten Wasserverschmutzung zu einem drastischen Rückgang der Fischarten, am Untermain beispielsweise von ca. 30 bis 35 auf vier. Die gewerbliche Fischerei kam zum Erliegen. Mittlerweile ist der größte Teil der ursprünglich heimischen Arten wieder zurückgekehrt, allerdings können die Bestände vieler Arten sich nicht von selbst erhalten, sondern nur durch gezielten Besatz mit Jungfischen.

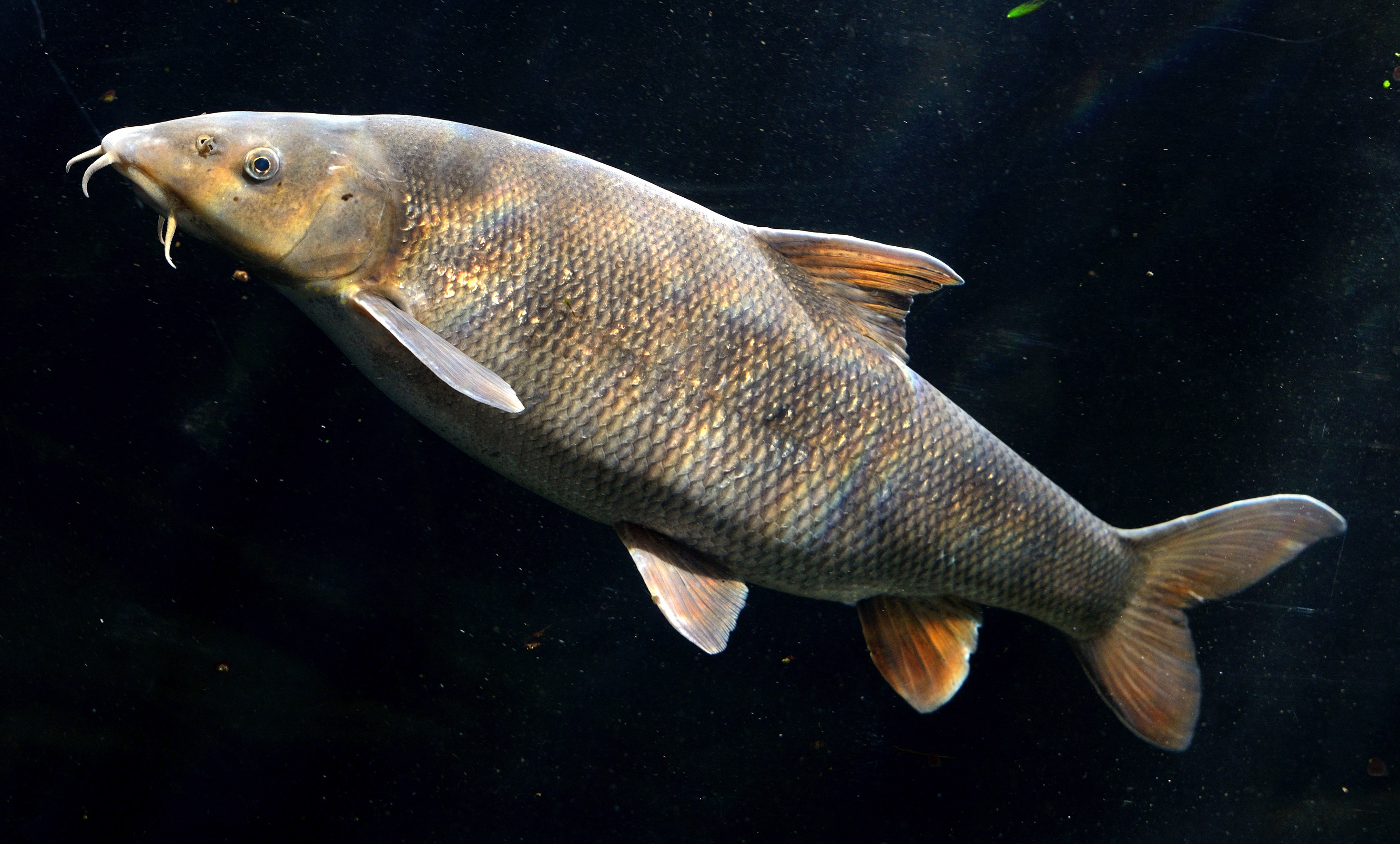
Flussbarbe

Fischökologisch gehört der größte Teil des Mains zur Brachsenregion oder zur Barbenregion. Zu den beobachteten Arten gehören Aal, Barbe, Brachse, Döbel, Flussbarsch, Güster, Hasel, Hecht, Karpfen, Nase, Rapfen, Rotauge, Rotfeder, Schleie, Ukelei, Wels und Zander. Noch nicht wieder heimisch geworden sind insbesondere Lachs und Stör. Im Rahmen des Projektes Lachs 2020 wird angestrebt, bis 2020 im Flusssystem des Rheins wieder Lebensbedingungen für den Lachs zu schaffen. Dabei sollen durch Aktivierung von denaturierten Flussauen und Verbesserungen der Gewässerstruktur, zum Beispiel Anschluss von Altarmen und Schutz von Kiesstrecken, geeignete Laichplätze eingerichtet werden. Im Einzugsgebiet des Mains kommen dafür einige Nebenflüsse in Frage, in denen bereits früher Lachse heimisch waren, zum Beispiel Rodach und Kinzig.
Seit der Eröffnung des Main-Donau-Kanals 1992 sind etwa 20 Arten aus dem Donauraum in den Main zugewandert, darunter Blaubandbärbling (Pseudorasbora parva), Marmorierte Grundel (Proterorhinus marmoratus), Rapfen (Aspius aspius), Zährte (Vimba vimba) und Zobel (Abramis sapa).
Die Auen des Obermains sind ein Lebensraum für seltene Tiere wie Eisvogel, Flussregenpfeifer, Blaukehlchen, Rohrweihe und Prachtlibelle. Durch Renaturierung des Flusslaufes, Anschluss ehemaliger Kiesgruben und andere Maßnahmen wird versucht, die überregional bedeutenden Vorkommen zu schützen.
Nach der europäischen Fauna-Flora-Habitat-Richtlinie von 1992 sind die Bundesländer verpflichtet, Gebiete zum Schutz bestimmter Lebensraumtypen sowie Habitate von gefährdeten Tier- und Pflanzenarten nach Brüssel zu melden. Ausgewählte Gebiete aus den nationalen Vorschlägen sollen dann zusammen mit den nach der EU-Vogelschutzrichtlinie gemeldeten Vogelschutzgebieten das europaweite Schutzgebietssystem Natura 2000 bilden. Im Rahmen dieses Projektes wurden durch das Land Bayern auch verschiedene Gebiete am Main gemeldet, in Oberfranken z. B. die Mainaue und Muschelkalkhänge zwischen Kauerndorf und Trebgast, das Maintal von Theisau bis Lichtenfels sowie von Staffelstein bis Hallstadt und die Mainaue zwischen Eltmann und Haßfurt. Im Regierungsbezirk Unterfranken wurden ebenfalls Mainauen gemeldet, aber auch z. B. Trockenhänge am Kallmuth und an den Weinbergen des Maindreiecks.
Im Bereich der Europäischen Zentralbank an der Mauer am Mainweg gibt es ein Vorkommen der Mauereidechse.

## Verkehr

### Wasserstraße

#### Antike

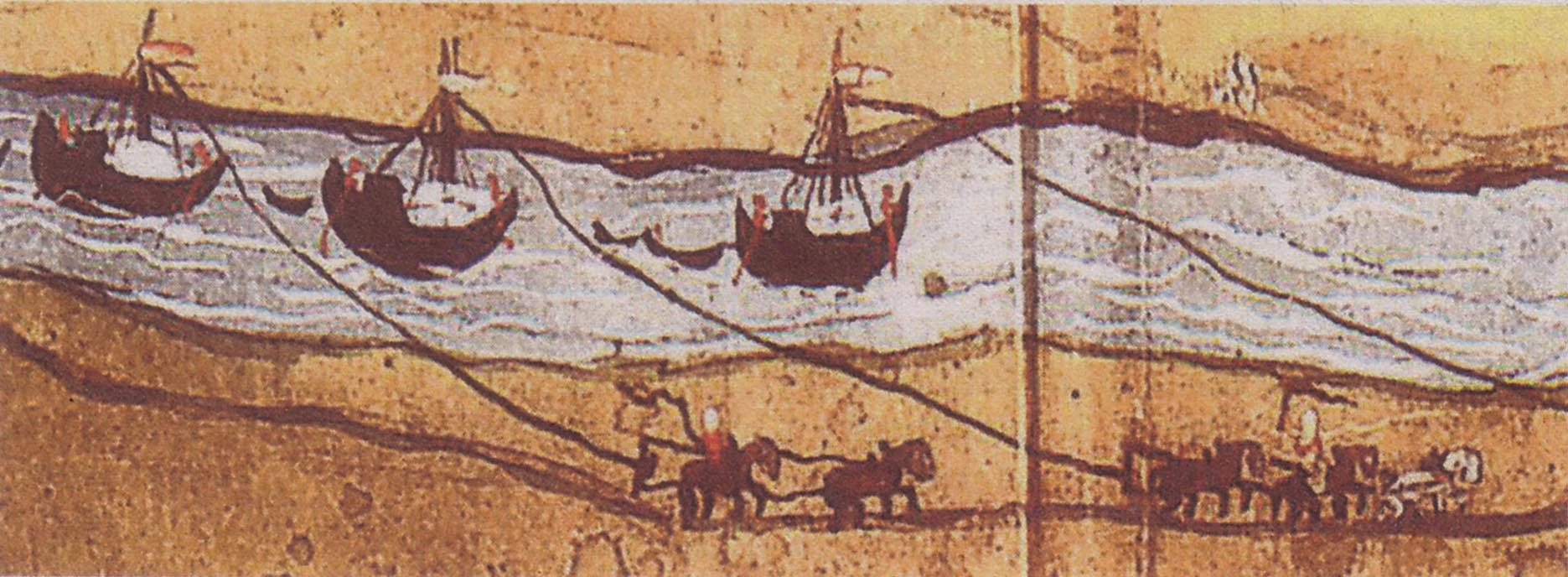
Ausschnitt aus der Mainlaufkarte von 1593 mit getreidelten Schiffen

Bereits die Kelten und germanischen Kimbern nutzten den Main als Wasserstraße. Im Zuge der Expansion des Römischen Reichs unter Augustus und Tiberius war der Main neben der Lippe in Nordwestdeutschland einer der beiden Haupteinfallwege in das freie Germanien. Auch die Gründung des römischen Mainz gegenüber der Mündung des Mains in den Rhein war maßgeblich auf die strategische Lage in Bezug auf die beiden Flüsse zurückzuführen. In der römischen Siedlung Nida an dem kleinen Nebenfluss Nidda wurde bei Ausgrabungen ein Bootshafen entdeckt. Über die Nidda und den Main konnten auf diese Weise Güter zwischen der rechtsrheinischen civitas taunensium und dem römischen Mainz transportiert werden.
Am Unterlauf verlief der Main seit augusteischer Zeit durch Reichsgebiet – Provinz Germania superior (Obergermanien) –, eine Außengrenze bildete er an der Westseite des Vierecks. Sie wurde von einer Reihe von neun bis zehn Kastellen bewacht, aber nicht durch den üblichen Limes mit Mauer oder Wall mit Palisade samt Graben vom freien Germanien abgegrenzt, sondern wie an anderen Flussgrenzen reichte der Fluss aus, um unerwünschte Annäherungen zu verhindern. Der so genannte Mainlimes als Teil des Obergermanischen Limes verlief zwischen den heutigen Ortschaften Großkrotzenburg und Bürgstadt.
Eine Legion war in dieser Gegend nicht stationiert. Es lag aber immer eine in Mogontiacum, dem heutigen Mainz, gegenüber der Mündung des Mains in den Rhein, und seit 1985 ist ein großes Lager bei Marktbreit nachgewiesen; es diente aber offenbar nicht der Unterwerfung dieser Gegend, denn es gibt keinen Grund für die Annahme, dass hier eine Expansion nach Osten hin geplant war.

#### Mittelalter
Auch Funde und Urkunden aus dem Mittelalter zeigen die hohe Bedeutung der Mainschifffahrt. Zahlreiche Siedlungen verdanken ihre Entwicklung entweder der Rolle als Umschlagplätze oder als Zollstationen. Karl der Große verfolgte als erster das Projekt eines Kanals zwischen Main und Donau. Die Pläne scheiterten jedoch an den für die damalige Zeit unüberwindbaren technischen Schwierigkeiten. Reste dieser Fossa Carolina sind heute noch bei Treuchtlingen zu finden.
Die Schiffe des Mittelalters konnten bei einer Ladefähigkeit von 10 bis 20 Tonnen flussabwärts ca. 100 km pro Tag zurücklegen. Flussaufwärts mussten die Schiffe gestakt oder getreidelt werden. Auf diese Weise schaffte man Tagesetappen von über 30 km. Nachts durften die Schiffe nicht fahren, und die Schiffsleute mussten an Bord bleiben. Seit dem 12. Jahrhundert gab es eine regelmäßige Verbindung zwischen Frankfurt und Mainz, das Marktschiff. Seit dem 14. Jahrhundert verkehrten zwei Schiffe im täglichen Wechsel, das eine zu Berg und das andere zu Tal. Die Schiffe dienten dem Personen- und Gütertransport, aber auch der Postbeförderung. Die Abfahrt in Frankfurt erfolgte täglich um 10 Uhr vom Fahrtor aus. Die Fahrzeit nach Mainz betrug etwa sieben bis neun Stunden. 1391 verlieh der römisch-deutsche König Wenzel die Gerichtsbarkeit über die Marktschiffe der Freien Stadt Mainz. Die Stadt Frankfurt verlor ihre bis dahin bestehende Gerichtsbarkeit. 1474 eignete sich der Kurfürst von Mainz die Hoheit über das Marktschiff an.

#### Neuzeit

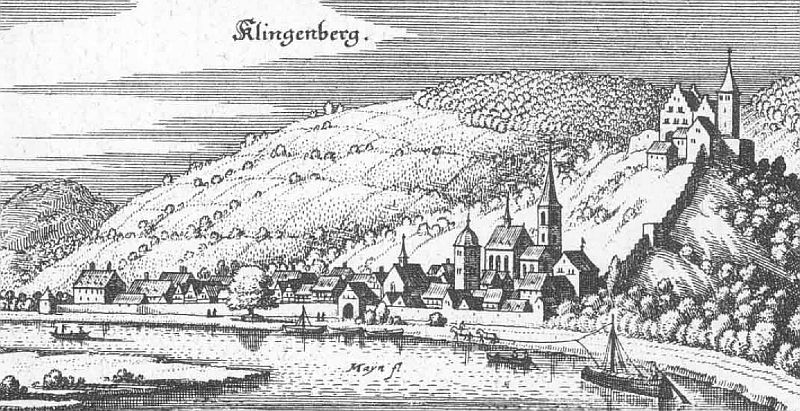
Mainschifffahrt bei Klingenberg um 1650

Im Jahr 1600 wurde auch ein mehrfach in der Woche verkehrendes Marktschiff zwischen Hanau und Frankfurt eingerichtet. Anlass war die Gründung der Neustadt Hanau. Das Marktschiff verkehrte regelmäßig bis 1848, als die parallel geführte Frankfurt-Hanauer Eisenbahn eröffnet wurde. Gegenüber den regulären Marktschiffen war die freie Schifffahrt eher unbedeutend. Nach 1337 gab es in Frankfurt keine Schifferzunft mehr, sondern die wenigen eingeschriebenen Schiffsleute waren zugleich Obst- und Fruchthändler. Nach der Gründung der Neustadt Hanau pendelte seit 1602 zwischen Frühjahr (Laetare) und Herbst (Michaelis) mehrfach wöchentlich auch ein Marktschiff von Hanau nach Frankfurt, das unter der (von Kurmainz bestrittenen) Hoheit des Grafen von Hanau-Münzenberg stand. Der Verkehr wurde erst nach Eröffnung der Frankfurt-Hanauer Eisenbahn 1848 aufgegeben.
Die merkantilistische Politik der Markgrafen von Brandenburg-Ansbach führte zu Beginn des 18. Jahrhunderts zum geplanten Ausbau des Hafens Marktsteft. In der heute zum unterfränkischen Landkreis Kitzingen gehörenden Gemeinde entstand ein vom Main abzweigendes, gemauertes Hafenbecken. Daneben ließ man eine Hafensiedlung mit Lagerhäusern und einem Kran errichten. Da man allerdings darauf verzichtete auch den Straßenverkehr in Richtung Marktsteft umzuleiten, blieb die wirtschaftliche Bedeutung des Hafens beschränkt. Er wurde vor allem für militärische Zwecke genutzt und verlor zu Beginn des 19. Jahrhunderts weiter an Bedeutung.

#### Industriezeitalter

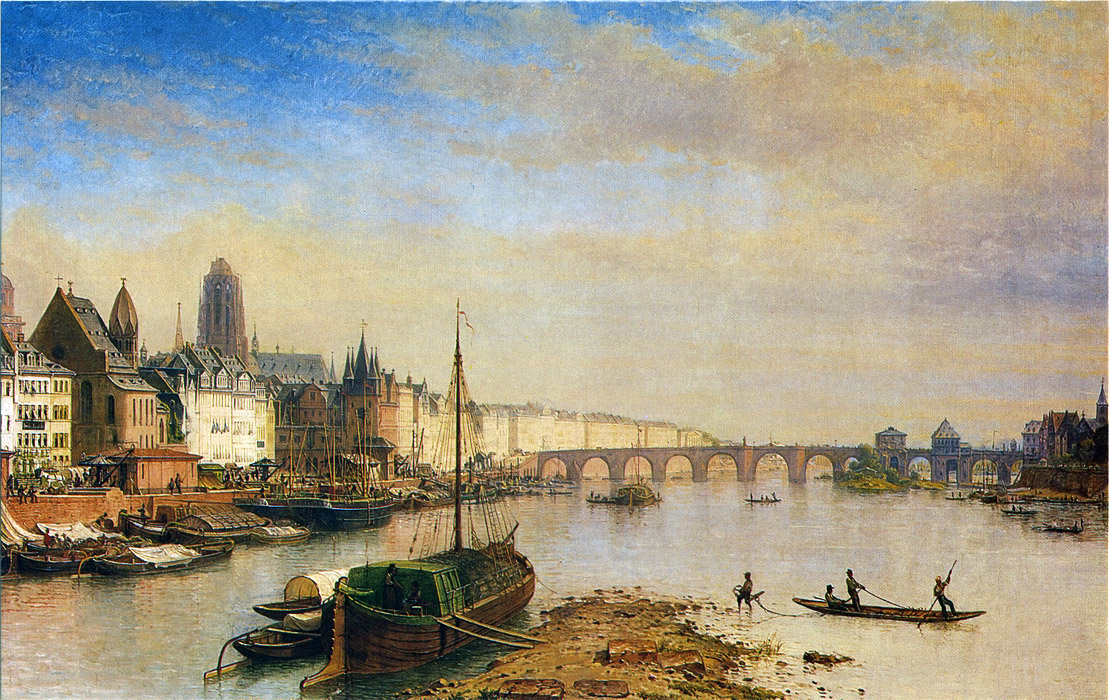
Mainschifffahrt in Frankfurt um 1850

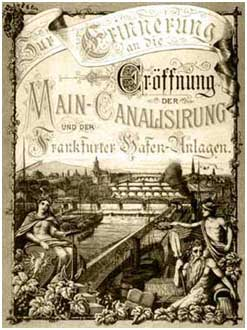
Plakat zur Eröffnung der Main-Canalisirung und des Frankfurter Westhafens, 1886

Das Aufkommen der Eisenbahn im 19. Jahrhundert bedeutete zunächst einen Niedergang der Mainschifffahrt. Trotz Einführung der Dampfschifffahrt in den 1830er Jahren konnten nur kleine Schiffe bis zu einer Tragfähigkeit von 1000 Zentnern (50 Tonnen) den Main befahren, während auf dem Rhein Mitte des 19. Jahrhunderts schon Schiffe mit bis zu 16.000 Zentnern (800 Tonnen) verkehrten. Infolgedessen musste die für den Main bestimmte Fracht in Mainz oder Gustavsburg umgeschlagen werden. Ab 1836 schloss sich ab Bamberg der Ludwig-Donau-Main-Kanal an den Main an. 1843 erreichte er Nürnberg, und ab 1846 war er durchgängig bis zur Donau befahrbar, was kurzzeitig eine Erhöhung der Transportmengen mit sich brachte. Befördert wurden unter anderem große Mengen von Kohle aus dem Ruhrgebiet in den Süden, Steine, forst- und landwirtschaftliche Erzeugnisse in den Norden (80.000 bis 200.000 Tonnen jährlich). Allerdings musste meist in Bamberg umgeladen werden. Überdies war die Schifffahrt durch die zunehmende Versandung der Mainmündung und die jahreszeitlich oft geringe Wasserführung beeinträchtigt. Deshalb wurde 1846–1876 die sogenannte Mittelwasserkorrektion mit Buhnen und Parallelwerken zwischen der Saalemündung in Gemünden und Frankfurt durchgeführt. Regulierungsziele waren eine Mindestfahrrinnentiefe von 90 cm und eine Fahrrinnenbreite von 26 m. Mit dem Bau der Taunus-Eisenbahn nach Wiesbaden (1839), der Frankfurt-Hanauer Eisenbahn (1848) und der Mainbahn nach Mainz (1863) ging das Frachtaufkommen auf dem Main von früher über 200.000 Tonnen jährlich dennoch drastisch zurück und erreichte 1879 einen Tiefpunkt mit rund 93.400 Tonnen jährlich. Der Eisenbahn-Frachtverkehr in Frankfurt erreichte demgegenüber im gleichen Jahr rund 1,4 Millionen Tonnen.
Auf Initiative des Frankfurter Oberbürgermeisters Mumm von Schwarzenstein wurde ab 1868 der Bau eines 36 km langen Main-Seitenkanals zwischen Mainz und Frankfurt geplant. Die Pläne wurden allerdings mehrfach geändert. 1883 wurde durch eine Übereinkunft der Uferstaaten beschlossen, den Fluss selbst mit Staustufen auszubauen und den Wasserstand von bisher durchschnittlich einem halben Meter auf zunächst zwei und ab 1891 auf zweieinhalb Meter anzuheben, sodass er für die 1000-Tonnen-Mainschiffe befahrbar war. 1883 bis 1886 wurden am Unterlauf des Mains zwischen Mainz und Frankfurt fünf Staustufen (Kostheim, Flörsheim, Okriftel, Höchst und Niederrad) mit Nadelwehr, Schleuse (85 × 10,5 m), Floßrinne mit Trommelwehr und Fischtreppe errichtet. Am nördlichen Frankfurter Mainufer wurde ein neuer großer Hafen gebaut, der Westhafen, der 1886 eröffnet werden konnte. Gleichzeitig entstand am gegenüberliegenden Ufer der Kohlehafen, der bis 1912 betrieben wurde. Bis 1905 stieg der Umschlag des Westhafens auf 1.565.000 Tonnen, zur Hälfte Kohle und Koks aus dem Ruhrgebiet, darüber hinaus Getreide, Sand und Kies. Bereits zehn Jahre nach seiner Eröffnung waren die Kapazitäten des Westhafens überlastet, und 1912 wurde der neue, deutlich größere Osthafen eröffnet.
In den 1920er Jahren konnten der Schiffsdurchlass des Nadelwehres und die Schleuse an den fünf Staustufen das gestiegene Verkehrsaufkommen auf dem Main nicht mehr bewältigen. Deshalb erhielt die Eingangsstufe Kostheim schon 1921 eine zweite Schleuse. 1929–1934 wurden die vier Staustufen oberhalb von Kostheim durch die Staustufen Eddersheim und Griesheim ersetzt. Sie bestehen aus einem Walzenwehr, zwei Schleusen für Binnenschiffe, einer Bootsschleuse, einem Wasserkraftwerk und einer Fischtreppe.

#### Kettenschifffahrt

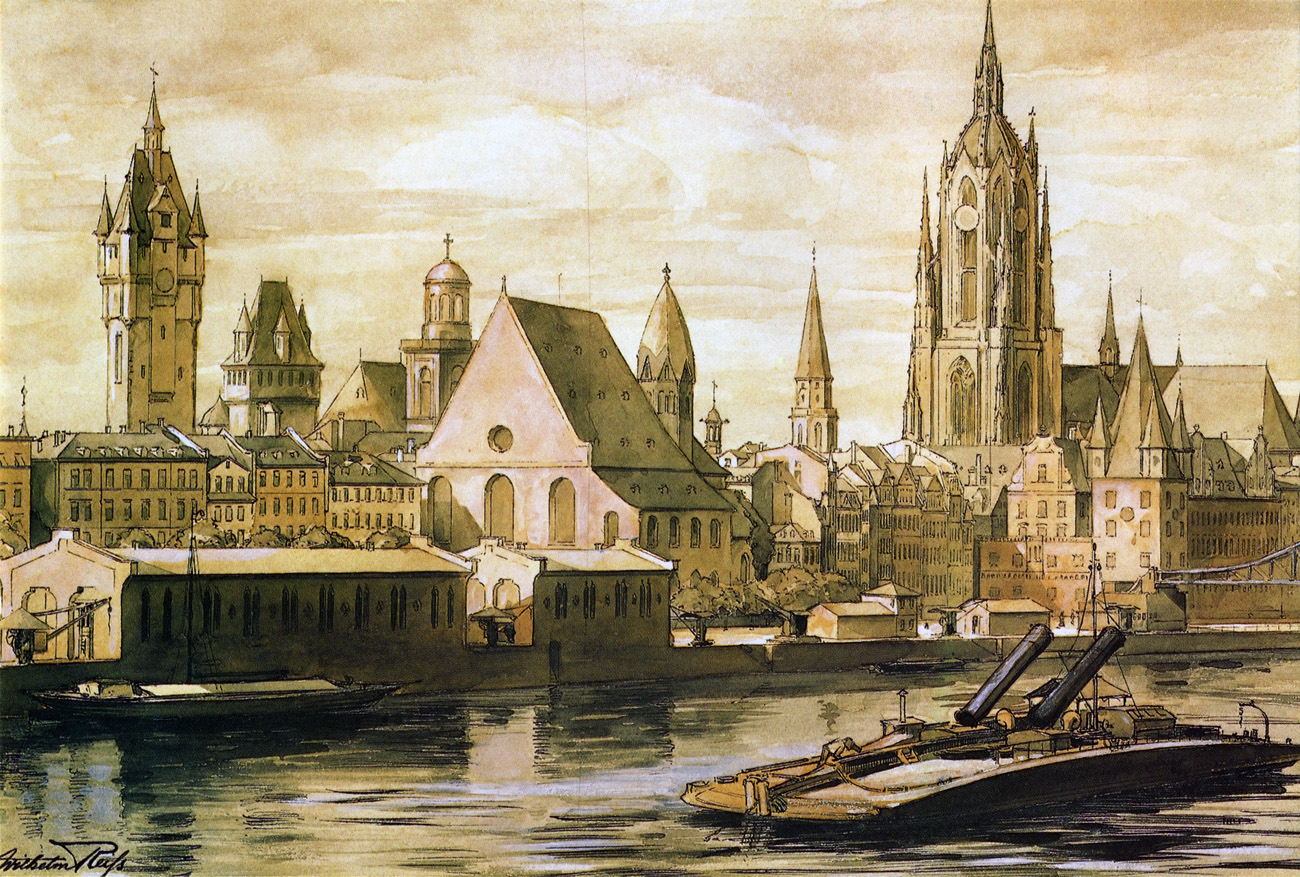
Die Mainkuh vor Frankfurt

Nach dem Bau des Westhafens erfolgte 90 % des Verkehrs über den Rhein, nur 10 % auf der noch nicht staugeregelten Mainstrecke. Zur Verbesserung der geringen Transportkapazität war von Mainzer Bürgern und dem Königreich Bayern die Aktiengesellschaft Mainkette gegründet worden, um die auf Elbe und Neckar bereits bewährte Kettenschifffahrt auch auf dem Main einzuführen. Dabei wurde im Fluss eine Kette verlegt, an der sich ein Dampfschlepper entlanghangeln konnte. Am 7. August 1886 wurde die Kette zwischen Mainz und Aschaffenburg in Betrieb genommen. 1891 verkehrten bereits drei Kettenschlepper (genannt Mainkuh) auf dem Main. In den Folgejahren wurde die Kette immer weiter verlängert: 1893 bis Miltenberg, 1899 bis Würzburg und 1905 bis Bamberg.
Die Kettenschifffahrt blieb gleichwohl eine Episode. Infolge des mainaufwärts fortschreitenden Staustufenbaus hat man die sich zuletzt auf 314 km erstreckende Kettenschifffahrt 1908 unterhalb von Frankfurt eingestellt, 1940 unterhalb von Würzburg und wenige Jahre später unterhalb von Bamberg.

#### Flößerei
Die Holzflößerei auf dem Main wurde erstmals urkundlich Ende des 14. Jahrhunderts erwähnt, Transportflöße gab es auf dem Main noch bis in die 1950er Jahre. Die Flößerei auf dem Main diente hauptsächlich dem Transport von Holz aus den waldreichen Gebieten des Obermains.

#### Der Ausbau zur Großschifffahrtsstraße

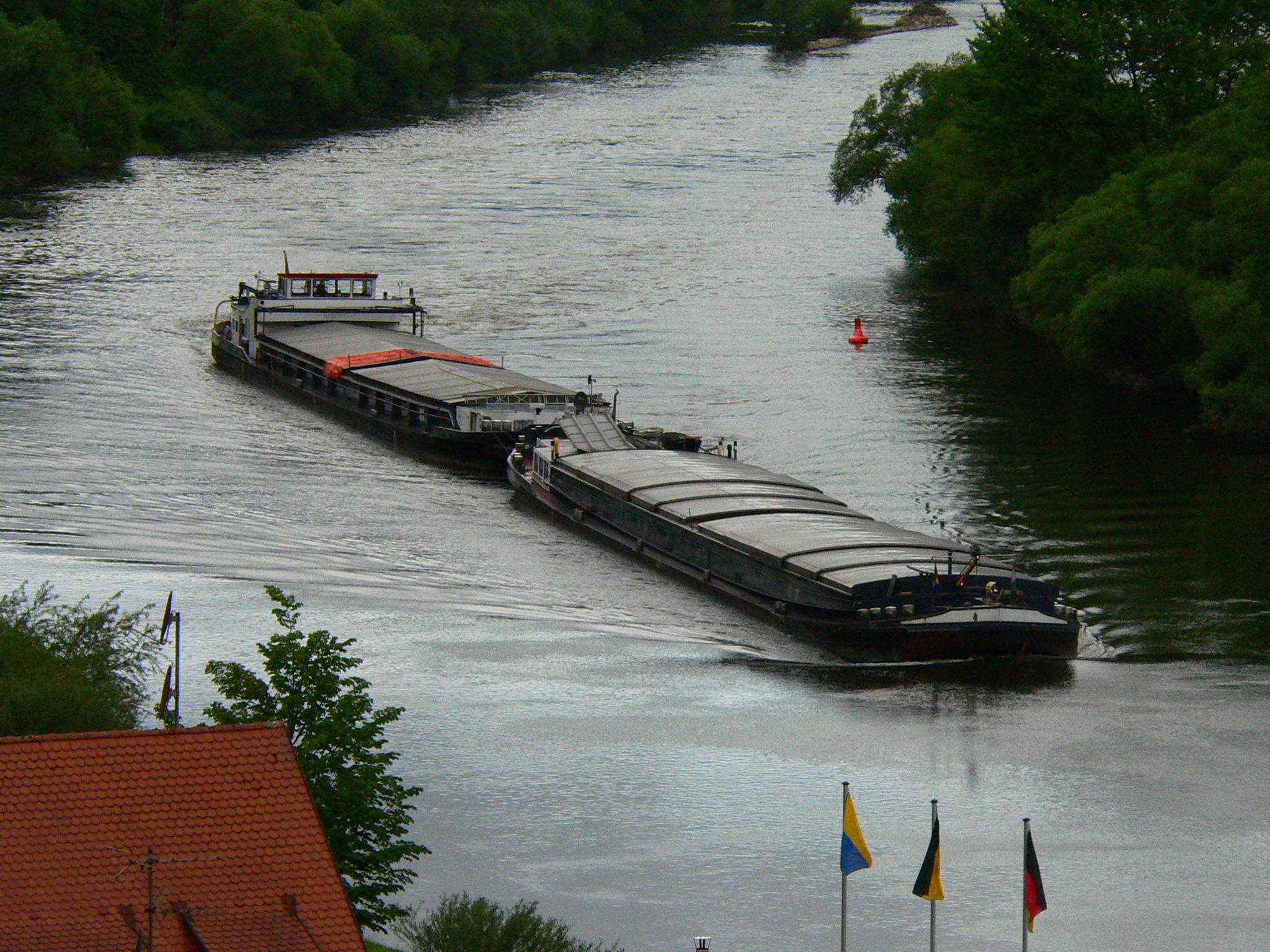
Schubverband vor Freudenberg

Parallel zur Einführung der Kettenschifffahrt wurde der Ausbau des Mains durch den Bau von Staustufen vorangetrieben. Er erfolgte in mehreren Schritten flussaufwärts. 1901 wurden Staustufe und Hafen Offenbach in Betrieb genommen; die Staustufe wurde 1949–1957 durch eine neue ersetzt. 1921 war mit der Eröffnung des Hafens Aschaffenburg der Abschnitt bis Aschaffenburg mit sechs Staustufen fertiggestellt; 1965–1983 wurden davon drei Stufen durch Neubauten ersetzt und drei abgebrochen.

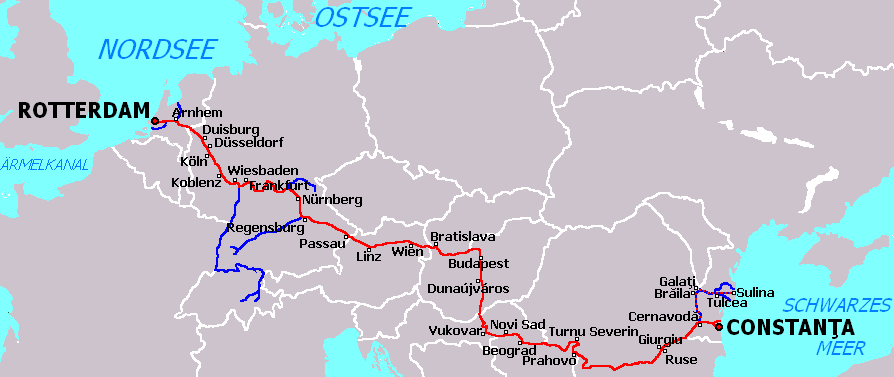
Schifffahrtsroute Rotterdam-Constanța, kürzeste Verbindung zwischen Nordsee und Schwarzem Meer über: Rhein, Main, Main-Donau-Kanal, Donau und Donau-Schwarzmeer-Kanal

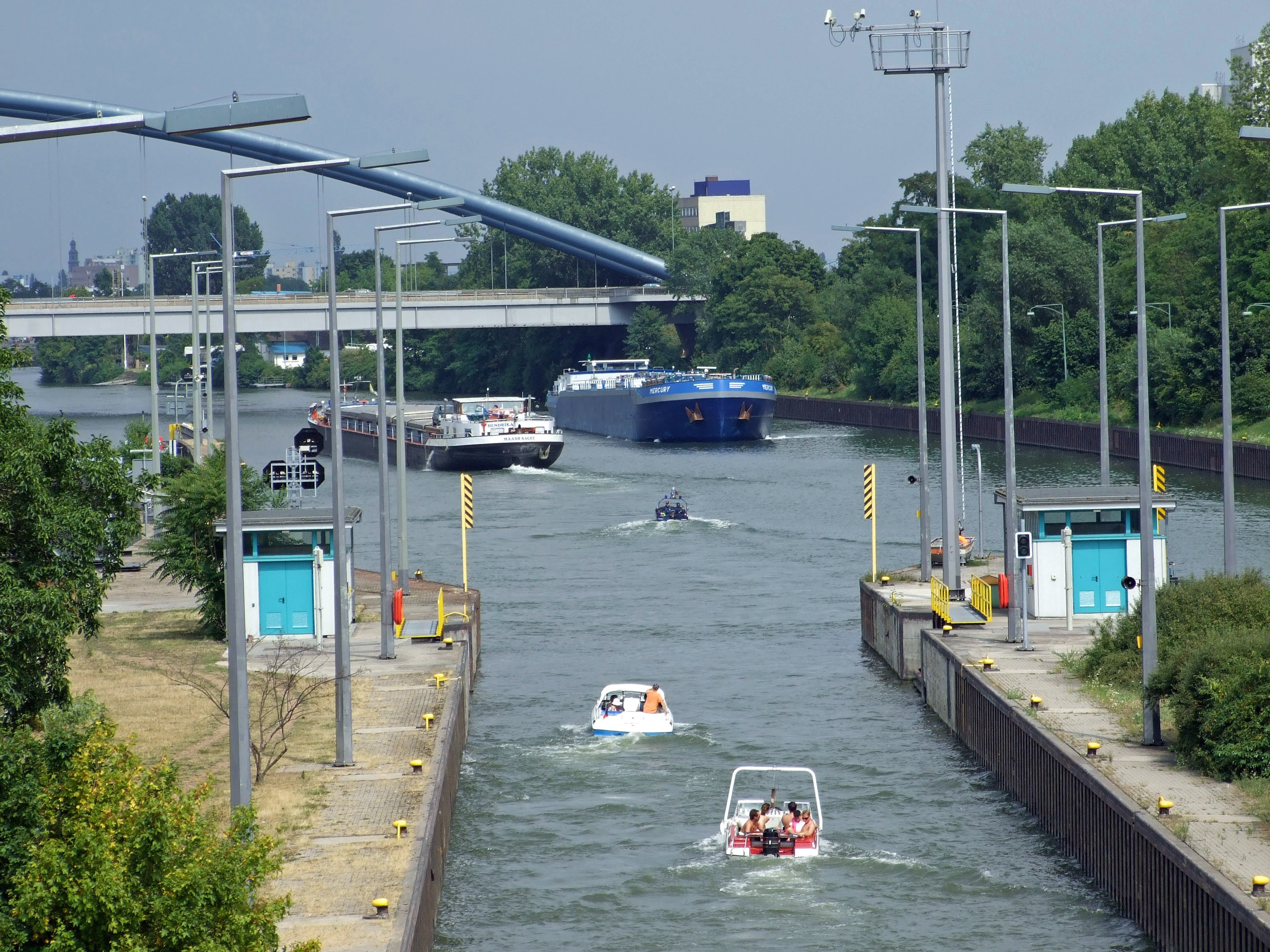
Staustufe und Schleuse in Offenbach

Nachdem der Main am 1. April 1921 Reichswasserstraße geworden war, schlossen das Deutsche Reich und der Freistaat Bayern am 13. Juni 1921 den Vertrag über die Ausführung der Main-Donau-Wasserstraße zwischen Aschaffenburg und der deutschen Grenze unterhalb Passau als Großschifffahrtsstraße für Schiffe bis zu 1500 t Tragfähigkeit. Noch im selben Jahr gründeten sie zur Finanzierung der Bauvorhaben die Rhein-Main-Donau AG (RMD) in München. Für die von ihr mitzubauenden Wasserkraftwerke erhielt die RMD eine Betriebskonzession bis 2050, um mit den Erträgen die Baudarlehen zu tilgen. Danach geht das Recht zur Wasserkraftnutzung auf die Bundesrepublik Deutschland über. Heute werden die Stauwehre von EON gesteuert, da diese auch die Kraftwerke nutzt. Die jeweils fertiggestellten Wasserstraßenabschnitte wurden dem Reich bzw. der Wasserstraßen- und Schifffahrtsverwaltung des Bundes übergeben.
Bis 1941 waren bis Würzburg weitere 13 Staustufen gebaut und der Hafen Würzburg ging in Betrieb. 1950 begann der Ausbau des Mains zwischen Würzburg und Bamberg mit 14 Staustufen. Dabei wurden die Erfahrungen der Vorkriegszeit genutzt, so dass die neue Strecke von vorneherein leistungsfähiger wurde. Eine besondere Herausforderung war der Bau der Würzburger Schleuse, um die Wasserstraße unter der historischen Alten Mainbrücke hindurch und vor der Festung Marienberg entlangzuführen. Am 25. September 1962 war zugleich mit dem Staatshafen Bamberg der Ausbau des Mains bis Bamberg vollendet.
In Bamberg beginnt der Main-Donau-Kanal, der die Wasserstraßen Westeuropas mit der Donau verbindet.
Zwischen Viereth bei Bamberg und der Main-Mündung liegen heute 34 Staustufen, die auf 388 km zusammen einen Höhenunterschied von 149 m (bei Mittelwasserstand des Rheins) überwinden. Die Fallhöhen an den Staustufen liegen zwischen 2,36 und 7,59 m. Die Länge der Stauhaltungen liegt zwischen 5 und 19 km. Die Schleusenkammern sind durchschnittlich 300 m lang und 12 m breit, wobei die Schleusen oberhalb Würzburgs ein Mittelhaupt haben für eine kleinere und eine größere Teilkammer zur Wasserersparnis je nach Verkehrsaufkommen. Sechs Staustufen unterhalb von Aschaffenburg haben eine zweite Schleuse, in Kostheim, Eddersheim und Griesheim mit einer Breite von 15 m. Die in der Regel dreifeldrigen Wehre haben Walzen als Verschlusskörper. Alle Staustufen sind mit Fischtreppen als Aufstiegshilfe ausgestattet. Außer Viereth und Würzburg verfügen alle Staustufen über eine Bootsschleuse. Die Gesamtausbauleistung der 33 Wasserkraftwerke beträgt 127,55 MW.

#### Staustufen
Die folgende Tabelle enthält eine Übersicht aller Staustufen im Bereich der Bundeswasserstraße:

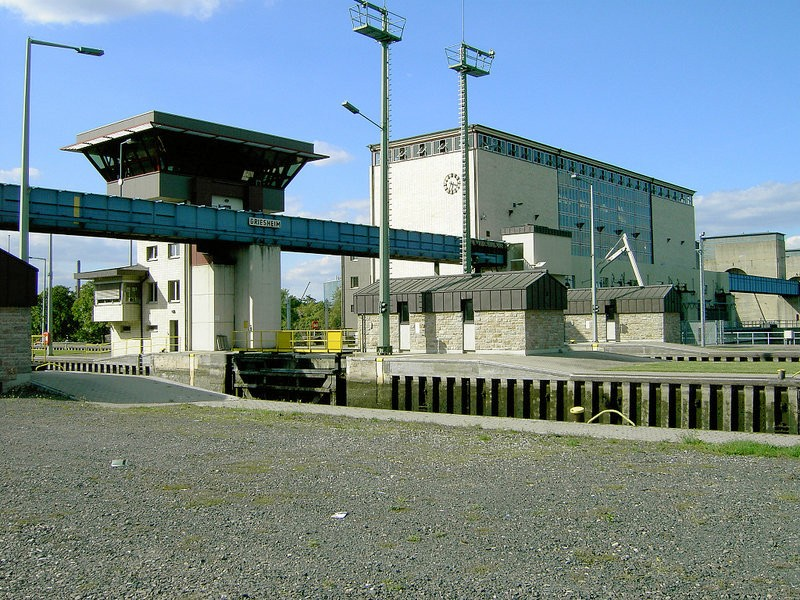
Staustufe Griesheim: Schleuse mit Leitstand, Kraftwerk

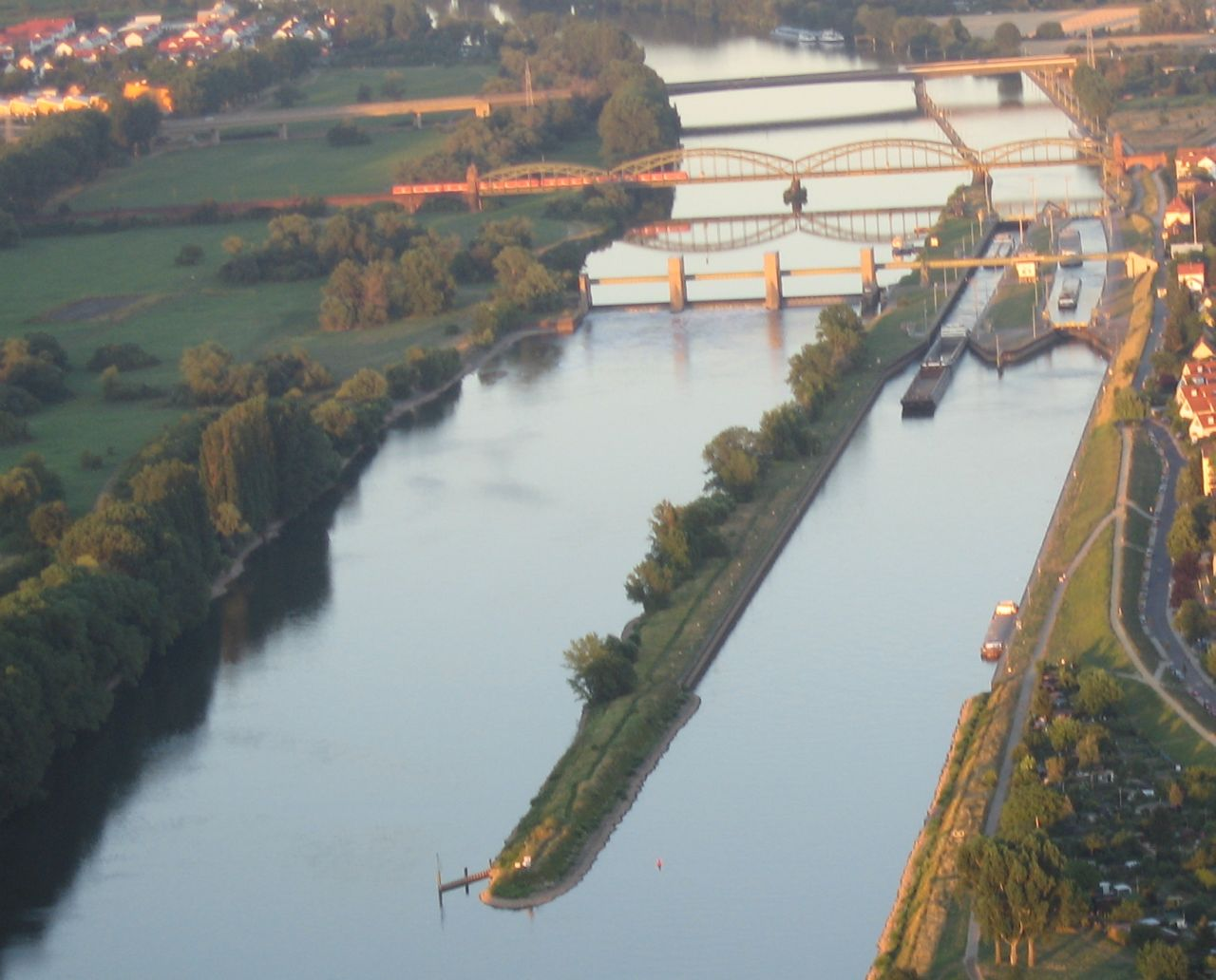
Staustufe Kostheim: links das Wehr, rechts die Schleusengruppe mit Vorhäfen

|    | Staustufe      | Lage Main-km | Länge der Stauhaltung in km | Oberwasser über NN | Fallhöhe in m   | Kraftwerks- leistung in kW |
| -- | -------------- | ------------ | --------------------------- | ------------------ | --------------- | -------------------------- |
| 01 | Viereth        | 380,70       | 0,00                        | 230,86             | 6,00            | 6200                       |
| 02 | Limbach        | 367,18       | 13,52                       | 224,86             | 5,36            | 3700                       |
| 03 | Knetzgau       | 359,78       | 07,40                       | 219,50             | 4,24            | 2900                       |
| 04 | Ottendorf      | 345,26       | 14,52                       | 215,26             | 7,59            | 6300                       |
| 05 | Schweinfurt    | 332,04       | 13,23                       | 207,67             | 4,67            | 3800                       |
| 06 | Garstadt       | 323,50       | 08,53                       | 203,00             | 4,69            | 3900                       |
| 07 | Wipfeld        | 316,29       | 07,21                       | 198,31             | 4,31            | 2900                       |
| 08 | Gerlachshausen | 300,51       | 15,78                       | 194,00             | 6,30            | 3900                       |
| 09 | Dettelbach     | 295,40       | 05,11                       | 187,70             | 5,50            | 4200                       |
| 10 | Kitzingen      | 283,98       | 11,42                       | 182,20             | 3,66            | 3000                       |
| 11 | Marktbreit     | 275,68       | 08,30                       | 178,54             | 3,31            | 2100                       |
| 12 | Goßmannsdorf   | 269,03       | 06,65                       | 175,23             | 3,40            | 2000                       |
| 13 | Randersacker   | 258,89       | 10,14                       | 171,83             | 3,30            | 2000                       |
| 14 | Würzburg       | 252,51       | 06,37                       | 168,53             | 2,75            | 0.900                      |
| 15 | Erlabrunn      | 241,20       | 11,31                       | 165,78             | 4,15            | 2700                       |
| 16 | Himmelstadt    | 232,29       | 08,91                       | 161,63             | 4,30            | 2500                       |
| 17 | Harrbach       | 219,47       | 12,82                       | 157,33             | 4,90            | 3000                       |
| 18 | Steinbach      | 200,67       | 18,79                       | 152,43             | 5,14            | 4200                       |
| 19 | Rothenfels     | 185,89       | 14,79                       | 147,29             | 5,26            | 4200                       |
| 20 | Lengfurt       | 174,51       | 11,38                       | 142,03             | 3,99            | 2600                       |
| 21 | Eichel         | 160,47       | 14,04                       | 138,04             | 4,50            | 3100                       |
| 22 | Faulbach       | 147,07       | 13,40                       | 133,54             | 4,51            | 4100                       |
| 23 | Freudenberg    | 133,95       | 13,12                       | 129,03             | 4,51            | 4300                       |
| 24 | Heubach        | 122,36       | 11,59                       | 124,52             | 4,00            | 3400                       |
| 25 | Klingenberg    | 113,05       | 09,31                       | 120,52             | 4,00            | 3000                       |
| 26 | Wallstadt      | 101,20       | 11,85                       | 116,52             | 4,00            | 3400                       |
| 27 | Obernau        | 092,91       | 08,29                       | 112,52             | 4,01            | 3200                       |
| 28 | Kleinostheim   | 077,91       | 15,00                       | 108,51             | 6,80            | 9700                       |
| 29 | Krotzenburg    | 063,85       | 14,06                       | 101,71             | 2,74            | —                          |
| 30 | Mühlheim       | 053,19       | 10,39                       | 098,97             | 3,77            | 4800                       |
| 31 | Offenbach      | 038,51       | 14,67                       | 095,20             | 3,18            | 4100                       |
| 32 | Griesheim      | 028,69       | 09,83                       | 092,02             | 4,49            | 4900                       |
| 33 | Eddersheim     | 015,55       | 13,14                       | 087,53             | 3,61            | 3640                       |
| 34 | Kostheim       | 003,21       | 12,34                       | 083,92             | 2,36 (MW Rhein) |                            |

Als Teil der Staustufe Gerlachshausen gibt es bei Volkach ein Wehr mit Bootsschleuse und Wasserkraftwerk, das für den notwendigen Wasserstand im Kanal nach Gerlachshausen sorgt. Umgekehrt ist der Schleusenkanal durch ein Hochwassersperrtor gegen Hochwasser geschützt. Über das Wehr wird eine Restwassermenge an den Altmain abgegeben. Zahlreiche Stauhaltungen sind zum Landschaftsschutzgebiet erklärt worden und dienen als Vorbild für Flussausbauten in ganz Europa.
Zwischen der Mündung und der Schleuse Wipfeld sowie zwischen Limbach und Bamberg ist die Fahrrinne ganzjährig mindestens 2,90 m tief und 40 m breit. Der Main ist auf diesem Abschnitt für Schiffe bis 135 m Länge, Schubverbände und Koppelverbände bis 185 m Länge und 11,45 m Breite befahrbar. Er ist dort in die europäische Wasserstraßenklasse Vb eingeordnet. Koppelverbände und Einzelfahrer über 110 m benötigen eine Sondergenehmigung. Die Strecke bis zum Main-Donau-Kanal wird derzeit durchgängig von 2,50 m auf 2,90 m Fahrrinnentiefe und von 36 auf 40 m Fahrrinnenbreite ausgebaut. Nach einem landschaftspflegerischen Begleitplan sind dabei Ausgleichs- und Ersatzmaßnahmen für Eingriffe in Natur und Landschaft vorgesehen. Bis dahin entspricht der noch im Ausbau befindliche Abschnitt zwischen Wipfeld und Limbach Wasserstraßenklasse Va (Schiffe bis 110 m Länge).
Am Untermain zwischen dem Hafen Aschaffenburg und der Mündung ist zur Erhöhung der Wirtschaftlichkeit ein Ausbau der Fahrrinnentiefe auf 3,30 m und der Fahrrinnenbreite auf 50 m in der Geraden geplant.

#### Häfen
Lage und Schiffsgüterumschlag in Tonnen an den Mainhäfen:
Die Kilometrierung beginnt an der Mündung in den Rhein mit 0 km und steigt flussaufwärts.

L = in Fließrichtung links, R = in Fließrichtung rechts

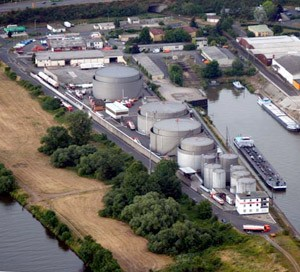
Hafen Schweinfurt

k. A. = keine Angaben, a. B. = außer Betrieb, n. C. = nur Containerumschlag
| Lage (Main-km)  | Bundesland        | Name/Ort                      | Umschlag (in t) |        |
| --------------- | ----------------- | ----------------------------- | --------------- | ------ |
| 000,9 L         | Hessen            | Lände Ginsheim                | n. C.           |        |
| 008,0 L         | Hessen            | OPEL-Lände Rüsselsheim        | k. A.           |        |
| 009,1 R         | Hessen            | Ölhafen Hochheim              | k. A.           |        |
| 013,8 L         | Hessen            | Ölhafen Raunheim              | k. A.           |        |
| 016,8 R         | Hessen            | Lände Okriftel                | k. A.           |        |
| 018,8 L         | Hessen            | Hafen Kelsterbach             | k. A.           |        |
| 022,2 L         | Hessen            | Hafen Industriepark Höchst    | n. C.           | [ 47 ] |
| 025,0 R         | Hessen            | Höchster Hafen                | a. B.           |        |
| 031,0 R         | Hessen            | Gutleuthafen                  | 0.000.000       | [ 48 ] |
| 033,0 R         | Hessen            | Frankfurter Westhafen         | 0.000.000       |        |
| 037,3 R         | Hessen            | Osthafen 1                    | 2.200.000       | [ 48 ] |
| 039,6 L         | Hessen            | Offenbacher Hafen             | a. B.           |        |
| 039,7 R         | Hessen            | Osthafen 2                    | 0.000.000       | [ 48 ] |
| 057,0 R         | Hessen            | Mainhafen Hanau               | 1.800.000       |        |
| 083,0 L         | Bayern            | Hafen Aschaffenburg           | 0.781.230       | [ 49 ] |
| 111,0 L         | Bayern            | Hafen Wörth am Main           | k. A.           |        |
| 151,0 R         | Bayern            | Betriebshafen Hasloch des WSA | 0.000.000       |        |
| 158,0 L         | Baden-Württemberg | Hafen Wertheim                | 0.227.021       | [ 50 ] |
| 172,8 R         | Bayern            | Hafen Lengfurt                | 0.575.390       | [ 49 ] |
| 211,4 R         | Bayern            | Hafen Gemünden am Main        | k. A.           |        |
| 227,1 R         | Bayern            | Hafen Karlstadt               | 0.340.732       | [ 49 ] |
| 246,0 – 253,0 R | Bayern            | Hafen Würzburg                | 0.277.316       | [ 49 ] |
| 258,9 L         | Bayern            | Hafen Randersacker            | k. A.           |        |
| 270,5 L         | Bayern            | Hafen Ochsenfurt              | 0.159.000       | [ 51 ] |
| 277,0 L         | Bayern            | Häfen Marktbreit              | 0.100.000       | [ 52 ] |
| 284,0 R         | Bayern            | Häfen Kitzingen               | 0.140.000       | [ 53 ] |
| 296,2 R         | Bayern            | Hafen Dettelbach              | Fähre           |        |
| 305,5 L         | Bayern            | Hafen Volkach                 | a. B.           |        |
| 315,5 R         | Bayern            | Hafen Wipfeld                 | k. A.           |        |
| 330,5 – 333,3   | Bayern            | Hafen Schweinfurt             | 0.350.132       | [ 49 ] |
| 350,4 R         | Bayern            | Sportboothafen Theres         | 0.000.000       |        |
| 355,6 R         | Bayern            | Hafen Haßfurt                 | 0.010.000       | [ 54 ] |
| 362,5 R         | Bayern            | Lände Zeil am Main            | 0.085.000       |        |
| 369,6 L         | Bayern            | Sportboothafen Eltmann        | 0.000.000       |        |
| 382,0 383,0 L   | Bayern            | Hafen Bamberg                 | 0.342.000       |        |

### Verkehrswege im Maintal
Wie an den meisten Flüssen entstanden auch am Main früh Uferwege, die für die Treidelschifffahrt genutzt wurden. Aufgrund der in Flussnähe üblicherweise höheren Siedlungsdichte und der bergigen Topographie der Umgebung diente das Maintal auch als Trasse neuzeitlicher Verkehrswege, also für Eisenbahnen und moderne Straßen.

#### Eisenbahnen
Durch das Maintal verlaufen nahezu auf gesamter Länge Eisenbahnstrecken. Auf den Abschnitten Hanau–Frankfurt und Frankfurt–Mainz verläuft sogar jeweils links- und rechtsmainisch eine Strecke.
Lediglich zwischen Schweinfurt und Marktbreit liegt keine Bahnstrecke. Während die Strecke zwischen Bamberg und Schweinfurt auf direktem Weg Richtung Würzburg führt, verläuft die Strecke zwischen Würzburg und Marktbreit weiter nach Treuchtlingen.
Zwischen Lohr und Aschaffenburg verläuft die überregionale Verbindung auf direktem Weg durch den Spessart. Die Strecke zwischen Lohr und Wertheim wurde stillgelegt, die Strecken zwischen Wertheim, Miltenberg und Aschaffenburg haben nur regionale Bedeutung.
| Strecke                     | Verlauf (entlang des Mains)                                                       |
| --------------------------- | --------------------------------------------------------------------------------- |
| Bamberg–Hof                 | Mainleus–Lichtenfels–Bad Staffelstein–Bamberg                                     |
| Bamberg–Rottendorf          | Bamberg–Schweinfurt (weiter auf direktem Weg nach Würzburg)                       |
| Treuchtlingen–Würzburg      | Marktbreit–Ochsenfurt–Würzburg Hbf                                                |
| Würzburg–Aschaffenburg      | Würzburg Hbf–Karlstadt–Gemünden–Lohr (weiter auf direktem Weg nach Aschaffenburg) |
| Lohr–Wertheim               | Lohr–Wertheim (stillgelegt)                                                       |
| Miltenberg West–Wertheim    | Wertheim–Miltenberg                                                               |
| Aschaffenburg–Miltenberg    | Miltenberg–Aschaffenburg                                                          |
| Frankfurt Süd–Aschaffenburg | Aschaffenburg–Hanau–Maintal–Frankfurt (Main) Süd (rechtsmainisch)                 |
| Frankfurt–Göttingen         | Hanau–Offenbach–Frankfurt (Main) Süd–Frankfurt Hbf (linksmainisch)                |
| Mainz–Frankfurt             | Frankfurt Hbf–Rüsselsheim–Mainz Hbf (linksmainisch)                               |
| Wiesbaden–Frankfurt         | Frankfurt Hbf–Frankfurt-Höchst–Mainz-Kastel (rechtsmainisch)                      |

#### Straßenverkehr

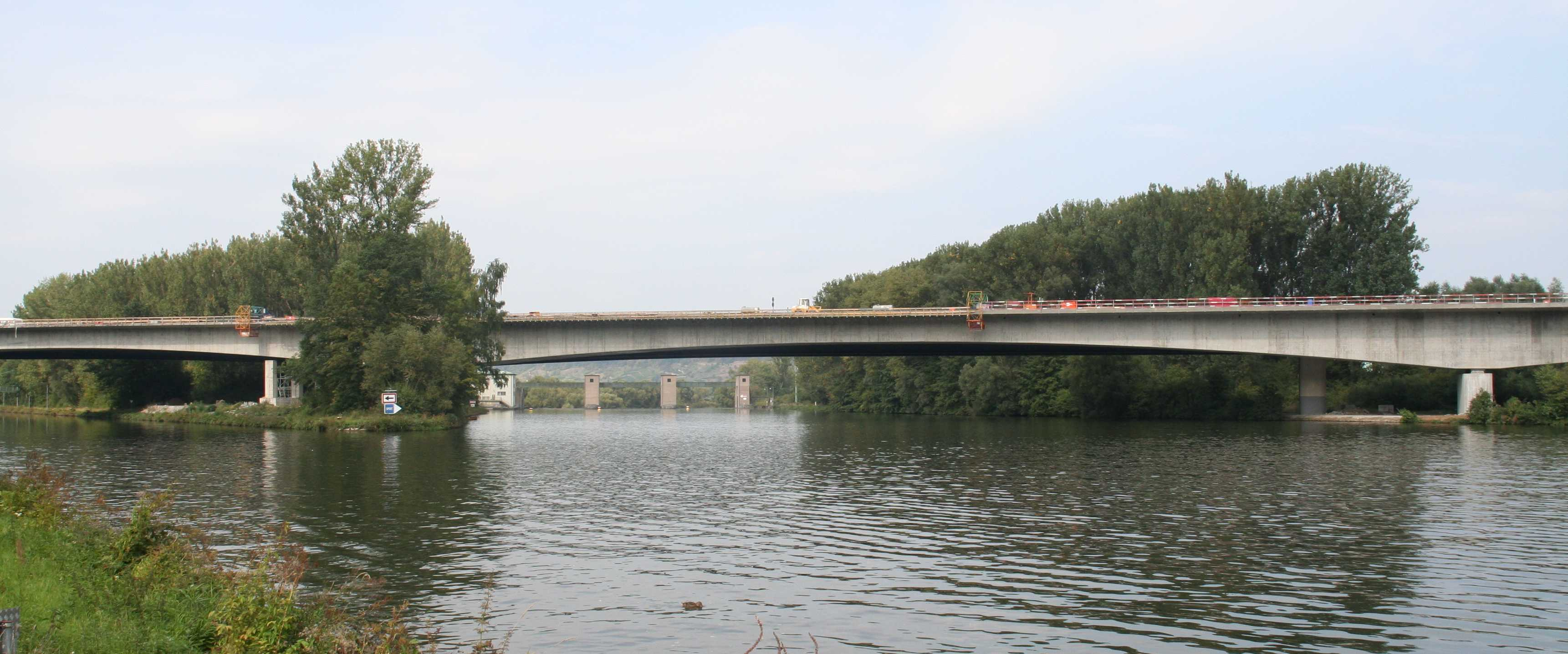
A70 Maintalautobahn Schweinfurt–Bamberg, Mainbrücke Eltmann

Der Mainlauf wird fast auf ganzer Länge von Bundesstraßen begleitet. Dies betrifft auch die beiden Quellflüsse.
Den Roten Main begleitet ab Creußen über Bayreuth bis Kulmbach die Bundesstraße 85. Der Weiße Main trifft bereits wenige 100 m nach seiner Quelle auf die Bundesstraße 303, die ihn bis Untersteinach begleitet. Ab dort folgt ihm die B 289 bis Kulmbach. Diese Straße begleitet den vereinigten Main bis Lichtenfels (Oberfranken), ab dort verläuft die BAB 73 am linken Ufer bis Bamberg. Von dort bis Schweinfurt führt die B 26, die in Eltmann vom linken auf das rechte Ufer wechselt. In meist größerem Abstand folgt auch die Bundesautobahn 70, die Maintalautobahn, von Bamberg bis Schweinfurt dem Verlauf des Maines, den sie bei Bamberg, Eltmann und Schweinfurt quert. Unterhalb von Schweinfurt fließt der Main stellenweise ohne begleitende Straße. Die B 26 nimmt den direkten Weg nach Karlstadt ohne den Umweg über das Maindreieck, die B 19 führt direkt nach Würzburg. Von Ochsenfurt bis Würzburg verläuft wieder eine Bundesstraße auf dem rechten Mainufer, die B 13, bis Karlstadt die B 27, bis Lohr dann wieder die B 26. Die dünn besiedelte Ost- und Südseite des Mainvierecks wird durch flussbegleitende Landesstraßen erschlossen. Von Miltenberg bis Aschaffenburg verläuft mit der B 469 wieder eine Bundesstraße auf dem linken Mainufer. Von Aschaffenburg über Hanau und die Frankfurter Innenstadt bis Frankfurt-Höchst verläuft die B 8 auf der rechten Mainseite, teilweise jedoch etwas abseits des Flusses. Auch die B 43 verlässt auf ihrem Weg von Hanau über Offenbach am Main und Rüsselsheim am Main nach Mainz gelegentlich das Blickfeld des linken Ufers, vor allem zwischen Frankfurt-Sachsenhausen und Kelsterbach. Auf dem rechten Mainufer begleitet in einigem Abstand zum Fluss die Bundesstraße 40 die letzten Kilometer des Mains von Hattersheim am Main bis Mainz.

#### Mainfähren

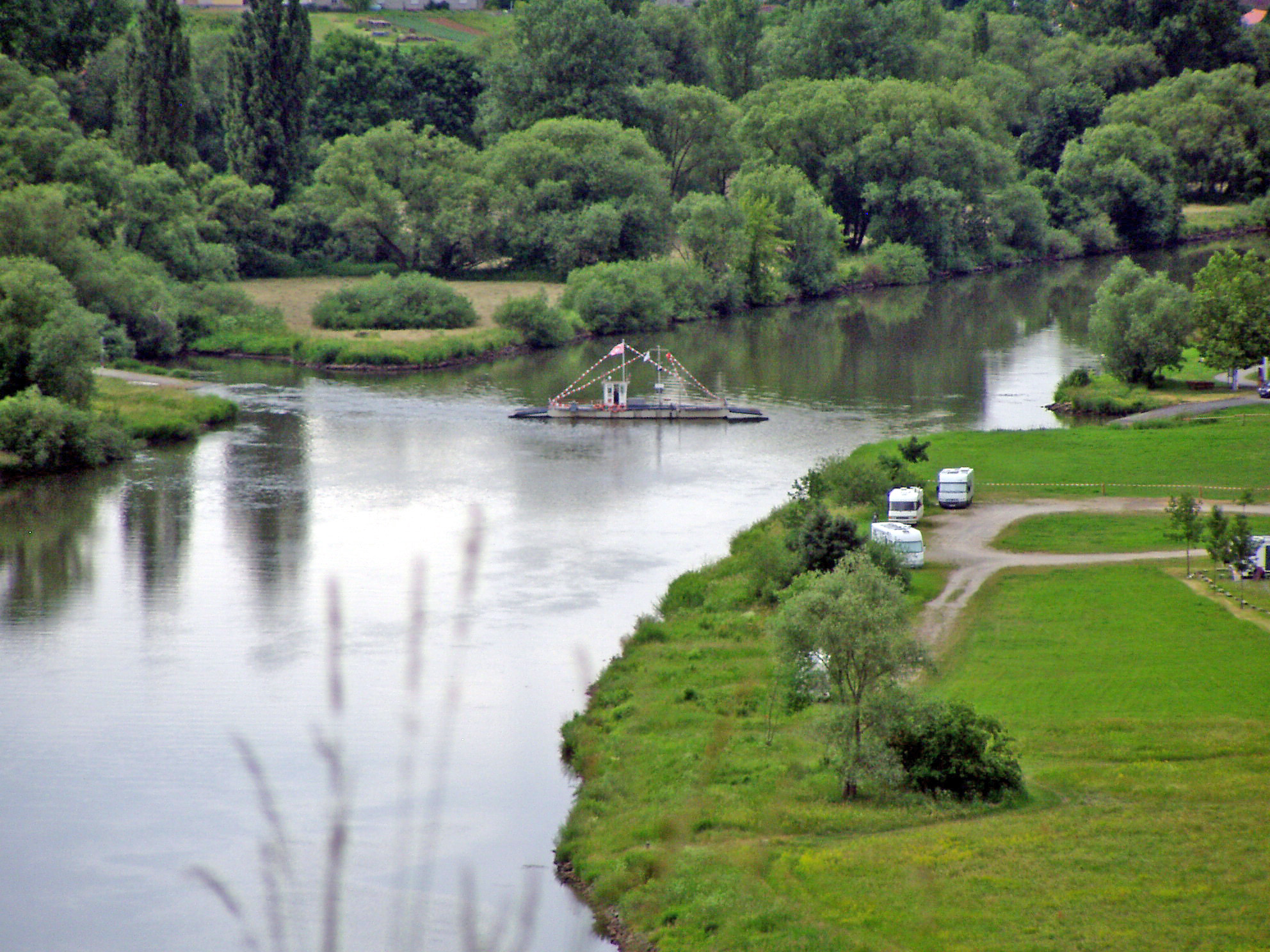
Mainfähre Fahr

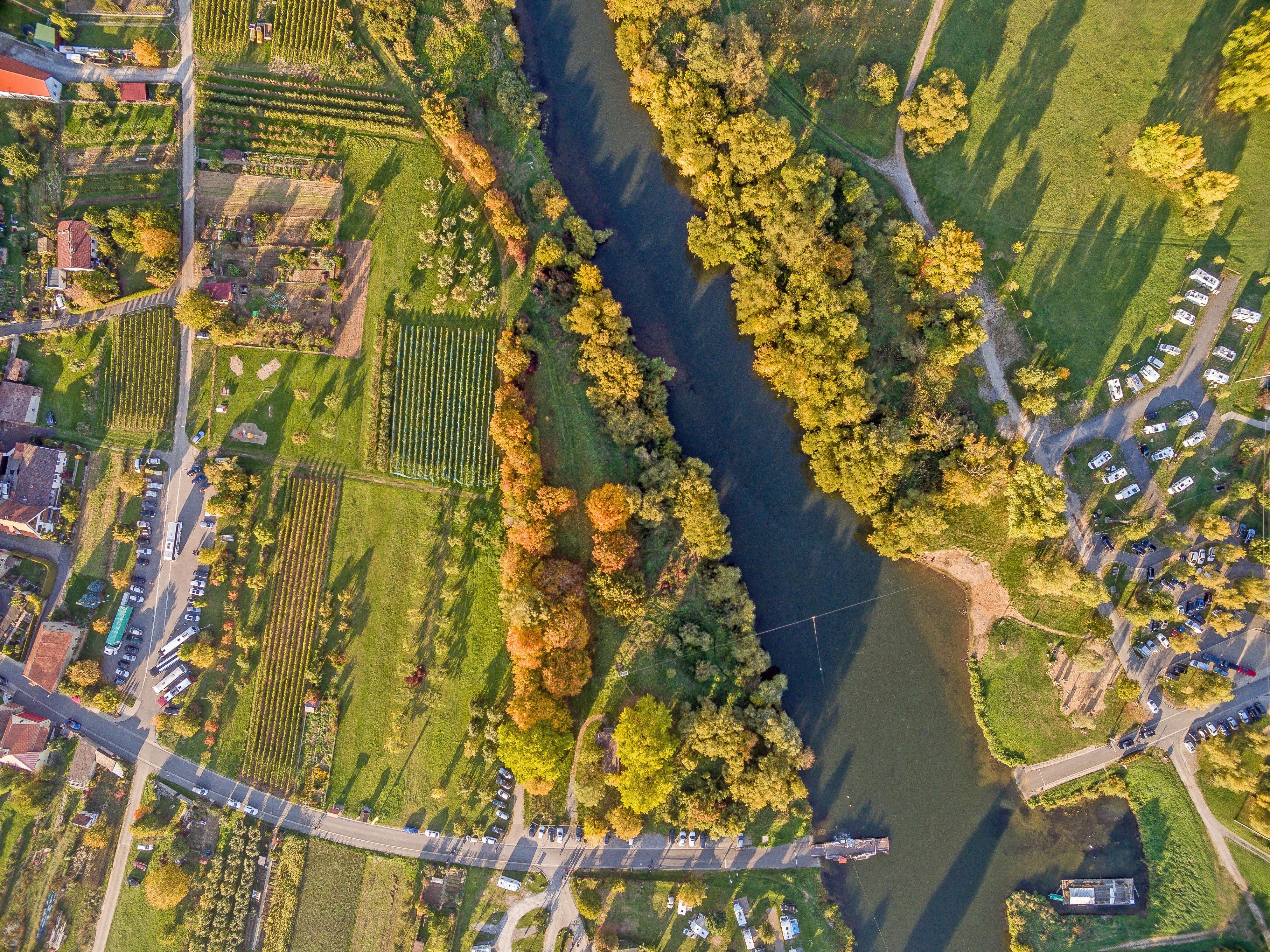
Mainfähre Nordheim, von oben

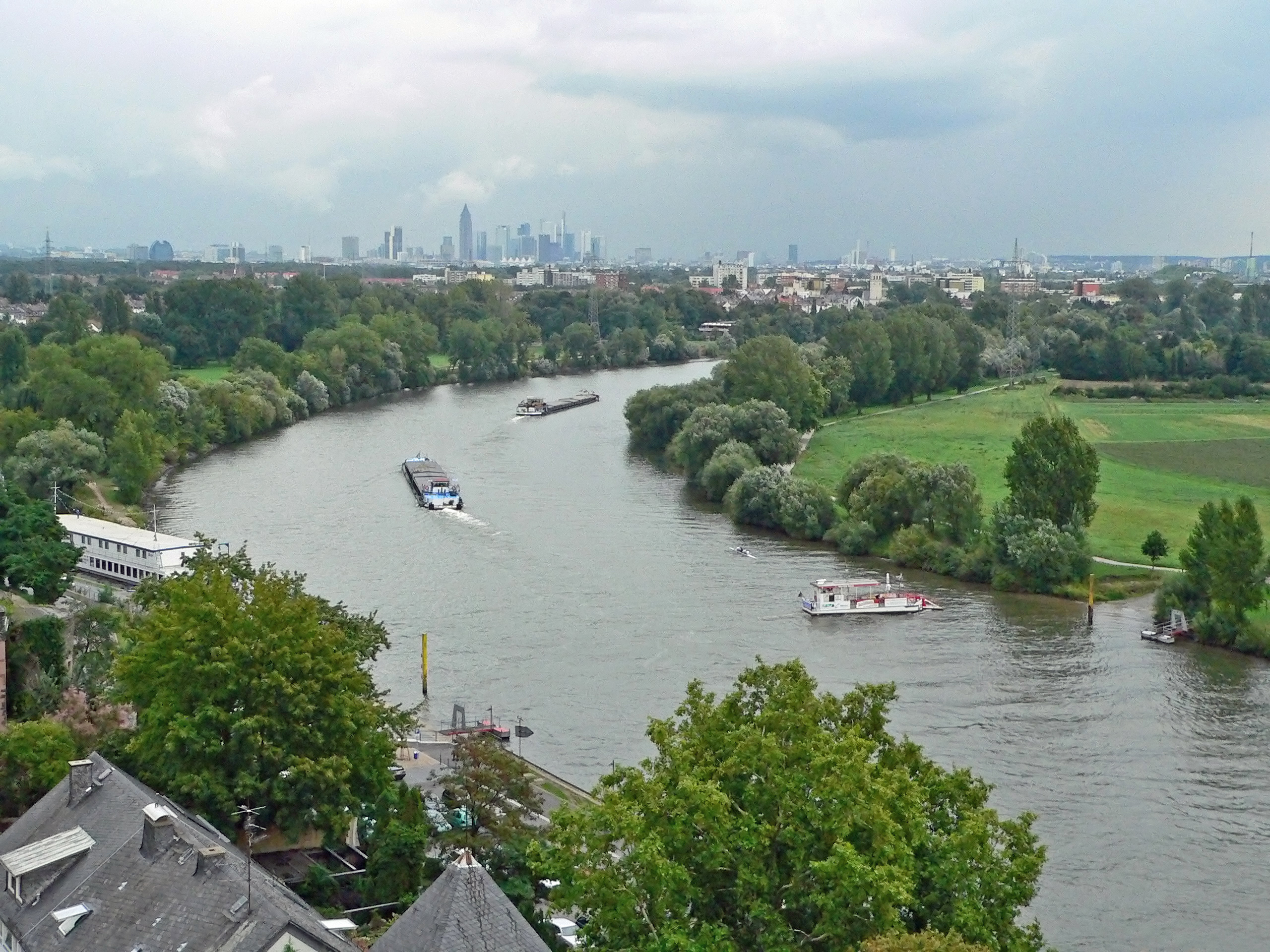
Mainfähre Frankfurt-Höchst

Am Main werden noch 11 Fähren betrieben (Stand Oktober 2020). Seit den 1960er Jahren mussten bereits viele wegen Unrentabilität stillgelegt werden, zuletzt die Mainfähre Mühlheim. Die Fähren werden in der Regel von den Kommunen an die Fährleute verpachtet, belasten aber wegen der erforderlichen Zuschüsse die kommunalen Haushalte erheblich. Die Mehrzahl der Fähren ist für den Transport von Personenwagen und Lastkraftwagen bis zu einem bestimmten Gesamtgewicht eingerichtet, einige nur für Personen und Fahrräder. Ein Teil der Fähren ist freifahrend, die anderen am Hochseil geführt, aber mit eigenem Antrieb. Verkehrlich haben die Fähren nach wie vor eine wesentliche Bedeutung. Vor allem der Landwirtschaft bringen sie einen erheblichen Zeitvorteil, da sie einen Umweg von bis zu 20 km ersparen. Die Fähre zwischen Escherndorf und Nordheim, westlich von Volkach, liegt an dem durch den Schleusen- und Kraftwerkskanal Gerlachshausen abgeschnittenen Abschnitt des Mains (Altmain).
Der „Betrieb der Mainfähren“ ist seit 2022 als „immaterielles Kulturerbe“ im Bayerischen Landesverzeichnis des Immateriellen Kulturerbes als Kulturform in der Kategorie: „Wissen in Bezug auf Natur, Traditionelle Handwerkstechniken“ mit folgender Begründung gelistet: Fährleute bringen ganzjährig Menschen, Tiere und Fahrzeuge auf Zuruf über den Main. Besonders Einheimische, aber auch Touristen nutzen gerne diese Form der direkten Flussüberquerung, die ortsnah und mit einem erheblichen Zeit- und Kostenvorteil gegenüber den Umwegen über Brücken auch nachhaltig ist. Umfangreiches Wissen über Eigenheiten am jeweiligen Mainabschnitt (spezifische Strömungen, Wind und Sog, Hoch- und Niederwasser, Schiffsverkehr und Freizeitnutzung) sowie das richtige Verhalten beim Betrieb der Fähren auch in kritischen Situationen geben die Fährleute von Generation zu Generation weiter. Als Direktverbindungen unterstützen die Mainfähren bei den Einwohnern der flussnah gelegenen Ortschaften soziale Verbundenheit und fördern das regionale Zugehörigkeitsgefühl.
Es hat sich 2021 eine "Interessengemeinschaft (IG) Mainfähren" gegründet, welche aus den Anrainerkommunen der Mainfähren in Franken besteht (Albertshofen, Stadt Dettelbach, Mainstockheim, Markt Eisenheim, Nordheim am Main, Stadtprozelten-Mondfeld, Stadt Volkach, Wipfeld). Die IG Mainfähren arbeitet als Netzwerk zusammen um Synergieeffekte zu nutzen und die Mainfähren in die Zukunft zu bringen.
|    | Artikel                    | Lage Main-km | Typ                                                                | von            | nach               |
| -- | -------------------------- | ------------ | ------------------------------------------------------------------ | -------------- | ------------------ |
| 01 | Mainfähre Okriftel         | 017,82       | frei fahrende Personenfähre unregelmäßig verkehrende Freizeitfähre | Okriftel       | Kelsterbach – B 43 |
| 02 | Mainfähre Höchst           | 024,82       | frei fahrende Personenfähre                                        | Höchst         | Schwanheim         |
| 03 | Mainfähre Rumpenheim       | 048,06       | seilgeführte Wagenfähre                                            | Rumpenheim     | Dörnigheim         |
| 04 | Mainfähre Mühlheim         | 050,63       | seilgeführte Wagenfähre Betrieb seit 2017 eingestellt              | Dörnigheim     | Mühlheim           |
| 05 | Mainfähre Seligenstadt     | 069,60       | frei fahrende Wagenfähre                                           | Seligenstadt   | Großwelzheim       |
| 06 | Mainfähre Stadtprozelten   | 144,60       | Wagenfähre                                                         | Stadtprozelten | Mondfeld           |
| 07 | Mainfähre Ochsenfurt       | 271,05       | Personenfähre NIXE unregelmäßig verkehrende Freizeitfähre          | Ochsenfurt     | Kleinochsenfurt    |
| 08 | Mainfähre Mainstockheim    | 290,61       | Wagenfähre                                                         | Mainstockheim  | Albertshofen       |
| 09 | Mainfähre Mainsondheim     | 294,36       | frei fahrende Wagenfähre                                           | Mainsondheim   | Dettelbach         |
| 10 | Mainfähre Nordheim am Main | 307,35       | seilgeführte Wagenfähre                                            | Escherndorf    | Nordheim am Main   |
| 11 | Mainfähre Fahr             | 311,14       | Wagenfähre                                                         | Fahr           | Kaltenhausen       |
| 12 | Mainfähre Obereisenheim    | 313,47       | Wagenfähre                                                         | Obereisenheim  | Stammheim          |
| 13 | Mainfähre Wipfeld          | 317,30       | Wagenfähre                                                         | Wipfeld        | Lindach/Hirschfeld |

## Der Main in der Kunst

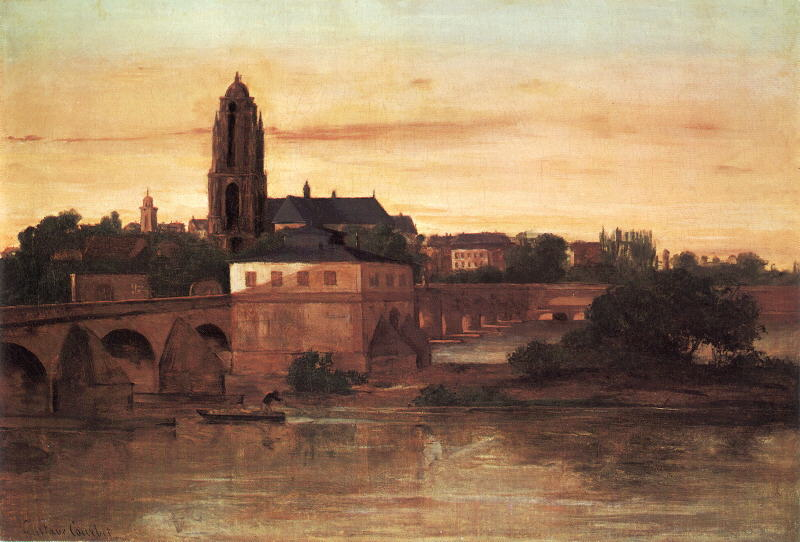
Gustave Courbet: Blick auf Frankfurt, 1858

Anders als Rhein und Mosel wurde der Main eher selten besungen. Dennoch entstanden im Laufe der Zeit eine Reihe von teils sehr bekannten Gedichten über den Main. Hierzu zählen:
- Die zehnstrophige Ode Der Main von Friedrich Hölderlin, 1799 entstanden, als Hölderlin Hauslehrer in Frankfurt war,
- Fuhren wir hinab den Main von Friedrich Rückert (1788 in Schweinfurt geboren),
- Die Wanderfahrt von Joseph Victor von Scheffel, ein 1859 entstandenes Gedicht, das in der Vertonung von Valentin Becker zur Frankenhymne wurde.
- Rückkehr nach Frankfurt von Marie Luise Kaschnitz, unter dem Eindruck der Kriegszerstörung geschrieben und 1947 veröffentlicht.
- Es führt über den Main eine Brücke von Stein, ein alter Volksliedtext, 1952 ergänzt und vertont von Felicitas Kukuck (1914–2001). Es ist das bekannteste Lied der Komponistin.

Prosatexte über den Main sind dagegen sehr zahlreich, vor allem Reisebeschreibungen und Feuilletons. Eine Reihe von Metaphern entstanden über den Main, zum Beispiel Weißwurstäquator (um die kulturelle Grenze zwischen Nord- und Süddeutschland zu charakterisieren), Mainlinie (Die Sprachgrenze zwischen mitteldeutschen und oberdeutschen Dialekten) oder Pfaffengasse des Deutschen Reiches (wegen der zahlreichen Bistümer, bischöflichen Residenzen und Klöster am Main). Zu den Schriftstellern, die Prosatexte über den Main hinterlassen haben, zählen: Wilhelm Heinrich Wackenroder, Ludwig Tieck, Heinrich von Kleist (in Briefen an seine Braut), Clemens Brentano, Friedrich Stoltze, Rudolf G. Binding, Alfons Paquet und Eva Demski. Den Main im Titel führt der Roman „Der Schleier im Main“ von Alexandre Dumas, dem Autor der „Drei Musketiere“, welcher hier eine dramatische Abenteuer- und Liebesgeschichte erzählt, die sich vor dem Hintergrund der Kriegspolitik Bismarcks 1866 hauptsächlich in Frankfurt abspielt.
Zahlreiche Maler haben den Fluss in ihren Werken dargestellt, unter anderem Conrad Faber von Kreuznach, Matthäus Merian, Domenico Quaglio, Gustave Courbet und Max Beckmann. Unter den frühen Fotografen des Mains ist Carl Friedrich Mylius hervorzuheben.